# 松井秀喜

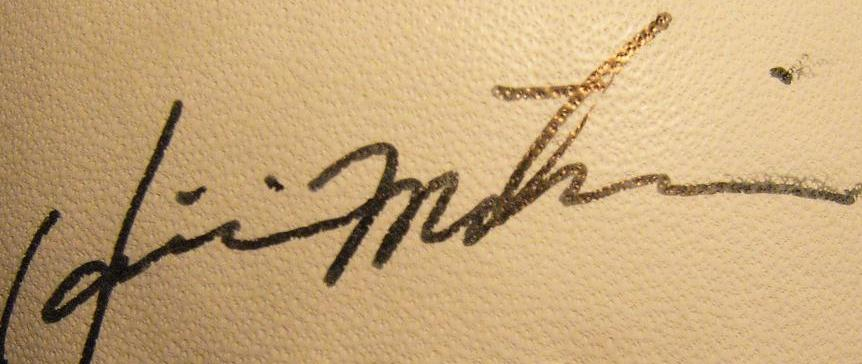
自筆サイン

松井 秀喜（まつい ひでき、1974年6月12日 - ）は、石川県能美郡根上町（現：能美市）出身の元プロ野球選手（外野手、右投左打）。既婚。
現役引退後はMLBのニューヨーク・ヤンキースでGM特別アドバイザーを務める。愛称は「ゴジラ」。
1990年代から2000年代の球界を代表する打者で、日本プロ野球（以下：NPB）では読売ジャイアンツ、メジャーリーグベースボール（以下：MLB）ではニューヨーク・ヤンキースなどで活躍した。ヤンキース時代の2009年には、アジア人初のワールドシリーズMVPを受賞、チームのワールドシリーズ優勝に貢献した。2013年には国民栄誉賞を受賞した。

## 経歴

### 生い立ち
1974年6月12日に、瑠璃教会二代目司教である父・昌雄と母・さえ子の二男として生まれる。生まれたときの体重は3,960グラムであった。
3歳で自宅近くの保育園に入園。「保育園史上最大の園児」と言われた。当時の保育園の先生は「8歳ぐらいに見えました」と語っている。

### 小学時代

#### 少年野球チームへ
体格が一際大きかったため、根上町立浜小学校1年生の時に3年生以上で構成される軟式野球チーム「根上少年野球クラブ」に、当時5年生であった兄が所属していた縁で特別に入団させてもらったが、まだ幼すぎて監督の指示などが理解できず、入団1週間で指導者の方から、両親に「（チームに入るのは）もう少し待ってほしい」と言われたようで野球を辞めてしまった。4年生の時に父から再入団を勧められるが、幼少時のショックは大きく、拒否している。
しかし、野球に打ち込む3歳上の兄に触発され、小学5年生の夏休みに再び軟式野球チームに入り、本格的に野球を始めた。自分を辞めさせた指導者から代替わりしていたことから、その後任の指導者の勧誘に応じた。その頃から、既にプロ野球選手を夢見ていた。

#### 左打ちへの転向
元々は右打ちであったが、あまりにも打球を飛ばすために野球仲間であった兄とその友人が松井を打てなくする目的で「尊敬する掛布雅之選手（松井は当時は阪神ファンだった）と同じ左」で打つように強引に勧められ、左打ちに変更した。これが運命の左打ち転向であった。しかし、『打てなくする目的である、それは言い過ぎだ』と現役引退後のテレビ出演の際に本人が語った。なお、松井が掛布を敬愛しているのは論を俟たないが、2021年時点では松井自身も掛布から認められる人間となり、大型新人を見た掛布に「清原和博や松井のようだ」と手本にされるほどとなった。

#### 野球以外での活躍
小学3年からは町の少年柔道教室にも通い始める。能美郡大会で優勝、石川県大会では3位に入り、国体強化選手にも選ばれていた。松井は「野球よりも注目されていたんです。立ってよし、寝てよし。石川県では結構、強かったんですよ」と自慢している。
柔道の他に、わんぱく相撲大会でも活躍していた。
これらスポーツでの活躍のほか、実家のピアノも演奏する。

### 中学時代

#### 野球への専念
中学校への進学にあたって、柔道を続けるか悩むこともあったが、能美市立根上中学校に進学して野球に専念するようになった。根上中学校には野球部があるものの、柔道部がなかった（当初は、野球での部活動の後に柔道場へ通う案も提示されたが、取り組む種目を一本にして集中したいという本人の希望もあったため）ということが野球への道を選択した大きな決め手となった。

#### 中学時代の実力
中学入学時で身長は170cm、体重は95kgに達していた。中学時代は捕手をつとめ、3年から投手(兼三塁手)に転向した。
通算打率は6割を超え、3試合連続本塁打も放ったことがある。3年生になると飛距離は130mにも達し、軟球を割ることもしばしばあった。代わりのボール代だけでも半年間で10万円を超えることになったという。
その一方で、中学1年の時には能美郡相撲大会に出場し、個人戦で優勝。根上中野球部でも「関取」「相撲取り」などのあだ名で呼ばれていた。

#### 髙桑監督の指導
当時の根上中学校教諭で野球部のコーチでもあった高桑充裕は多くの松井の野球の師の中でも特に厳しかったことで知られており、アッパースイングだった松井に王貞治を手本にしたダウンスイングを指導したり、試合で敬遠されたためにバットを投げて相手を睨みつけるなど怒りの感情を露わにした当時の松井を、試合中でも激しく殴打し諌めたというエピソードがある。松井は後に、高桑の体罰が無ければ今の自分はいなかったと回顧している。
その高桑は星稜高校野球部を卒業したことからのちの松井の先輩であり、同校の監督であった山下智茂の教え子の1人でもあった。箕島対星稜延長18回では高桑が1年生ながらもその試合で二塁手として途中出場を果たしている。

#### メジャーリーグへの憧れ
中学時代から衛星放送でMLBの試合を熱心に見るようになった。その当時に憧れていた球団は、当時ホセ・カンセコ、マーク・マグワイアらを擁して黄金期を迎え、後に松井自身が入団することになるオークランド・アスレチックスであったという。

### 高校時代

#### 星稜高校進学へ

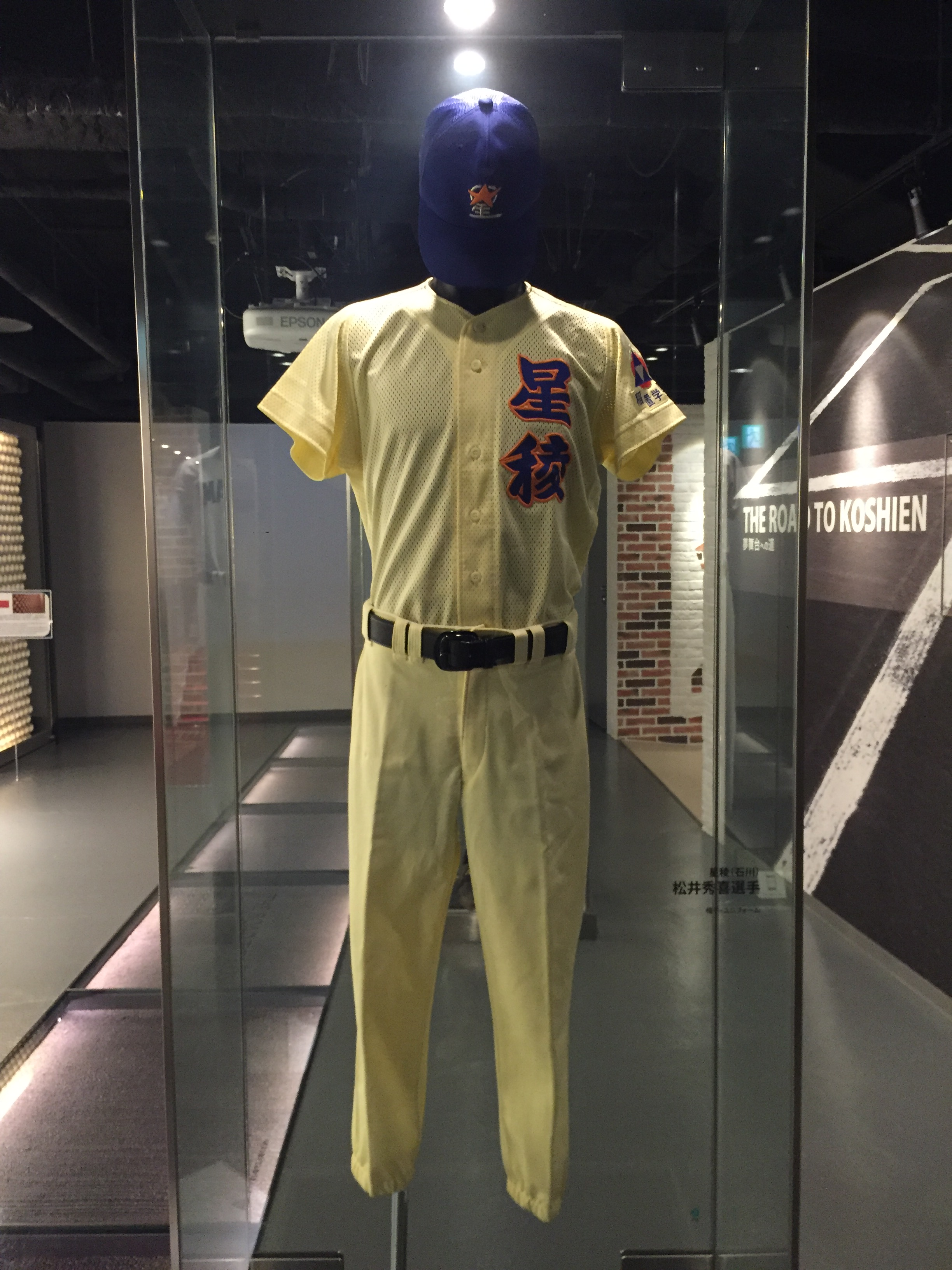
松井秀喜の星稜高校野球部ユニフォーム（甲子園歴史館にて展示）

高校は星稜高校に入学。既に松井の実力を高く評価していた星稜高校監督の山下からの熱烈な勧誘や、中学野球部監督やコーチの高桑らに薦められ、また、根上中学校から星稜に進学した先輩と相談した結果、星稜に進学することに決めた。
「野球は大学までやらせてもらえれば」という程度だったが、高校時代に打者として注目を集めるにつれて、高校を卒業してプロ入りする思いが強まっていったという。
当初太り過ぎていたため入部は保留されていたが、地道なランニングによる減量で入部に漕ぎ付けて事無きを得た。
ちなみに星稜高校出身のプロ野球選手では2021年に島内宏明がプロ野球で打点王の打撃タイトルをとるまでは松井が最後の打撃タイトルの獲得者と言われており、引き合いに出されることもある。

#### 高校1年生、恐怖の1年生4番
投手として入部したが、練習初日のブルペンで投球練習ですぐに監督に「投手以外だったらどこを守りたい？」と尋ねられ実質投手失格を言い渡される。しかしその前に行った打撃練習では、3年生を含んだチームメンバーで自分だけフェンス越えの打球を放っており「先輩は真面目に飛ばそうとしてないのではないのか」「ひょっとしたら後で怒られるのではないか」と不安になったという。その後野手（一塁手）に転向。その後、三塁手に転向する。星稜高校の入学式前から野球部の練習に参加し、他校との練習試合では「4番・三塁手」で出場してヒットを放った。
1年生から4番打者を務め（5番は3年生の村松有人だった）「北陸の怪童」「星稜恐怖の1年生4番」として徐々に野球関係者の間に知られていき、高校球児たちを紹介する専門雑誌にも注目選手として高校1年生時点で当時高校3年生でドラフト指名候補と言われた内之倉隆志（鹿児島実業高）、鈴木尚典（横浜高）、山本保司（関東一高）等と並んで紹介されており、本塁打もこの頃から推定飛距離で140mを超すものもあった。
ただ、夏の選手権では初戦（2回戦）の対日大鶴ヶ丘高校戦で難波俊明投手に3打数0安打で押さえ込まれチームは初戦敗退し、「甲子園は怖いところです」というコメントを残している。しかしながら、対戦した難波投手は打ち取ったものの、第3打席の外野の最も深い場所へ大飛球を飛ばされ、「あの（難しい）球をあそこまで飛ばすのか」と、松井の怪物の片鱗を見たと後にコメントしている。
秋季では北信越大会準決勝で上田佳範を擁した松商学園高校に敗れ、選抜出場を逃す。

#### 高校2年生
高校2年の夏の選手権の初戦（2回戦）の市立沼津高校戦では、松井の走塁で市沼津をかき回し接戦に勝利。3回戦の竜ヶ崎第一高校戦でライトスタンドに甲子園初本塁打を記録した。準々決勝では松商学園高校に勝利して北信越大会の借りを返す。準決勝では夏の選手権で優勝した大阪桐蔭高校に1‐7で敗退した。
夏休みに部内で体力測定を行った際、背筋力250kg、バーベル上げ150kgと、関係者曰く「清原和博以来の数値」を出した。
新チームでは監督の山下にキャプテンに指名される。星稜では毎年キャプテンは部員による投票によって選んでいたが、山下が松井の統率力や影響力を高く評価していたため、特例として任命したのだという。
秋の明治神宮大会では帝京相手に全6打席中4敬遠をされたが優勝している。
また、高校生選抜チームに2年生としては後に巨人で同僚になる三澤興一（帝京高）と共に選出され、1年先輩で後にプロ入りした髙木大成（桐蔭学園高）・大野倫（沖縄水産高）・萩原誠（大阪桐蔭高）等にその怪物ぶりを賞賛されている。大野は雑誌のインタビューで「星稜の松井は怪物」と答え、萩原はこの年の高校生打者のドラフトの目玉とされていたが、「自分のホームランなんて松井に比べたら大したものではない」とのコメントを残している。

#### 高校3年生、5打席連続敬遠
高校3年の春の選抜では、阪神甲子園球場のラッキーゾーンが撤去されて大会本塁打数が激減したにもかかわらず、「僕には関係ありません」という言葉通りに、開幕試合である初戦の宮古高校戦で2打席連続本塁打、1試合7打点、2試合連続本塁打と、当時の大会記録を記録した。2回戦で堀越高校のエース・山本幸正から難しいカーブを本塁打したのを長嶋茂雄が見ていたのがきっかけで巨人入りしたという話もある。しかし、準々決勝の天理高校戦では本塁打は出ず、自らのエラーもありチームは敗退した。しかしながら観戦していたプロ野球各球団のスカウトたちからは元木大介（上宮高）、内之倉隆志（鹿児島実業高）、萩原誠（大阪桐蔭高）等の前年・前々年に甲子園を騒がせたスラッガーたちと比較しても松井のほうがずっと打者としては素材が上であると評価され、「清原和博に匹敵する」「清原和博クラスの逸材」とまで言い切るスカウトも複数いて、松井の存在は一躍全国規模で知られるようになっていった。
夏の選手権では2回戦の明徳義塾高校戦で敗退。この試合で松井が明徳義塾先発投手の河野和洋から受けた5打席連続敬遠は、高野連が急遽記者会見を開くなど、社会問題にまで発展した。明徳義塾監督の馬淵史郎は試合後、「（星稜の練習を見て）高校生の中に一人だけプロの選手が混じっていた」とコメントしている。最後になる秋の国体では監督が出したホームランのサインに応えホームランを打っている。松井はプロ野球引退後に「そのあとプロ野球のジャイアンツに入った時に『彼があの甲子園で5回敬遠されたバッターなんだ』ということを、やっぱり成績で示さなくちゃいけないっていうことは、心の中でどっかにあったと思うんですよね」とその後の自分の心構えに影響した旨を語っている。

#### 高校通算成績
高校通算打率は.450、本塁打は60本。夏の県大会では、当時としては石川の1大会の最高記録となる4本塁打を三大会連続で記録している。高校通算60号はべにばな国体決勝の尽誠学園戦の第4打席、高校最終打席で記録しチームを優勝に導いている。
ちなみに、「柵越えしたものがホームラン」という松井のこだわりから、ランニングホームランは数に含まれていない。ライナー性の弾道で甲子園球場のバックスクリーンに運ぶ並外れたパワーや、打撃練習であまりにも柵越えを連発するため練習場のライトフェンス後方に特別のネットが取り付けられるなど、桁外れの話題性から「20年に1人の怪物」と言われていた。

#### 日米韓親善高校野球大会
9月には大韓民国・ソウル で行われた日米韓3国親善高校野球大会に日本代表の一員として出場した。
松井は米国側からも大きな注目を浴びており、同大会に米国代表として出場していたトリー・ハンターは、「まず驚いたのは彼は高校生なのにあり得ないくらい大勢のマスコミを引き連れていたことだ。当時ボクは16歳でマツイは17歳。その高校生を巡ってロックスターを取り囲むような騒ぎになるなんて、一体どんな怪物？だと思っていた。それがマツイだったんだよ」と語っている。

#### ドラフト前
その年のドラフト会議の目玉となった松井には報道陣が殺到し、11月になると星稜高校の校門前に毎日多くの記者やカメラマンが待機するようになった。「このままドラフト本番を迎えれば、えらい騒ぎになる」との声が地元で上がり始め、ドラフト前には異例の「報道規制」が敷かれた。
ドラフト会議前には憧れの球団である阪神タイガースの他は、準地元である中日ドラゴンズに加え読売ジャイアンツ、福岡ダイエーホークスまでを希望に絞り、その他の球団から指名された場合は駒澤大学へ進学することを示唆していた。中日球団オーナーの加藤巳一郎は8月下旬、準地元選手である松井の獲得に全力を注ぐため、かつて松井の先輩である小松辰雄を担当、40日間にわたって金沢に滞在して交渉を続けた末に入団に至らせた実績を有する法元英明（当時は九州担当地区のスカウト）を、松井の担当スカウトとして急遽起用し、また他球団に先駆けて1位指名を確約していた。

### 巨人時代

#### 巨人入団へ
1992年11月21日に行われたプロ野球ドラフト会議では前述の4球団から1位指名を受け、抽選の結果交渉権を獲得した巨人に入団。契約金は1億2000万円。年俸は720万円。背番号は「55」。
13シーズンぶりに巨人監督に復帰した長嶋茂雄が、中日ドラゴンズ、阪神タイガース、福岡ダイエーホークスとの抽選の末、松井の交渉権を引き当てた。
当時の松井は本心では阪神入りを熱望しており、ラジオで交渉権が巨人に決まったことを知ると、記者会見で複雑な表情を浮かべ、「阪神に行きたい、という希望がありましたから。まだ整理もついていないけどその気持ちも次第に薄れていくと思う」と語った。

#### 長嶋からのラブコール
だが、その後、長嶋から直接電話を受けて感銘を受け、すんなり巨人入りを決めた。阪神ファンである彼の気を引くために、長嶋は監督就任会見の前に旧知の記者に「星稜高校の松井秀喜選手が大いに注目されていますが、監督はどうお考えですか?」と質問するよう頼んでおき、「ほしいですね、この手で是非育ててみたい逸材です」と答えた。これを自宅のテレビで見た松井父子は興奮し、巨人入りの意思が高まったという。
なお、この年のドラフト会議で、当初巨人フロントは松井ではなく三菱自動車京都の伊藤智仁を指名する予定だったが、長嶋が松井の獲得を熱望したため松井指名に切り替えている（なお、その伊藤智仁は野村克也が率いていたヤクルトスワローズから1位指名されて入団する）。

#### 野球業界全体を支えるという抱負
入団会見で他の新人選手が抱負として憧れの選手名や具体的な成績目標を述べる中、松井は「サッカー（Jリーグ）や相撲（若貴ブーム）に小さな子供たちの関心が傾きつつあります。その中で僕はその子供たちに夢を与え、球場に直接見に来てもらえるような選手になれるよう頑張ります」と述べた。

#### 巨人1年目
1993年、プロ初のキャンプでは150メートル級の場外弾を連発。キャンプ2日目にはフリー打撃で13本の柵越えを放ち、「こんな高校生、見たことがない」とコーチに言わしめた。
高校時代は三塁手であったが、長嶋が外野手へとコンバートさせた。

##### プロ初打席
2月28日のオープン戦でプロ初打席を迎え、当時ヤクルトに所属していた一つ上の石井一久と対戦するもカーブで三振となり、その時は焦りや恐怖を感じたという。
その後もプロの投球の速球に手こずり、三振と凡打の山を築く。オープン戦は53打数5安打、打率.094に終わり、20三振は全体トップだった。

##### 二軍落ちと一軍復帰
4月7日に長嶋から二軍落ちを通告され、公式戦開幕は二軍で迎えた。二軍落ちを通告された際には、「落としたことを後悔させるように頑張る」と語った。
その宣言通り、イースタン・リーグの開幕戦で松井と同期新人のヤクルトスワローズに入団した伊藤から本塁打を放つなど12試合で打率.375、4本塁打と活躍し、5月1日のヤクルト戦（東京ドーム）で「7番・左翼手」として一軍デビューを果たした。

##### プロ初安打と初本塁打
初打席は西村龍次からセカンドゴロ。2打席目には同じく西村からライトフェンス直撃の二塁打を放ち、初安打初打点を記録。
翌日の試合の東京ドームの対ヤクルト戦では、9回裏に高津臣吾から内角の直球をライトスタンド中段に運びプロ入り初本塁打。興奮の余り、試合後ロッカールームから引き揚げる際、足元はスリッパのまま「打っちゃった」と喜びを露わにした。
その後は各球団のマークに遭い、6月には二軍に降格するが、7月のフレッシュオールスターに出場して優秀選手賞を獲得し、8月下旬に再び一軍に昇格すると、当初は無安打が続いたが、8月31日からの10試合で6本塁打を放つなど、セ・リーグ高卒ルーキー新記録となる11本塁打を放った（パ・リーグの高卒ルーキー記録は1986年の清原和博による31本塁打）。
オフの契約更改では1060万円増の1900万円でサイン。目標の2000万円には届かず、会見では渋い表情を見せた。

#### 巨人2年目
1994年4月9日に行われた広島東洋カープとの開幕戦で2本塁打を記録し、4月には自身初の月間MVPを受賞した。
同年のオールスターゲームではセ・リーグ史上最年少で4番を打った。
中日ドラゴンズとのリーグ優勝を賭けたシーズン最終戦「10.8決戦」でも本塁打を放つなどチームのリーグ制覇に貢献。
迎えた日本シリーズでは西武ライオンズを破りチームは日本一、自身も2年目で20本塁打を記録した。

#### 巨人3年目
1995年には22本塁打を放ち、初のベストナインを受賞。
8月24日の横浜ベイスターズ戦でレギュラーシーズンでは初の4番を任された。
ヤクルトが最高勝率・マジック1で迎えた9月30日に明治神宮野球場で行われた試合では9回裏二死で打席に立ち、その年の最優秀バッテリー賞を受賞するテリー・ブロス及び古田敦也にセンターフライに仕留められた。
この年のオフには、苦手な内角球を克服するために、身体に当たりそうな極端な内角球を打つ練習を行った。その甲斐あって、翌年から成績が飛躍的に向上することになる。後に、松井はこのシーズンオフが野球人生のターニングポイントだったと回想している。

#### 巨人4年目
1996年は自身初の開幕4番スタートだったが、5月からは落合博満が4番に返り咲き、松井は3番に戻った。
その後チームの上昇と共に成績も上昇し、夏場には7月、8月と2か月連続で月間MVPを獲得するなど、大逆転優勝に大きく貢献。初のセ・リーグMVPを受賞した。これは当時としては最年少記録であった。
リーグ最終戦まで山﨑武司、大豊泰昭と本塁打王を争っていたが、山﨑に1本リードされて迎えた10月8日シーズン最終戦の中日戦では長嶋の配慮で自身初の1番打者として出場したが、4打席すべてで敬遠されてタイトルを逃した（結果は山﨑が39本で本塁打王に輝いた）。観客席の巨人ファンからは罵声が飛び交ったが、松井自身は「しょうがない。タイトルを取れなかったのは、悔しいけど、（高校時代の）五打席連続敬遠の方が悔しかった」と、比較的サバサバした様子だった。
それでも、22歳での38本塁打は王貞治に並ぶ年齢別最多本塁打記録。また、同一投手からのシーズン最多本塁打のタイ記録の7本塁打を斎藤隆から放った。この年の斎藤隆との対戦成績は25打数7安打で、安打のすべてが本塁打であった。
最終的に130試合に出場し、打率.314、38本塁打、99打点の成績を残した。
この年は日米野球に出場し、敬遠されたことでも話題になった。なお、この時の松井の敬遠以降は日米野球では日本の打者が敬遠されることは長らくなく、2014年に松田宣浩がされるまでなかったという。
契約更改では倍増の1億6000万円で一発サインした。高卒選手ではイチローと並ぶ史上最短（当時）の入団4年目で1億円プレーヤーの仲間入りを果たした。

#### 巨人5年目
1997年には西武ライオンズの清原和博がFAの権利を用いて、巨人に入団し、清原とのコンビは「MK砲」と呼ばれた。
4月27日の広島戦で通算100本塁打を達成。4月は好調で10本塁打を放つ好スタートを切った。
最終的に打率は3割をわずかに下回ったが、37本塁打を放った。しかし、ドゥエイン・ホージーとの本塁打王争いに1本差で敗れ、史上初めて2年連続して1本差で本塁打王のタイトルを逃すことになった。打点は初めて大台を突破する103打点を挙げるが、これもルイス・ロペスに及ばず無冠に終わった。

#### 巨人6年目

##### 左膝の故障
1998年は春季キャンプ中に左膝を痛め、「左膝軟骨損傷」と診断された。膝の不安を抱える中で開幕から4番に座ったが、初本塁打は11試合目まで遅れ、その間には32打席無安打というプロ生活最大のスランプにも悩まされた。
4月は打率.190、2本塁打に終わり、5月2日には清原和博に4番の座を奪われた。
膝の痛みが和らいだ5月10日に久々の第3号本塁打を放つと、その後の12試合で9本塁打して月間MVPを受賞するなど本来の調子を取り戻した。

##### 本塁打王、打点王、最高出塁率
その後は順調に打ち続け、7月28日のヤクルト戦で通算150本塁打を達成。最終的には34本塁打、100打点で自身初のタイトルとなる本塁打王、打点王、最高出塁率のタイトルを獲得。巨人で本塁打王と打点王の両方獲得は、1977年の王貞治以来21年ぶりの快挙であった。
一方で、左膝の故障は現役を通じて古傷として松井を悩ませ、周囲の筋肉を鍛えることでだましだましプレーを続けたが、その影響は右膝にも及ぶようになった。

#### 巨人7年目
1999年は前年の日米野球でサミー・ソーサからアドバイスを受け、シーズン前に広角に打つことを意識したフォームに改造。
6月5日の横浜戦から6月10日の中日戦まで5試合連続本塁打を記録する。9月21日の阪神戦では通算200本塁打を達成。
7月のオールスター第1戦では4試合連続本塁打（新記録）を放ったが、第3戦で代打出場した際にわき腹を痛め、7月30日の広島戦で遂に先発メンバーから外れた。この時点で現役最多だった連続フルイニング出場が574試合（当時歴代3位）で止まる。
長嶋が松井に負担のかからない形で連続試合出場記録を尊重することを決め、以後8月中旬までは記録のために1イニングだけ守備固めとして出場する。
このケガの影響が響いてロベルト・ペタジーニと2本差で本塁打王を逃すことになるが自己最高の42本塁打を記録。日本人のシーズン40本塁打は1989年の落合博満以来10年ぶり、巨人では1977年の王貞治以来22年ぶりの快挙であった。

##### メジャーリーグを初観戦
シーズン終了直後の10月24日には、ヤンキー・スタジアムで初めてMLBの試合（ALCS第2戦）を生観戦している。この経験は強く心に刻まれ、後のMLB挑戦を決断する要因の一つにもなった。

#### 巨人8年目
2000年は開幕から4番打者を務め、以後日本シリーズ、日米野球なども含めて、他の打者に4番を譲ることはなかった。
右小指をグリップにかける打法に変えたことで、あまり強くバットを握らずにリラックスして構えられるようになったことで打撃は凄味を増し、シーズン半ばまでは三冠王を狙える勢いで打ち続けた。
7月12日の広島戦で通算1000本安打を達成。最終的に135試合全イニングで4番打者を務め、いずれも自己最高の打率.316、42本塁打、108打点を記録。シーズン全試合4番出場は巨人では1950年の川上哲治以来50年ぶりの記録だった。本塁打王、打点王、最高出塁率、シーズンMVP、日本シリーズMVP、ゴールデングラブ賞を受賞し、巨人の日本一の立役者となった。
なお、この年の日本シリーズMVP受賞によって川上哲治、大下弘、福本豊、トーマス・オマリー、古田敦也に次ぐ史上6人目の「レギュラーシーズン、オールスター戦、日本シリーズにおけるMVP獲得者」となった。プロ野球界に最も貢献した人物に贈られる正力松太郎賞も初受賞した。
同年の日米野球では、MLB選抜であるボビー・コックスに「ゴジラはいいねえ。バットスイングが速い」と称賛された。この時点では「大リーグなんて、そんな」とMLB挑戦に否定的だったが、「野球をやっていて、大リーグを全然考えないと言ったら、うそになるかもしれません」と2年後のFA移籍に含みを持たせた。
11月21日には石川県県民栄誉賞を受賞した。
契約更改では、松井のMLB移籍を危惧した球団側が8年総額56億円という破格の長期大型契約を持ちかけたが、松井は「一年一年が勝負という気持ちでプレーしたい」として単年契約にこだわり、球界最高（当時）の年俸5億円でサインした。

#### 巨人9年目
2001年4月12日の中日戦に1000試合目の出場で通算250本塁打を達成。5月3日の中日戦で当時史上5人目の1000試合連続試合出場を達成。5月5日から8月13日までセ・リーグ歴代1位の65試合連続出塁を達成する。
9月27日、広島カープ戦で自身初の1試合3本塁打（3打数連続）を記録するなど9月は打撃好調で月間MVPを受賞した。
この年、初の首位打者のタイトルを獲得したが、全イニング出場での首位打者は王貞治、イチローに次ぐ史上3人目の快挙となった。
一方で、本塁打数はなかなか伸びず、20号本塁打を放ったのは8月7日であった。8月まで年間30本に届かないペースで推移していたが、9月にようやく量産体制に入ると、自身初の1試合3本塁打を含む月間11本塁打と巻き返したが、最終的な本数は36本とやや数を落とした。本塁打王のタイトルは当時本塁打王争いをしていたペタジーニに再び奪還される。
この年の松井は、打球が上がらずに本塁打が出ないという悩みに悩まされていた。この年の打撃について、松井は後に「あの年首位打者を取ったけど、打撃は最後まで狂ったままだった」と語っている。
FA権獲得が翌年に迫る中、下交渉では球団から5年総額50億円の大型複数年契約を提示されたが、これを断り当時プロ野球史上最高額となる年俸6億1000万円（後に、佐々木主浩が更新）で単年契約した。契約更改後の会見では、来期にFA権を行使することを明言し、「このまま巨人に残るか、アメリカに行ってみるか二者択一になる」と語った。

#### 巨人10年目（最終年）
2002年は開幕前、巨人がビジター用ユニフォームの胸ロゴを「TOKYO」から「YOMIURI」に変更したことについて、「なぜ巨人の伝統を大事にしないのかなぁ」と松井がコメントしたとスポーツ報知が報じ、オーナーの渡邉恒雄が激怒するという騒動があった。記事を執筆した記者の広岡勲（後の松井の専属広報）が巨人担当を外れることで事態は収拾した。
「日本一」「三冠王」の2つを目標に掲げて10年目のシーズンをスタート。開幕後間もない4月13日にFA権を取得。
7月9日に黒田博樹から通算300号本塁打を放つ。28歳0か月での到達は王貞治の27歳3か月に次ぐ史上2番目の年少記録であり、1200試合目での達成は史上6番目の速さであった。
また、8月1日には4番打者としての連続出場を363試合に伸ばし、石井浩郎の記録を抜き当時の単独1位（後に、金本知憲が更新）となった。

##### 50本塁打
オールスターゲーム前までは、前年同様打球が上がらず76試合で18本塁打だったが、後半戦は64試合で32本塁打という驚異のペースで打ち続け、自己最多を更新する、史上8人目の50本塁打を記録する（平成時代の日本人唯一）。
セ・リーグでは1985年のランディ・バース以来17年ぶり、日本人では1986年の落合博満以来16年ぶり、巨人では同じく1977年の王貞治以来の25年ぶりの快挙となり、2022年に村上宗隆が達成するまで長らく「最後の日本プロ野球での日本人選手による50本塁打達成者」となっていた。ペタジーニに9本差をつけた50本目の本塁打は2002年の本拠地最終戦の対ヤクルト戦（東京ドーム）で記録。
7・8月と2か月連続で月間MVPを受賞。9月7日の広島戦でプロ野球新記録となる5年連続100得点を記録した。
シーズン終盤までは打率3割5分台を維持し、三冠王目前だったが、シーズン終盤に調子を落とし、首位打者争いで福留孝介にタイトルを譲った。
打率、本塁打、出塁率では自己最高の成績で、本塁打王、打点王、最高出塁率、シーズンMVPを獲得した。
なお、巨人では2002年以降、2020年に岡本和真が本塁打王になるまでの18年間にわたって、日本人選手で本塁打王を獲得する選手は現れなかった。また、巨人の日本人左打者の40本塁打以上の選手及び打点王は2010年に阿部慎之助が44本塁打を記録、2012年に打点王を獲得するまで現れなかった。

##### 巨人残留か、MLB挑戦か
レギュラーシーズン終了後の10月11日には監督の原と、16日には球団代表の土井とそれぞれ会談。前監督の長嶋とも長時間会談し、残留を要請されたが、結論は日本シリーズ後に持ち越した。
10月18日には、ニューヨーク・タイムズ紙でニューヨーク・ヤンキースが松井の獲得を狙っていることが報じられた。
西武ライオンズとの日本シリーズでは、松井の安打数は4本に留まったが、チームは1990年の西武以来12年ぶりで球団(巨人として)初の4連勝のストレート勝ち(4勝0敗)で西武を下し、日本一の栄冠に輝いた。なお2012年にMLBで引退したため、この日本シリーズが自身にとって現役時代最後の日本シリーズ出場となった。

##### MLB挑戦を表明
11月1日にFA権を行使してMLBへの挑戦を表明した。「最後の最後まで悩んで苦しかった。何を言っても裏切り者と言われるかもしれないが、いつか『松井、行ってよかったな』と言われるよう頑張りたい。決断した以上は命を懸ける」と決意を語った。
松井はFA宣言をするときに自らを「裏切り者」と発言し、松井の危惧の通り、裏切り者だと考えるジャイアンツファンは一定数存在したが、日本球界全体では松井の成功を祈っていた。むしろ彼がそれだけプロ野球ファンのことを考えている証左だとする賞賛の声や、移籍決断に至るまでの彼の苦悩に対して同情する声は決して少なくないばかりか逆に多かった。
球団関係者は沈痛な面持ちで「球界の財産である松井選手のアメリカ（MLB）への流出を防ぐことができず、応援してくださるファン皆さんには何とお詫びしたらいいか……」と、まるで不祥事でも起こしたようなコメントを残した。
MLB球団との交渉にあたって、当初は代理人無しで交渉に臨む予定だったが、MLBの契約内容の複雑さを知った松井は方針を転換し、ジェイソン・ジアンビの代理人としてニューヨーク・ヤンキースと大型契約を締結した実績があるアーン・テレムを代理人に選定した。テレムには「ヤンキースとだけ集中して交渉してほしい。ヤンキースがダメだったら次のことを考えよう」と伝え、ヤンキースへの入団を熱望した。

### ヤンキース時代

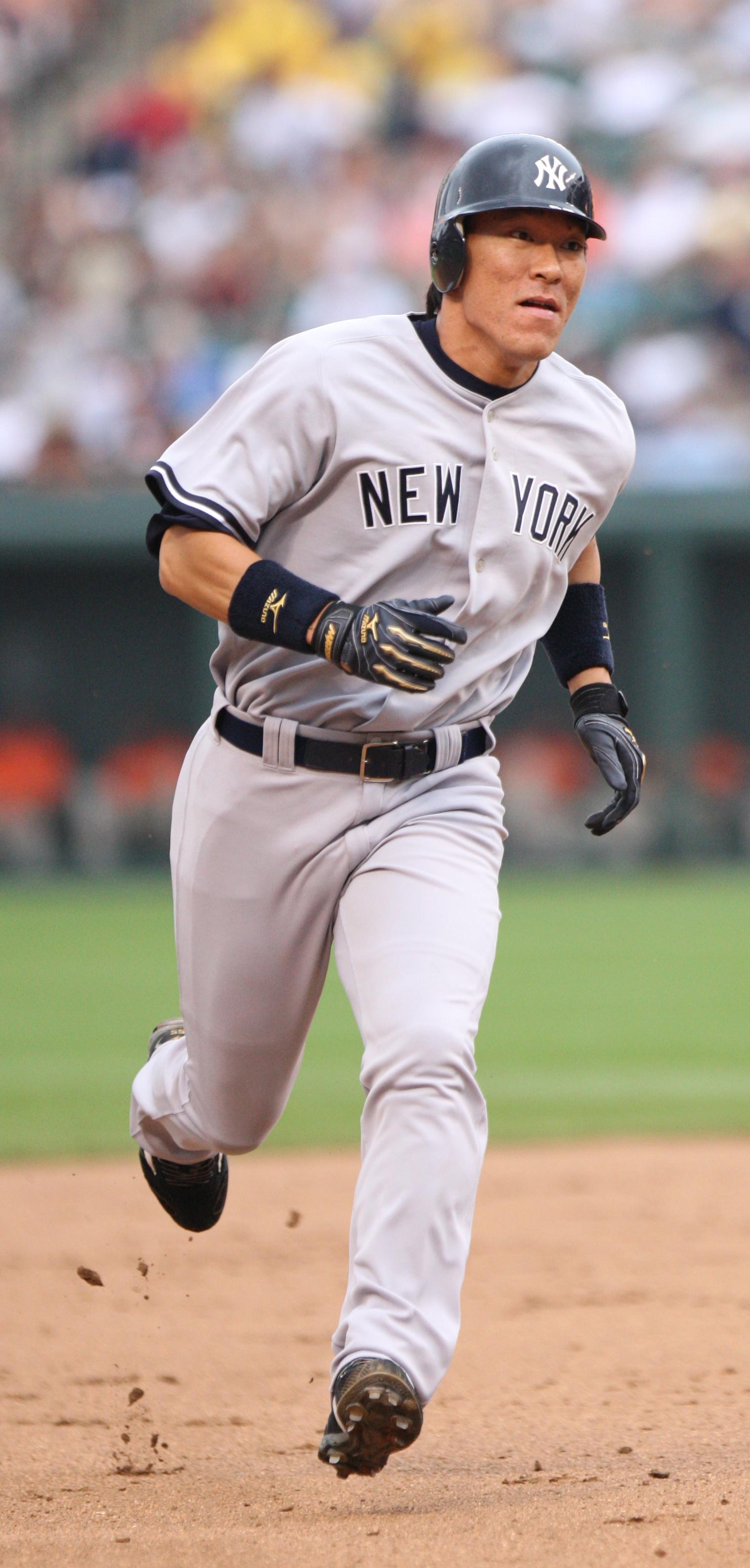
ヤンキース時代（2007年）

#### ヤンキース1年目
2002年12月19日にニューヨーク・ヤンキースと総額2100万ドル（当時約25億4100万円）の3年契約に合意。ニューヨークの新聞各紙は「ゴジラがブロンクスにやってくる」という大見出しをつけた。
2003年1月14日にニューヨーク市内のホテルで行われた入団会見には、約300人の報道陣に加え、球団社長のランディ・レバイン、監督のジョー・トーリ、ロジャー・クレメンス、ニューヨーク市長のマイケル・ブルームバーグらも出席した。
松井は「ヤンキースはメジャーの中でも素晴らしい伝統がある。素晴らしいプレーヤーがたくさん在籍した球団。自分の中でも一番刺激があるチームで自分の力を存分に発揮したかった」と語った。
巨人からFA権を行使して移籍したのは1994年の駒田徳広（横浜へ移籍）以来2人目であった。海外FAは巨人史上初。ヤンキース史上初のアジア人打者（日本人で初めてヤンキースとメジャー契約したのは投手である伊良部秀輝）である。

##### メジャー初打席・初安打
3月31日、公式戦開幕試合のトロント・ブルージェイズ戦に5番レフトで先発出場し、初回にロイ・ハラデイから左翼前への適時打を放ち、初打席・初安打・初打点を記録。

##### メジャー初本塁打
4月8日の本拠地開幕戦、ミネソタ・ツインズ戦では前打者のバーニー・ウィリアムスが敬遠された後の打席で2-3からジョー・メイズの145km/hの高速チェンジアップをライトスタンドに叩き込む、メジャー初本塁打となる満塁本塁打を放つ。
4月12日にはメジャー初のサヨナラ安打を放つ。

##### MLBオールスターゲーム出場
7月に行われたMLBオールスターゲームにファン投票のア・リーグ外野手部門で3位に入り初出場を果たした。日本人では1995年の野茂英雄、2001年のイチロー、佐々木主浩に続く4人目のオールスターゲーム出場となった。しかし、日本からの組織票に助けられた形での選出で、現地メディアでは批判が起こり、試合ではスタメン出場を果たし1安打を放ったものの、ブーイングを浴びせられた。また、スター選手とのバット交換用に日本から24本のバットを取り寄せたが、誰にも声をかけることができず、全て持ち帰った。

##### シーズン後半
7月17日に行われたオールスターゲーム出場後の後半開幕戦のクリーブランド・インディアンス戦でデビッド・リスキーの146km/hの速球を右中間スタンドに運び、日本人メジャーリーガー初のサヨナラ本塁打を放った。
ヤンキースの新人としては67年ぶり3人目の100打点以上を記録した（1926年のトニー・ラゼリ、1943年のビリー・ジョンソン）。

##### ポストシーズン
地区シリーズではポストシーズン日本人初の本塁打を放った。
ボストン・レッドソックスとのリーグ優勝決定シリーズ第7戦では、8回裏にホルヘ・ポサダの適時打で同点のホームを踏んだ際に大きく跳び上がり、全身で喜びを表した。
フロリダ・マーリンズとのワールドシリーズ第2戦では、ワールドシリーズでの日本人初本塁打を放った。
レギュラーシーズンでは雨天引き分けによる再試合があったため、新人かつヤンキースの選手としては21世紀になって初めてシーズン163試合に出場した選手となった。しかし、本塁打数はわずか16本と、期待外れの結果に終わった。
それでも、得点圏打率はチーム最高の.335、打点は主砲のジェイソン・ジアンビに1差となるチーム2位の106打点を叩き出し、勝負強さを発揮した。
シーズン通算で打率.287、16本塁打、106打点を挙げたがア・リーグ新人王には選ばれなかった。打率.287、17本塁打、73打点、21盗塁を記録したロイヤルズのアンヘル・ベローアがア・リーグ新人王を獲得した。これに対して当時ヤンキースオーナーのジョージ・スタインブレナーは「酷い不正」「全米野球記者協会、そして何年もの間彼らが球界に貢献してくれたことについて、私は多大な敬意を持っている。その一方で、ヒデキ・マツイに対して酷い不正が行われたと確信している」と声明文を出している。

#### ヤンキース2年目
2004年は前年16本塁打に終わったことを反省し、オフに大幅な筋肉増量に取り組んだ。そのため松井の身体、特に上半身は一回り大きくなった。
それが功を奏し、重心の位置を下げてスタンスを広めにしたことにより、左方向への本塁打が増加。スプリングトレーニングでは本塁打と打点のチーム2冠王に輝いた。
東京ドームで行われたタンパベイ・デビルレイズとの日本開幕戦に先立って開催されたヤンキースと巨人の親善試合では凱旋本塁打を放つ。デビルレイズとの開幕2連戦では「2番・左翼」でフル出場し、2戦目には日本のファンの前で第1号本塁打を放った。
本土開幕戦以降は61打席本塁打なしであったが、4月24日のレッドソックス戦では、観戦に訪れた両親が見守る中で第2号本塁打を放ち、NPB・MLB通算350本塁打を達成。その後は前年より大幅に速いペースで本塁打を量産し、6月4日には、前年より41試合早い53試合目で10号本塁打に到達。5月最終週には二度目の週間MVPも受賞した。
6月19日、20日のロサンゼルス・ドジャース戦ではメジャー移籍後初の2試合連続本塁打を放った。前半戦だけで前年を上回る17本塁打に到達。オールスターゲームにはファン投票外野手部門での選出こそ逃したが、最終投票で120万票を集めて選出され、2年連続で出場を果たした。トーリ監督からはホームランダービーへの参加を打診されたが、「僕が出たらビールの缶が飛んでくる」と辞退した。
球宴明けの7月15日にはNPB・MLB通算1500試合連続出場に達した。8月7日のトロント・ブルージェイズ戦でMLB移籍後初の2打席連続本塁打を放った。15日のシアトル・マリナーズ戦で前年のワールドシリーズ以来の4番に座ると、シーズン後半には4番打者に定着した。

##### 日本人歴代2位の本塁打と最高OPS、チーム内での（ヤンキース）最高打率を達成
9月30日のツインズ戦で日本人選手初の3試合連続本塁打を放った。最終的には当時の日本人メジャーリーガー史上最多で前年のほぼ倍にあたる31本塁打と同最高のOPS.912を記録した。この31本塁打、OPS.912は2021年に大谷翔平が上回るまでの17年間にわたって日本人では最多であった。また、打率.298はチーム最高打率であり、3部門すべてで前年を上回る好成績を残した。
ポストシーズンでは打棒が爆発し、11試合で51打数21安打、打率.412、3本塁打、13打点、OPS1.221を記録。
前年に引き続いての対戦となったレッドソックスとのア・リーグチャンピオンシップシリーズではリーグチャンピオンシップシリーズ史上最多タイとなる14安打、28塁打を記録。第3戦には、これまた最多タイの1試合5安打、5得点を記録するなど絶好調であったが、チームは先に3連勝しながらまさかの4連敗を喫し、ワールドシリーズ出場は逃した。
オフには徹底した筋力強化に取り組み、大幅な体重増（103kg→110kg）を遂げた。

#### ヤンキース3年目
2005年の開幕前は本塁打王のタイトル獲得にも意欲を見せていたが、4月9日から5月29日にかけて46試合、202打席連続本塁打なしという不調に陥った。
誕生日の6月12日には右足首を捻挫し、途中交代するアクシデントもあったものの、DHでの出場も挟んで粘り強く出場を続けた。20日には自身3度目の週間MVPを受賞し（6試合で打率.455、3本塁打、10打点）、6月は全試合で出塁を記録して月間打率.398、6本塁打、23打点、OPS1.165と好調であったが、翌月の球宴出場は逃した。
7月28日には、アーニー・バンクスを抜いてメジャーデビューから425試合連続出場の新記録を樹立。3年連続で全試合出場を果たすと共に、メジャーでの自己最高となる打率.305、116打点を記録。打率と打点で前年を越える成績を残したことに満足感を示したものの、本塁打の減少については翌年の課題にすることを誓った。
9月8日にはNPB/MLB通算400本塁打を達成し、9月と10月は打率.348、3本塁打、OPS.932と好調を維持してチームの地区優勝に貢献。しかしロサンゼルス・エンゼルスとのディビジョンシリーズで2勝3敗で敗退し、松井自身も20打数4安打の打率.200と抑え込まれた。敗退が決まった第5戦では、5打席全てに走者を置きながらいずれも凡退し、8残塁に終わった。
ポストシーズンのシリーズ突破がかかった試合で5打席全てに走者を置いて凡退した打者は、1986年のワールドシリーズ第6戦でのビル・バックナーに次いでメジャー史上2人目であった。試合後のインタビューでは、「僕がチャンスで打てていれば、試合の結果は変わっていた」と悔しさを滲ませた。
この年限りで3年契約が切れるため、開幕前には総額3150万ドルの3年契約を提示されていたが、シーズン終了後に改めて交渉に臨むことを決め、オフに交渉を再開。途中交渉が難航し、最終的にはヤンキースと4年総額5200万ドル（当時のレートで約61億8800万円）で契約延長。「最高に幸せです」とコメントし、高評価での契約延長に満足感を示した。
GMのブライアン・キャッシュマンが「松井はグラウンドでの才能だけでなく、日本のファンをひきつける力がある」と述べたように、ビジネス面での貢献度も評価された形となった。

#### ヤンキース4年目
2006年は開幕前に行われたワールド・ベースボール・クラシックの出場を辞退してシーズンに備えた。
しかしスプリングトレーニングで古傷の左膝痛が再発したり、持病の花粉症に悩まされるなど、万全とは言えない状態であり、本人も「正直よくない」と不安を漏らしていたが、開幕戦で1本塁打を含む4安打を放ち、幸先の良いスタートを切る。
4月18日にはデビュー以来500試合連続出場を達成。

##### 左手首の骨折
5月11日に本拠地ヤンキー・スタジアムで行われたレッドソックス戦の1回表、マーク・ロレッタの放った浅めのフライを滑り込んでキャッチしようとした際にグラブが芝生にひっかかり左手首を故障。そのまま途中交代した。
1イニング守備に就かずに交代したため、巨人時代の1993年8月22日から続いていた連続試合出場記録が「1768」で途切れた。
ニューヨーク市内のコロンビア大メディカルセンター病院で即日の検査を行った結果、左手首（橈骨）骨折と診断。翌朝に手術が行われ、故障者リスト入りする。
チームメイトに与えたショックも大きく、デレク・ジーターは「松井の代わりなんて誰もいない」と語った。

##### 骨折からの復帰
8月17日には98日ぶりにベンチ入りし、30日にはフリー打撃を再開した。9月12日のデビルレイズ戦に8番・指名打者で124日ぶりに先発出場。満員の観衆からスタンディングオベーションで迎えられ、4打数4安打の活躍で復活を遂げた。
復帰後は14試合で打率.430を記録するなど好調で、最終的には51試合の出場ながら打率.302を記録した。チームも9年連続で地区優勝を果たしたが、デトロイト・タイガースとのディビジョンシリーズでは16打数4安打、0本塁打、打点1と目立った活躍が出来ず、チームも2年連続でディビジョンシリーズ敗退となった。

#### ヤンキース5年目
2007年2月に著書『不動心』（新潮新書）を刊行し、30万部を超えるベストセラーとなった。
開幕から4試合目の4月7日、ボルチモア・オリオールズ戦の2回の第1打席目に捕ゴロで一塁へ走った際、左太股に一瞬つったような違和感を訴える。その後2イニングはストレッチなどで様子を見ながら守備に就いていたが、太股の張りが消えないため、4回の第2打席目の直前で首脳陣は代打を告げ、そのままベンチ裏に退き、翌日故障者リスト入りする。MRI（磁気共鳴画像装置）診断の結果、左太股の軽い肉離れが判明。
故障は順調に回復、故障者リストの期限が切れる4月23日に出場選手登録され、同日のデビルレイズ戦へ16日ぶりにスタメン復帰となった。
5月6日、本拠地でのマリナーズ戦で日本人メジャーリーガー2人目となるNPB・MLB通算2000本安打を達成。日本から駆けつけた名球会会長の金田正一の目の前での快挙達成であり、名球会入りを果たした。当初は外野手の失策と記録されたが、後に二塁打に訂正され、直後判定に両チーム乱闘が起こった。
6月は打率.252、3本塁打、OPS.706と打撃不振に陥り、6月26日には地元紙から他4選手と共に、勝てない直接の原因として名指しされた。
7月に入ると一転して打撃好調で打ちまくり、出場28試合で打率.345、28打点、OPS1.145の成績。長打率.735、13本塁打、31得点はリーグトップだった。8月2日には、7月のリーグ月間MVPに選出された。
8月5日、ヤンキースタジアムでのカンザスシティ・ロイヤルズ戦でメジャー通算100本塁打を達成。
終盤からプレーオフにかけて右膝の故障に苦しみ、9月は打率.185、2本塁打、OPS.689を喫した。チームは3年連続でディビジョンシリーズ敗退、松井も4戦で打率.182（11打数2安打）に終わった。
シーズン成績は25本塁打・103打点と一定の数字を残し、打点を多く叩き出すため、ゲームのキャラクターのように打点をパクパク呑み込んでいく連想から、この年にはチーム内で「パックマン」という愛称がついた。
しかしながら、本人はオフのインタビューで「今季は失敗しかなかった。話になりませんよ」と振り返り、怪我や要所での凡退を繰り返したことに悔しさを滲ませた。シーズン終了後の11月14日にニューヨークの病院で右膝の軟骨を除去する内視鏡手術を受ける。

#### ヤンキース6年目

##### 結婚

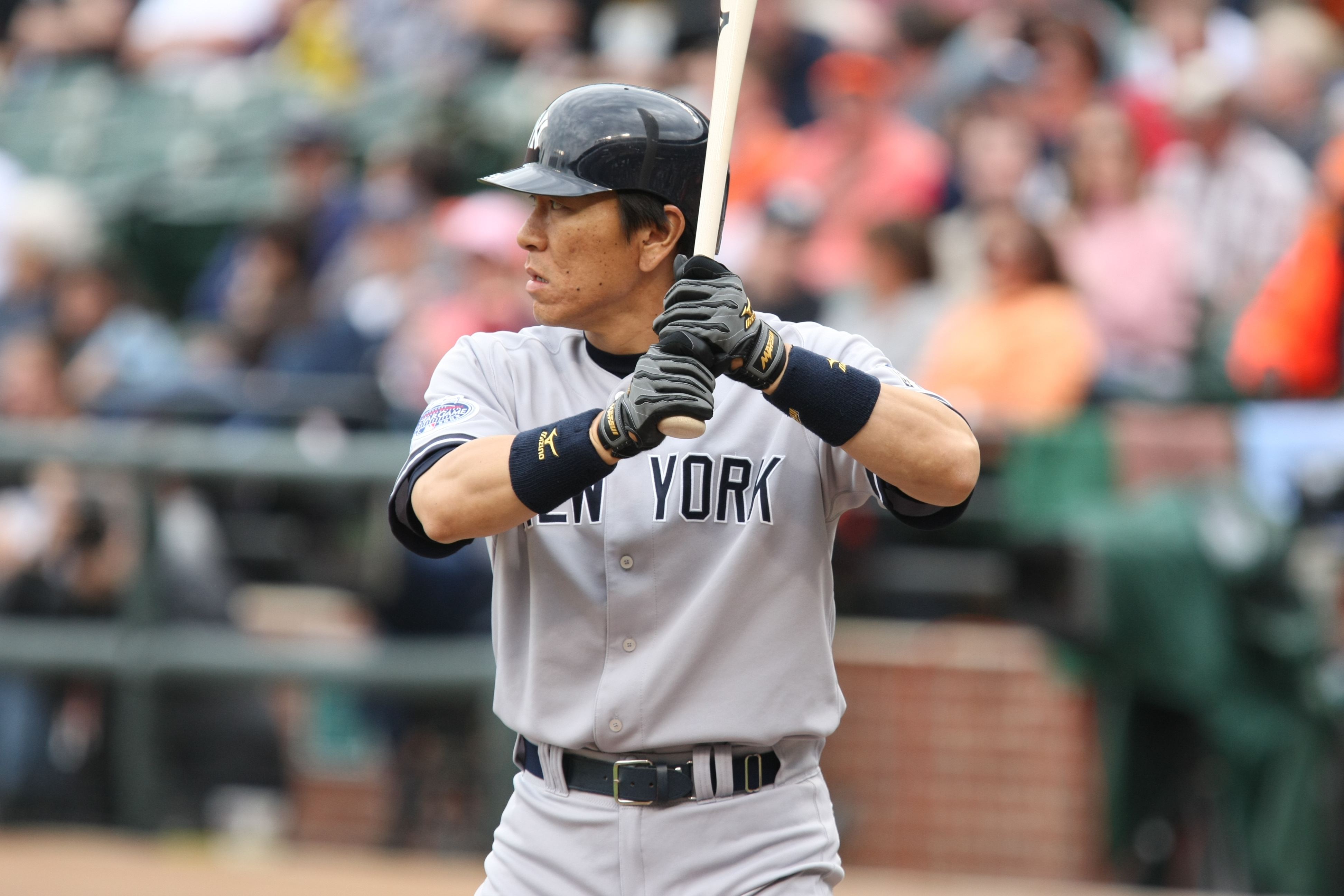
ヤンキース時代（2008年）

2008年3月26日に日本人女性とアメリカ合衆国ニューヨークで挙式。翌日に新婦の似顔絵と共に記者会見を行い、結婚を報告した。一般人のため、プライバシーを考慮して、顔写真や氏名は公表していない。

##### 不遇のシーズン
レギュラーシーズンでは監督の交代もあり、開幕前はレギュラーが確約されなかった。
開幕は「8番・指名打者」からのスタートとなったが、序盤は打撃が好調で打順も上がり、一時は打率.337で首位打者に立ち、4月から5月にかけては自己最長となる19試合連続安打を放った。
また、この年のオールスターゲームは同年限りで閉場する地元ヤンキースタジアムで行われる最後のオールスターゲームということもあり、松井も「こんな舞台は二度とない。出られれば一生の思い出になると思う」と出場を熱望し、地元の石川県の公式サイト上でファン投票の呼びかけが行われたが落選した。
6月になっても好調を持続させ、首位打者争いをしていたが、6月18日の試合前、突然古傷の左膝に痛みが走り、患部に溜まった水を抜く治療を受けた後、監督のジョー・ジラルディとGMのブライアン・キャッシュマンの意向で6月27日に故障者リスト入りした。オフに手術した右膝を無意識にかばい、左足に負担が掛かっていたことが原因だった。
持ち上がった手術の話に関しては、7月17日の段階では「（手術を）球団に勧められれば受け入れる 」との考えを示していた。しかし、2日後にキャッシュマンから手術を勧められた際には態度を一転させ、2時間もの説得にもかかわらず手術を拒否した。その後、2か月に渡る治療・リハビリののち、8月19日のブルージェイズ戦から復帰、主に「7番・指名打者」として出場を続けたが、万全には程遠く打撃は低迷。
チームのプレーオフ進出も困難になった9月後半からは再び控えに回り、21日のヤンキー・スタジアム最終試合の先発出場を最後にシーズンを終えた。
9月22日に左膝の内視鏡手術に踏み切った。
最終的に打率は3割を下回る.294、安打数は99、本塁打も一桁の9本と寂しい成績に終わった。

#### ヤンキース7年目（最終年）
2009年は「3割30本100打点」「4盗塁」を個人成績での目標に掲げてスタート。

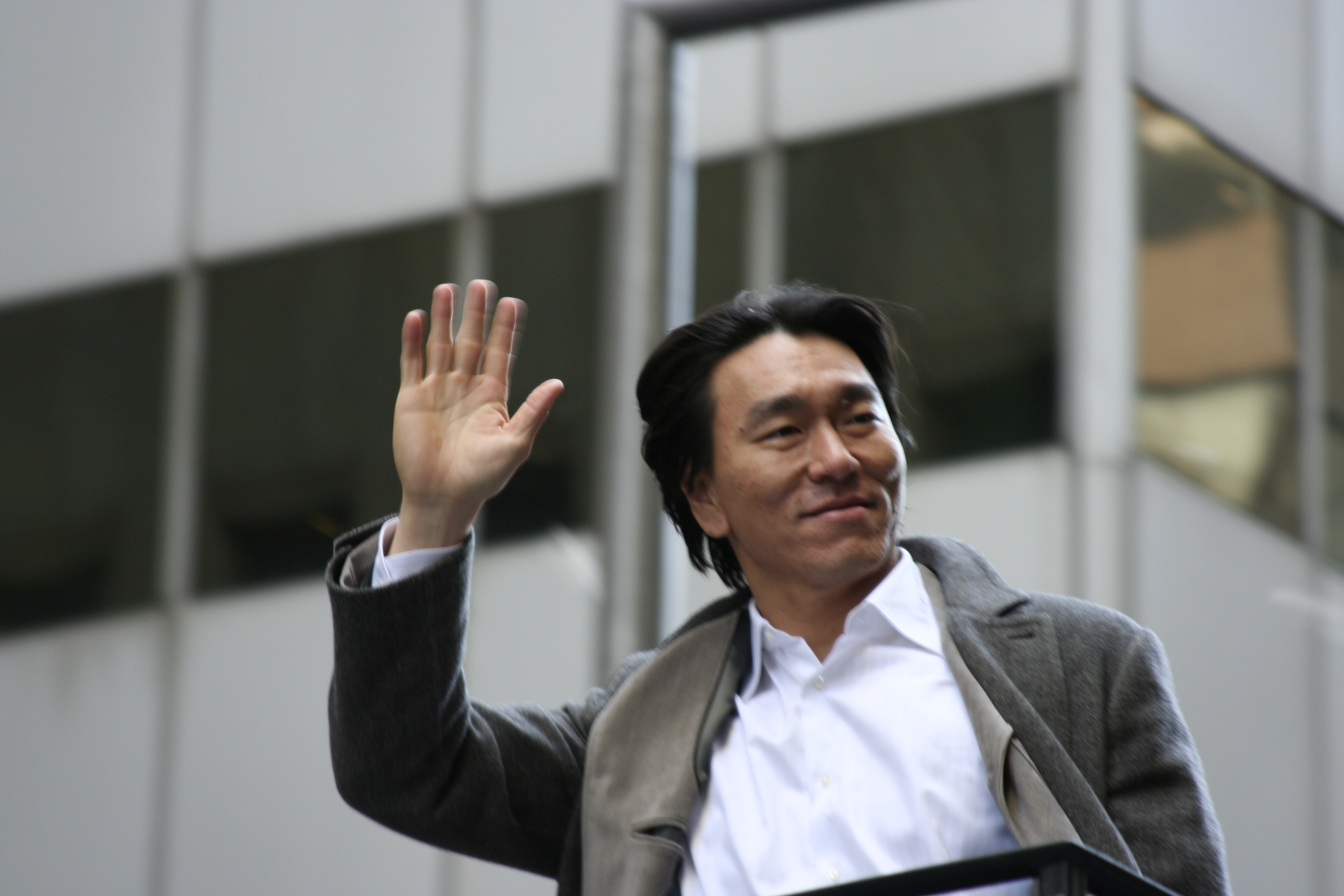
2009年のワールドシリーズ優勝記念パレードにて

膝のリハビリを最優先したために、調整が遅れてしまい、スプリングトレーニングでも序盤は不振が続いたが、故障のため離脱したアレックス・ロドリゲスに替わって4番打者を務め、4月3日に新ヤンキー・スタジアムの杮落としに花を添える本塁打を放つ等、4本塁打を放った。
開幕戦では4番・指名打者として出場し、7回には恩師である長嶋茂雄の通算444号を超えるNPB・MLB通算445号となる2点本塁打を放った。
しかし打撃の調子はなかなか上がらず、5月以降も膝の腫れや太もも痛などの怪我が断続的に発生した。ロドリゲスの復帰後は、打順が5番や7番に下がり、休養を入れながらの指名打者としての起用が続いた。
また、2009年は完全に指名打者としての登録になったため、指名打者制のないナ・リーグの本拠地球場（ブッシュ・スタジアム）で行われるオールスターのファン投票にはノミネートされなかった。
5月下旬には守備練習を再開。5月27日のテキサス・レンジャーズ戦では、NPB・MLB通算450号となる6号本塁打を含む2打席連続を放った。
しかしその後、18打席連続無安打を記録するなど打撃不振が続き、指名打者制が採用されないナ・リーグ本拠地でのインターリーグ（交流戦）では全試合で先発を外れた。
交流戦期間中の6月17日には阪神タイガースが松井の獲得に向けた調査を進めていることが明らかになり、松井本人は「ありがたい」とコメントし、他にも巨人やオリックス、さらには独立リーグの石川ミリオンスターズが松井の獲得に意欲を見せていると報じられたが、「それと日本に戻るという話は別問題」と語り、MLBで現役生活を最後までやり抜くことを強調した。
7月20日のオリオールズ戦では、2003年以来6年ぶり2本目のサヨナラ本塁打を放ち、7月は打率.293、5本塁打、OPS.967と好調を続けたが、直後から13打席連続無安打に陥った。
8月13日のマリナーズ戦では2本塁打を含む4安打5打点と爆発したが、直後に左膝の状態が悪化してシーズン初の連続欠場となった。
しかし復帰後の8月21日のレッドソックス戦にて3点本塁打を2本放つなどして自己最高の一試合7打点を記録。2日後のレッドソックス戦でも2本塁打を放つ活躍を見せた。こうして8月は中旬から比較的好調を維持して打率.281、8本塁打、25打点、OPS.918という成績を残し、勝負強い打撃を見せた選手に贈られる「クラッチ・パフォーマー賞」を贈られた。
9月19日のマリナーズ戦で26号本塁打を放ち、ドン・ベイラーを抜いて指名打者での年間最多本塁打の球団記録を更新。MLB移籍後2番目に多い28本塁打を放ち、チーム3位の90打点を叩き出す勝負強さで3年ぶりの地区優勝に貢献した。
レギュラーシーズン全日程終了後、「明らかに打率が低いのは反省点。（28本塁打は）よくも悪くもない」と総括した。また、4年ぶりに1度も故障者リストに入らなかったことを喜んだ。
米国のスポーツ専門誌「スポーティング・ニューズ」が選定するア・リーグ・オールスターメンバーにも指名打者部門で選出された。
ポストシーズンには主として「5番・指名打者」として出場。ミネソタ・ツインズとのディビジョンシリーズ第1戦では、試合を決定付ける2点本塁打を放った。ロサンゼルス・エンゼルスとのリーグチャンピオンシップシリーズでは初戦で2打点と活躍したものの、第4戦・6戦では無安打とやや調子を落とし、打順も6番に下がったが、チームは4勝2敗でエンゼルスを下し、メジャー1年目の2003年以来6年ぶりにワールドシリーズへと駒を進めた。

##### ワールドシリーズMVP
迎えた前年の覇者フィラデルフィア・フィリーズとのワールドシリーズでは5番に復帰し、持ち前の勝負強さを存分に発揮した。
初戦は1安打のみに終わったが、第2戦では1-1の同点で迎えた6回裏に、ペドロ・マルティネスから決勝本塁打を放った。
フィリーズの本拠地シチズンズ・バンク・パークで行われた第3〜5戦は、指名打者が使えないため代打での出場となった。第3戦では2試合連続となる本塁打を放ち、第5戦でも左前打を放つなど、わずかな出番ながらも結果を出した。
ヤンキースの3勝2敗で本拠地に戻った第6戦では先発に復帰し、2回にペドロ・マルティネスから先制の2点本塁打を放つと、3回には中前適時打、5回にも右中間を破る適時二塁打で2打点ずつを加え、ワールドシリーズ・タイ記録となる1試合6打点を記録し、スタジアムのファンからは「MVP!」の大歓声が沸き起こった。
9年ぶりの世界一に貢献し、13打数8安打3本塁打8打点、打率.615、OPS2.027で日本人選手初、フルタイムの指名打者としても初めてとなるワールドシリーズMVPに選出された。また、「日本シリーズMVPとワールドシリーズMVPを共に受賞した初の選手」となった。

##### ヤンキースからの放出
ヤンキースとの契約満了に伴い、11月9日にFAとなり、ヤンキースは松井との残留交渉は行わなかった。

### エンゼルス時代
2009年12月16日にロサンゼルス・エンゼルスと年俸600万ドルの1年契約を結び、エンゼルス初の日本人野手となった（投手では長谷川滋利が過去に在籍）。監督のマイク・ソーシアが直々に守備復帰の機会を確約してくれたことがエンゼルス入団の決め手となったという。赤いユニホームから日本のマスコミには『赤ゴジラ』と呼ばれるようになった。
2010年の序盤は4番打者を務め、シーズンを通して前年同様指名打者での出場を主とし、わずか18試合ながら2008年6月以来となる左翼守備にも就いた。

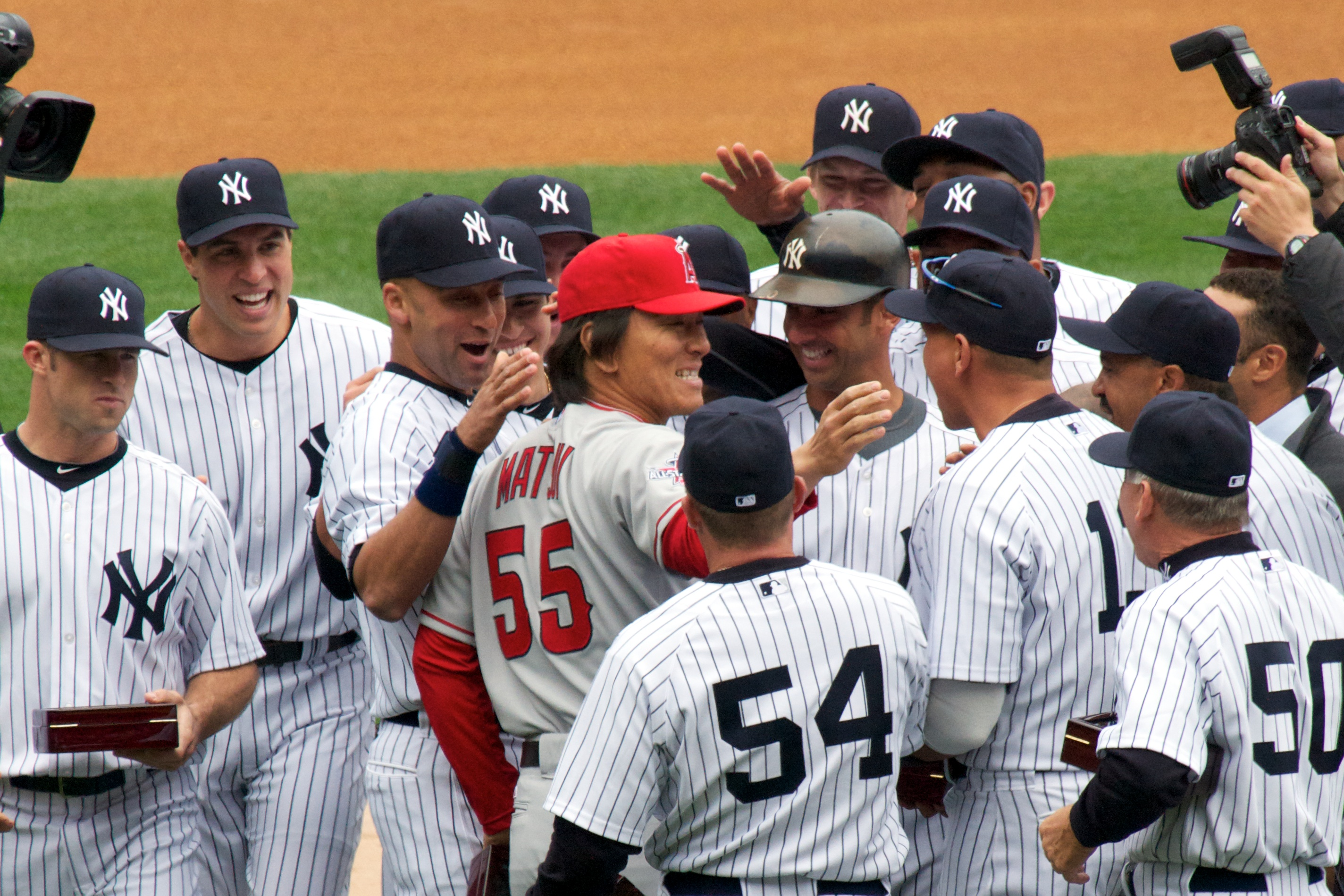
2010年のヤンキースタジアムでの開幕戦、チャンピオンズリング授与式で元同僚から祝福を受ける松井

自身4度目となる開幕戦での本塁打を記録するなど序盤は打撃好調で、4月13日には移籍後初めてヤンキー・スタジアムでの古巣ヤンキース戦に臨んだ。
試合前に行われたワールドシリーズ優勝記念リングの贈呈式では、観客からスタンディングオベーションで迎えられ、かつての同僚が一斉に松井に駆け寄って熱い抱擁を交わす場面もあった。この時、松井に贈呈されたチャンピオンリングは偽物であったが、これはジーターがいたずらで仕込んだもので試合後に本物が渡されるまで松井は気付かなかった。
4月26日のインディアンス戦ではMLB通算1000本安打を達成し、その後の打席でMLB通算500三振を喫した。
6月26日のコロラド・ロッキーズ戦では満塁本塁打を放ち、MLB通算150号を達成。
後半戦は打率.309、11本塁打、37打点、リーグ5位のOPS.955を記録し、最終的に打率.274、21本塁打、84打点、チームトップのOPS.820を残した。
しかし5月は打率.184にOPS.545、7月は打率.228にOPS.708、8月は打率.304にOPS.938、9月は打率.347にOPS1.024と、月によって調子の波が激しく、さらにシーズンを通して、右投手に対しては打率.287にOPS.861と例年並みの数値を残したものの、左投手に対して打率.234にOPS.687と低迷。
7月以降は相手先発が左投手の際の起用を見送られることが多くなり、チーム成績の低迷もあって、若手の起用が増えたことから守備に就く機会もなくなった。前半戦は、松井に追い出される形でレンジャーズに移籍したブラディミール・ゲレーロが絶好調だったため、地元メディアやファンからはゲレーロと比較される形で批判を受けた。
オールスターゲームは地元エンゼルスタジアムでの開催だったが、ファン投票の指名打者部門はゲレーロに230万票以上の大差を付けられた2位に終わり、「チャンスがあればと思っていたけど、仕方ない」と語った。
後半戦に入ると、一部メディアから「戦力外となる可能性がある」とも報じられ、8月8日のタイガース戦では、相手投手が右投手であるにもかかわらずスタメン落ちし、ショックのあまり報道陣を避け、食堂にこもってテレビを見続けたという。
その後は打撃の調子が上がっていたが、9月8日のインディアンス戦では、新人時代の1993年以来17年ぶりに代打の代打を送られる屈辱も味わった。
シーズン終了後、エンゼルスGMのトニー・リーギンスからは「こんなに調子の波が激しいとは思わなかった」と厳しい評価が下された。11月2日に1年契約が満了しFAとなり、翌日エンゼルスは同月6日が期限となっていた独占交渉期間中に翌年の契約を提示しないと表明した。

### アスレチックス時代

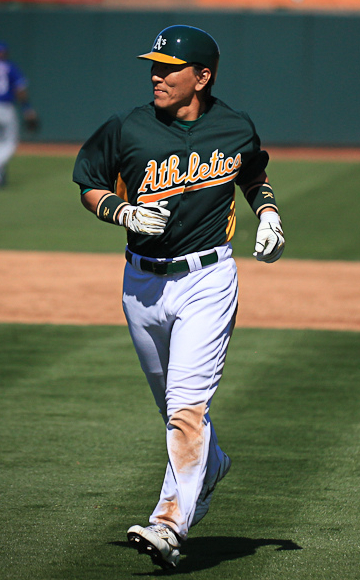
アスレチックス時代（2011年）

2010年12月14日にオークランド・アスレチックスと年俸425万ドル（当時のレートで3億5700万円）で1年契約を結ぶ。入団会見では「先頭を切ってみんなを引っ張っていけるようなプレーをしたい」と意欲を口にした。
松井にはアスレチックス以外にも数球団が関心を示しているとされていたが、正式なオファーを行ったのはアスレチックスのみであった。
2011年のスプリングトレーニング中は寝違えと花粉症に悩まされて一時別メニュー調整となり、3月21日の夜には宿舎で転倒し、翌日には顔面傷だらけで球場に現れるという一幕もあった。
オープン戦は過去3年では最多の22試合に出場したが、打率.169、1本塁打、2打点、OPS.486と低調な成績だった。
開幕は「5番・DH」で迎え、4月3日のマリナーズ戦でシーズン初安打となる二塁打を放ちNPB/MLB通算2500本安打を達成。2000本安打達成時と同じく、イチローの前で記録を達成することとなった。
5月3日のレンジャーズ戦では2年ぶりのサヨナラ本塁打を放ち、「今日のようなプレーで、（東日本大震災で）被災した方に少しでも元気を届けられれば」と語った。
ところが、その後は不振に陥り、5月には月間打率.197と低迷。対戦チームの先発が左投手の試合では先発を外されることが多くなっていたが、6月に入ると、右投手相手でも先発を外れることが増えた。これについて、松井は「スランプを脱するには、試合に出る必要がある」と歯がゆさを滲ませていた。地元のテレビ局からは、DH制の無い交流戦が始まる6月21日までに出場機会を与えても復調しなければ、解雇すべきだという厳しい報道がなされた。
しかし、6月9日に監督のボブ・ゲレンが解任され、ボブ・メルビンが監督代行に就任して以降は相手投手の左右に関わらず、主に「3番・DH」で先発起用されるようになる。メルビンは、マリナーズ監督時代から松井の進塁打を打つ能力や四球を選ぶセンスを評価していたという。
監督交代後初の試合となった6月10日のホワイトソックス戦で左腕のマーク・バーリーから5月3日のサヨナラ弾以来となる4号本塁打を放つと、6月17日のロイヤルズ戦でNPB・MLB通算499号となる6号本塁打を放つまで、7試合で打率.304、3本塁打と復調の兆しを見せた。
21日のメッツ戦ではDHが使えないため、移籍後初めて外野守備に就いた。
しかし、その後は再び調子を落とし、前半戦終了時点での打率は.209だった。本塁打も長らく出ていなかったが、7月20日のタイガース戦で第7号本塁打を放ち、NPB・MLB通算500本塁打を達成（巨人時代の10年間で332本、メジャー9年目で168本）。王手をかけた時点では記録に関心を示していなかった松井だが、1か月以上も足踏みしたことについては「ちょっと時間がかかりすぎた感じ」と語った。
試合後にはNPBに復帰せずMLBで現役を終える考えであることを口にした。
前半戦終了後は打ちまくり7月25日には6年ぶりとなる7月第3週の週間MVPを受賞。7月は打率.365、3本塁打、OPS.997を残し、チーム月間MVPを受賞した。前半戦終了時点で.209だった打率は.274まで上昇したがシーズン終盤再び調子を落とし.251に落ちた。
9月10日のレンジャーズ戦でNPB・MLB通算505本塁打となる第12号本塁打を放ち、日本人通算本塁打で歴代単独7位となった。
シーズン終了直前の9月26日には、報道陣に対して「またゼロからやり直すだけ」と来シーズンへの意気込みを語ったが、一方で「どこからも必要とされなければ、引退するしかない」という心境も吐露した。
後半戦は打率.295、6本塁打、OPS.779と、前半戦からは大きく数字を上げたが、シーズン通算では打率.251、12本塁打、チーム2位の72打点、OPS.698と100試合以上出場ではプロ入り後ワーストとなる成績でシーズンを終えた。
また、2008年以降では最多となる27試合で守備に就き、打者に不利な球場として知られる本拠地オー・ドットコー・コロシアムでは打率.234、4本塁打、OPS.663と低調な成績に終わったが、ロードでは打率.267、8本塁打、OPS.729を残した。
シーズン最終戦終了後のインタビューでは「体調という意味では凄く良いシーズンだったけど、いい結果は出なかった。納得いったところなんてない」と語った。

#### 所属未定のままのシーズン終了
10月31日にフリーエージェントとなった。このオフにはなかなか契約先が見つからず、結局プロ入り後初めて所属球団未定のまま越年することとなった。
2012年は年明けから古巣ヤンキースやロサンゼルス・ドジャース、ミルウォーキー・ブルワーズなど様々な球団が浮上したが正式な契約には至らず、プロ入り後初めて無所属のままで開幕を迎えた。

### レイズ時代

#### マイナー契約

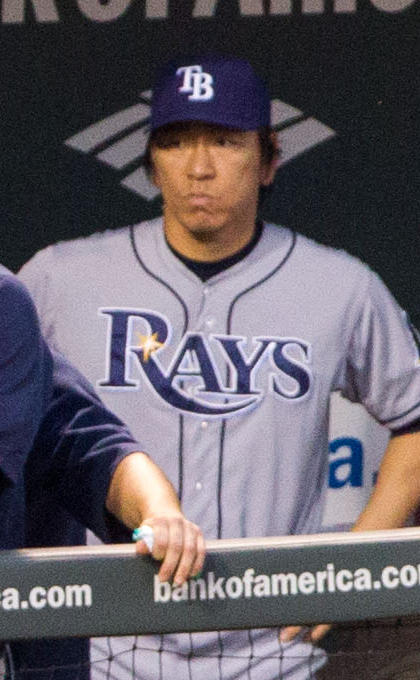
レイズ時代（2012年）

2012年4月30日にタンパベイ・レイズとマイナー契約を結んだことが発表された。5月1日にはマイナー契約としては異例の入団記者会見を行った。

#### メジャーリーグへ復帰
AAA級ダーラム・ブルズでは13試合で打率.170、0本塁打と調子が上がらなかったが、主力選手に故障者が相次いだチーム事情もあり、29日にメジャー昇格。
背番号については、「55」は主力投手のマット・ムーアが付けていたため、「35」を付けることになり、プロ入り後初めて背番号が変わることになった。

#### 現役最後の本塁打
昇格当日のホワイトソックス戦でフィリップ・ハンバーから1号2点本塁打、更に、6月1日のオリオールズ戦で陳偉殷から、観客席最上段に飛び込む2号2点本塁打を放ったが、それ以降は本塁打なし。結果的に、この本塁打が現役最後の本塁打（MLB通算175号、NPB・MLB通算507号）となった。

#### 現役最後の長打
長打も、6月9日のマーリンズ戦での二塁打を最後に出なくなった。それでも監督のジョー・マドンは復調を信じ、また、エバン・ロンゴリアら主力が依然故障ということもあり、6月の時点で出ていたという戦力外の話については、「100打席打った結果で判断する」ことを決め、先発での起用を続けた。
6月には一塁の守備練習をしたり、大量ビハインド場面で投手としての救援登板を自ら志願する場面もあったが、外野手や指名打者、代打以外での出場機会はなかった。

#### 現役最後の安打
7月1日のタイガース戦では、3打数2安打と活躍したものの、4番右翼で先発出場した翌日7月2日ヤンキース戦の右翼守備で、打球の目測を誤って落球した上、ファウルを追った際に左太もも裏を痛め、一度も打席に立つことなく途中交代を言い渡され、それ以降、出場機会は激減した。
結果的に、7月1日の第3打席が現役最後の安打（MLB通算1253本目、NPB・MLB通算2643本目）、7月2日が4番スタメンとして出場した現役最後の試合となった。
7月下旬の試合では、凡退時に本拠地トロピカーナ・フィールドのファンから大きなブーイングを受けた。

#### 現役最後の出場
結局、7月19日のインディアンズ戦がスタメンで守備に就いた最後の試合（6番ライト）、7月22日のマリナーズ戦がスタメンとして出場した最後の試合（6番指名打者）、7月23日のマリナーズ戦が現役最後の出場試合（代打、ショートフライ）となった。

#### DFA
出場機会のなかった7月24日のオリオールズ戦試合後にマドン監督からDFAを通告され、翌25日に球団から正式にDFAが発表された。
8月1日には自由契約となり、他球団からのオファーを待ったが、ポストシーズン出場のための移籍期限となる8月31日までに獲得に動く球団はなかった。
結局、現役最終年となるこのシーズンは、出場34試合で打率.147、2本塁打、7打点、OPS.435という過去最低の成績に終わった。退団後は去就について「何も決めていない」としていた。

### 引退を表明
2012年12月27日にニューヨーク市内のホテルで緊急記者会見を開き、2012年シーズン限りで現役を引退することを表明した。
引退を決断した理由として、「命がけでプレーし、メジャーで力を発揮するという気持ちで10年間やってきたが結果が出なくなった」と述べ、NPB復帰を選択しなかったことについては「10年前の日本での自分の活躍を想像するファンの期待に応える自信を持てなかった」と説明した。一番思い出に残っていることは「たくさんある」としながらも、「長嶋監督と二人で素振りした時間」を挙げた。
自身の引退後については「ゆっくりしながら今後のことを考えたい」という姿勢を示した。同日、巨人オーナーの白石興二郎は松井を将来的に巨人の監督として迎え入れたい意向を示し、既にヤンキースへのコーチ留学を打診したことを明らかにした。

#### 引退表明への反響
松井の引退を受け、数多くの球界関係者が談話を発表した。松井の恩師である長嶋茂雄は「現代で最高のホームランバッター」と賛辞を送った。内閣官房長官の菅義偉や外務大臣の岸田文雄といった政府要人からも引退を惜しむコメントが寄せられた。
松井の引退は日本国内での速報から間もなくして各国でも報じられ、メディアやファンから引退を惜しむ声が相次いだ。
ヤンキースでチームメイトだったデレク・ジーターは球団の公式サイト上で「ヒデキは特別な存在」と惜別の言葉を贈り、ヤンキースオーナーのハル・スタインブレナーも「ヤンキースの成功に大きく貢献し、常にヤンキースファミリーの一員として愛されるだろう」と称えた。ヤンキース時代の監督のジョー・トーリは「松井の監督だったことを誇りに思う」と称えた。
また、CBSスポーツの記者のジョン・ヘイマンは「松井はヤンキースで最も人間的に優れた人物の1人で、誰からも愛された」と賞賛し、YESネットワークの記者のジャック・カリーは「松井は私が取材した選手の中でも最高級の振る舞いをする選手だった」と絶賛した。ニューヨーク・タイムズ紙は2ページにわたって松井の引退に関する記事を掲載した。

### 引退後

#### 私生活
2013年3月上旬に長男が誕生したことを明かす。

#### 国民栄誉賞の受賞
2013年（平成25年）4月1日の午後には、内閣官房長官の菅義偉（当時）が記者会見で、日本政府が国民栄誉賞を長嶋茂雄と同時に授与する方向で検討していることを明らかにし、16日に国民栄誉賞の授与が正式に決定された。
同年5月5日、東京ドームで行われた読売ジャイアンツ対広島東洋カープ戦の前に松井の引退セレモニーと国民栄誉賞授与式が行われ、内閣総理大臣の安倍晋三（当時）から国民栄誉賞が授与された。その後の始球式で松井は巨人時代のユニフォームを着用し、長嶋を打者、巨人監督の原辰徳を捕手、安倍を審判に迎えて始球式を行った。

#### 引退セレモニー
2013年5月30日にはニューヨーク・ヤンキースが、チームの開幕戦からちょうど55試合目のホームゲーム（雨天延期などのため、セレモニー当日は55試合目とはならなかった）となる7月28日に「1日契約」を結びサンディエゴ・パドレス戦で引退セレモニーを行うことを発表した。
7月からはヤンキース傘下のショートA級スタテンアイランドで打撃投手を務めた。7月16日には、NHK BS1のMLBオールスターゲーム中継で、現地のシティ・フィールドからゲスト解説を務めた。
7月28日にニューヨーク・ヤンキースと1日限定のマイナー契約を結び、この日のレイズ戦の試合前にヤンキー・スタジアムのグラウンド上で引退セレモニーを行った。この日、松井はヤンキースの一員として野球選手の生涯を終えた。
9月22日には同シーズン限りで引退するマリアノ・リベラの引退セレモニーに出席した。

#### コーチ就任
2014年2月1日から13日まで読売ジャイアンツの春季キャンプで臨時コーチを務めた後、2月19日から3月4日までニューヨーク・ヤンキースのスプリングトレーニングでゲストコーチを務めた。
5月24日にはクーパーズタウンで行われるアメリカ野球殿堂の記念試合にヤンキースの代表として出場。本塁打競争にも参加し、記念試合ではスティーブ・エイベリーから本塁打を打つなど3打数1安打1打点の活躍を見せた。6月22日にはヤンキースのオールド・タイマーズ・デーに出席し、記念試合では試合途中から投手として登板もした。
8月25日、ヤンキース時代の恩師であり、背番号「6」がヤンキースの永久欠番に認定されたジョー・トーリの記念セレモニーに出席。また、9月7日には盟友デレク・ジーターの引退セレモニーに出席。同年のヤンキースタジアムでの最終戦となった9月25日には、NHK BS1での中継内でヤンキースタジアムからゲスト解説を行った。試合はジーターのサヨナラ適時打でヤンキースが劇的な勝利を収めた。
2015年2月3日・4日の2日間にわたって古巣の巨人軍宮崎キャンプを視察。また2月5日から7日まで沖縄県宜野湾でDeNAのキャンプを視察した。

#### アドバイザー就任
3月11日にヤンキースGM特別アドバイザーに就任した（契約期間は1年）。キャンプ地のフロリダ州-タンパでブライアン・キャッシュマンGM同席のもと、記者会見を行い、「ヤンキースでは素晴らしい時間を過ごした。今度は若い選手の力になれるように頑張っていきたい。僕にとっても大きなチャレンジ」と抱負を語った。
同月21日には東京ドームで行われたオープン戦の巨人対北海道日本ハムファイターズ戦でデレク・ジーターと共に始球式を行った。試合後には同球場で東日本大震災の被災地の小中学生を支援する慈善イベント「トモダチ チャリティー ベースボールゲーム」に参加。チャリティーイベントの最後に行われたヒッティングチャレンジでは「せっかくこれだけのお客さんが集まってくれたので、僕が打ちます」と自ら打席に立ち、小宮山悟氏が投じた5球目を右翼スタンドへ放り込んだ。
2016年もヤンキースGM特別アドバイザーとして活動した。4月5日にはヤンキースとアストロズの試合にて日本人としては史上初となるヤンキースタジアムでの始球式を行った。
2017年1月上旬に次男が誕生したことを明かした。ヤンキースGM特別アドバイザーとして活動を継続した。

#### 野球殿堂への顕彰
2018年1月15日、野球殿堂博物館は、2018年度の野球殿堂競技者表彰プレーヤー部門の顕彰者として松井を選出したことを発表した。なお、松井は野茂英雄（2014年度）の45歳4か月を更新する43歳7か月での最年少野球殿堂顕彰者となった。候補1年目での表彰者が2人選出されるのはこれが初の事例である。
また、この年はアメリカ野球殿堂の殿堂入り候補資格も得たが、1月24日に行われた記者投票では4票の獲得（得票率0.9％）にとどまり、1年目で殿堂入りの資格を喪失した。ヤンキースGM特別アドバイザーとして活動を継続した。

#### 第100回甲子園大会での始球式
2018年8月5日に始まった第100回全国高等学校野球選手権記念大会の開幕試合、星稜（石川）－藤蔭（大分）に先立ち、奇しくも当星稜高校のOBとして松井が始球式に登場した。投球はワンバウンドとなり、松井は頭を抱えて苦笑いを浮かべた。
なお、この時の朝日放送テレビでのテレビ中継には星稜高校野球部名誉監督の山下智茂が解説者として出演しており、松井の始球式を見届けている。
始球式終了後の松井は開幕戦を終始ネット裏で観戦し、結果9-4のスコアで星稜が勝利した直後、松井は直立不動の姿勢で星稜高校の校歌を歌唱した。さらに、松井の隣席にはかつて星稜高校同期生のチームメイトで、現・朝日新聞記者の福角元伸が座っており、母校勝利時に松井自ら笑顔で福角記者へ「オイ、歌うぞ！」と校歌斉唱を催促していた。

#### 大谷翔平への賛辞

##### 松井に並んだ大谷へ
2021年7月4日、古巣であるエンゼルスに所属する大谷翔平がシーズン第31本目の本塁打を放ち、松井が記録した日本人では最多のMLBシーズン本塁打数に並んだ。直後に松井は大谷へメッセージを送り、大谷を絶賛し応援する形で次のように語った。
- 「大谷選手の驚異的なホームランのペースに、ただただ感嘆しております。彼が持っていた素質に加えて、バッティングへの探究心やトレーニングが、メジャーリーグ屈指の長距離打者に成長させたのではないかと思っております。」
- 「私がヤンキースでプレーしていた時には、ジェイソン・ジオンビー選手やゲーリー・シェフィールド選手、アレックス・ロドリゲス選手らに囲まれていましたが、彼たちのパワーに圧倒され、私は『ここで長距離打者になるのは難しい』と感じていました。しかし、今の大谷選手は完全にそちら側の選手になっています。」
- 「私にメジャーリーグにおいて長距離打者であってほしいと願っていた野球ファンの方々は、私のその姿を残念な気持ちで見られていたと思いますが、今の大谷選手を見て、とうとう日本人がメジャーリーグでも長距離打者となり、スッキリされているのではないでしょうか。」
- 「また、彼はそれだけにとどまらず、素晴らしいピッチャーでもあります。野球の長い歴史の常識を変えた、唯一無二の存在です。これからますます、大谷選手を応援されるファンの方々や、彼のようになりたいと思う少年たちが増えると思います。」
- 「今後もファンの方々や少年たちの夢を背負い、躍動される姿を、私も一野球ファンとして期待しております。」

##### 松井を超えた大谷へ
さらに、その3日後となる同年7月7日には大谷が第32本塁打を記録して日本人では単独首位となった（当時点ではMLBの同シーズン内で最多の本塁打数でもあり、またオールスターゲーム前に32本塁打以上かつ12盗塁以上の達成はMLB史上初の記録でもあった）。
その際にも松井は大谷へ同様の祝福メッセージを送った。そのメッセージを受けた大谷は、「（松井を）子どもの頃からすごい見ていたので、光栄だなと思います。」「素直に嬉しいですし、（松井が）わざわざコメントしていただけるのも嬉しいです。まだまだ打てるように期待に応えられるように頑張りたい。」などと語った。

#### 東京オリンピックの聖火リレーに登場
2021年（令和3年）7月23日、国立競技場（オリンピックスタジアム）で行われた2020年東京オリンピックの開会式で、松井は長嶋茂雄と王貞治とともに聖火ランナーを務めた。
3人は野村忠宏（柔道で五輪三連覇）と吉田沙保里（レスリングで五輪三連覇）から聖火を受け取り、松井は恩師である長嶋の背中を支えて2人でともに歩いた。最後に王が聖火を高々と掲げ、松井が受け取って、次のランナーである医師と看護師のペアへ手渡した。
松井は開会式終了後にテレビ出演し、「監督が受け取られて、長嶋さんが受け取られて、そのあとはとにかく無事に長嶋さんをエスコートする。最後、次の方に無事に渡せましたので。たくさんの長嶋さんのファンの方、王さんのファンの方に喜んでいただけたのなら、私もうれしいです」と語った。
「ニューヨーク・ポスト」は、「野球がオリンピックに戻ってきた。元ヤンキースのスターを起用した」「松井が今も鋭いスイングをするのか考えたファンがいることを想像するのはたやすい。2009年のワールドシリーズではMVPに選ばれ人格者としても知られている」などと報じた。

##### 幻の聖火リレー最終ランナー案
同五輪の聖火リレーの最終ランナーは、テニス選手の大坂なおみが務めた。しかし、アメリカのメディア「デイリー・ビースト」によると、当初は松井が最終ランナーの大役を務める予定だったと報じられている。
同誌によれば、東京オリンピック組織委員会の会長であった森喜朗は「松井は純粋な日本人であり、日本とアメリカにおける野球のチャンピオンで、闘志を具現化した存在」として松井を推薦していた。また森は聖火リレーの演出の締めくくりとなる聖火台への点火方法について「（松井の愛称でもある）ゴジラが炎を吐いて、大釜に点火するのは面白いだろう」と話していた。森の意向は当時「神の声」であり、松井の最終ランナー案は実質的に決定していた。
なお、森は松井と同じ石川県根上町（現・能美市）の出身で、小学校も松井と同じであった。森は松井の後援会会長を務め、2001年には松井へ「日本プロスポーツ大賞・内閣総理大臣賞」を授与している。
しかし、森は2021年2月に女性差別発言を行ったとして批判され、会長を辞任した。これに伴って松井案は廃止となり、実際の最終ランナーは大坂へ変更されたという。

## 選手としての特徴

### 打撃

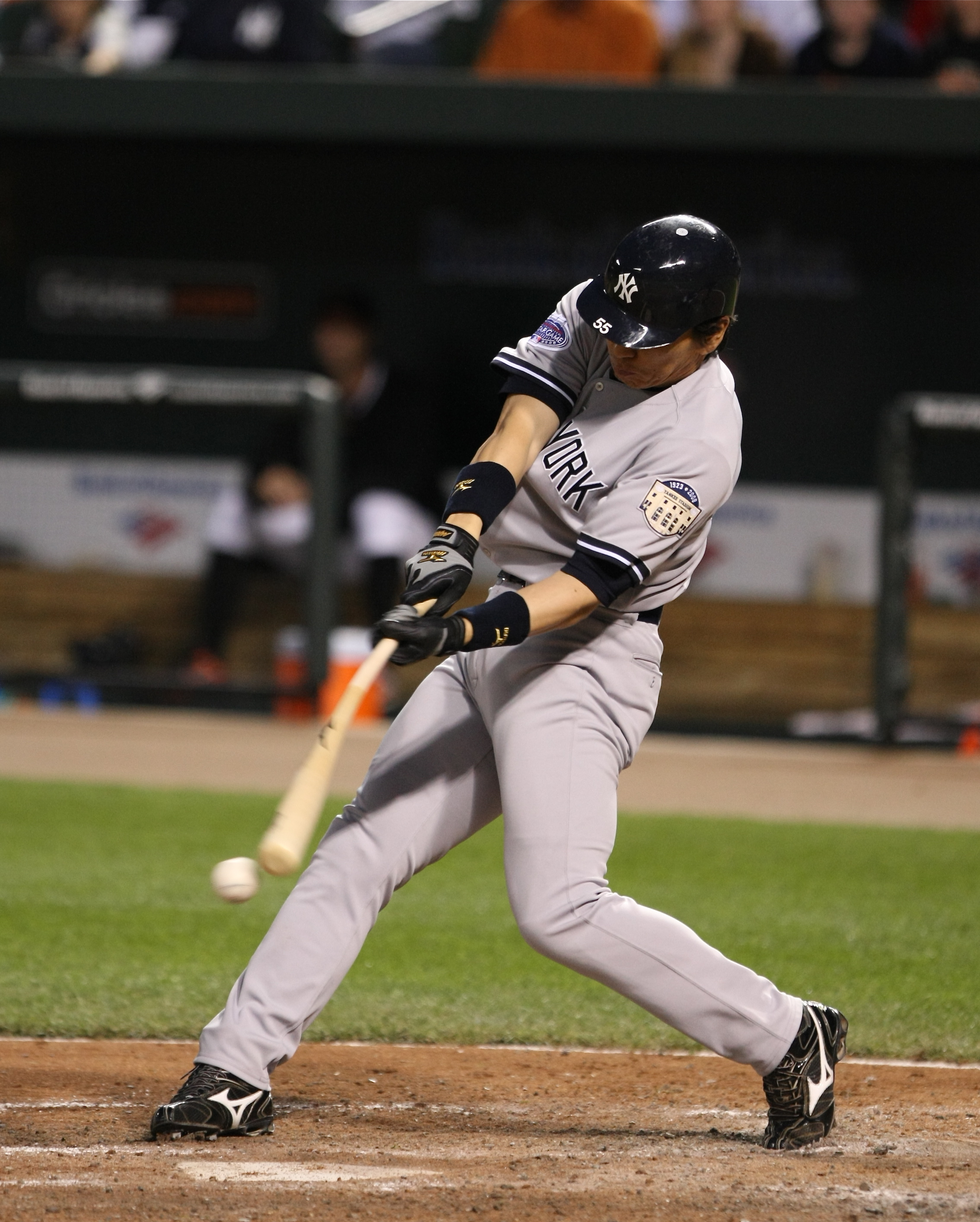
スイングする松井（2008年）

NPB・MLB通算で507本の本塁打を打った。巨人時代は日本球界を代表する長距離打者で、10年間通算で332本塁打を放った。高校卒業から10シーズンでの本塁打数は王貞治に次ぐ歴代2位で、300本以上打った選手は王と松井の2人だけである。3割を超える打率を維持しながら、本塁打・打点で常にリーグトップクラスの成績を残し、OPSでも、通算4000打数以上の選手では王に次いで歴代2位となる通算.996。
MLB移籍後は、勝負強さが魅力の中距離打者として活躍した。タイトル争いをする程の成績は残せなかったものの、アジア人選手としてMLBシーズン31本塁打は大谷翔平に次ぐ歴代2位（通算175本塁打も大谷に次ぐ日本人歴代2位）、シーズン192安打はイチローに次ぐ歴代2位（通算1253安打もイチローに次ぐ歴代2位）となっている。
アジア人選手では、松井と大谷と鈴木誠也の3選手しか達成していないMLBシーズン25本塁打以上を3度記録している。2007年にはアジア人初となるMLB通算100本塁打、2010年には150本塁打を達成。MLBで通算100本以上の本塁打を打っている日本人選手は松井（175本塁打）、イチロー（117本塁打）、大谷の3選手だけである。現役最終年となる2012年には2本の本塁打を放ち、MLB通算175本塁打で引退した。
打撃については「楽に、なおかつ正確にスイングする」、「ゆっくり、ボールを見極める間合いをつかむ」、「左の軸足から、踏み出す右足にスムーズに体重移動する」、「（時速）140キロのボールを130キロぐらいに見えるぐらいボールをゆっくり見る」と持論を述べている。
NPB時代は狭い東京ドームを本拠地にしていたが、広いナゴヤドームや甲子園球場でも本塁打を量産していた。一方で日本球界時代のある時期、打者有利な明治神宮野球場での試合で左翼ポール際を狙うことが多かったため、オールスターの際にベンチで会った古田敦也に「松井…志が低いよ」と苦言を呈されたことがある。
MLB移籍前は「メジャーでもホームランバッターでありたい」と語っていたが、MLB移籍以降は本塁打が大きく減ったため、自らを「メジャーでは中距離打者」と評すことが多くなった。各種データからも、強打者から巧打者への変身が見て取れる。NPB時代は5度のOPS1.000超えを果たしたが、MLB移籍後は2004年の.912が最高であり、長打率も2004年と2009年を除いて.500を切っている。MLBでの本塁打減少については、朝日新聞紙上の上原浩治との対談において、「ボールが飛ばない」とNPB/MLBのボールの質の違い（MLBで使用される球はNPBで使用される球より格段に飛ばないとされる）に言及している。また、NPBよりも外に広いストライクゾーンと、本人曰く「見たこともないボール」という打者の手元で微妙に変化しながら外角に落ちる球（ムービング・ファストボール）にも苦しめられた。そして「最大の問題」として、右利きの左打者であるため左手で打球を押し込む力が弱くなってしまうことを挙げ、「メジャーでホームランを打つためには外角の球を逆方向に打てる技術とパワーが必要。そのためには左手の押し込みがきちっとできないとダメなんです」と語っている。これらの要因が重なって、本塁打数はNPB時代に比べて大きく減少した。事実、右投げ左打ちが長打を稼ぎにくいことは記事になることがあるほどの根拠であった。
井端弘和が2021年9月に公開した動画では、パワーランキング日本人OB部門1位を獲得した。

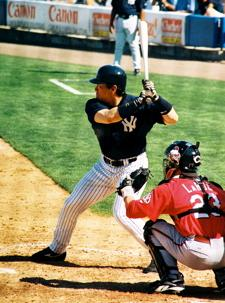
スプリングトレーニングでの松井（2006年）

MLB2年目以降は、NPB時代のようにボールを前で捉えるのではなく、出来るだけ体に近付けてから確実にバットの芯で捉えるスタイルへと切り替えた。ウエイトトレーニングでも左手を重点的に鍛え、左手で箸を持つなどの努力を重ねた。外角のボールに対しては、「打てないボールは、打たなくていい」と割り切ると共に、レフト側に強く打ち返すという気持ちを持つことで次第に克服していった。こうしてMLBに適応していった松井だが、ボールを体に近付けてから打つスタイルに変えたことで飛距離が出にくくなり、NPB時代のような圧倒的な本塁打数を記録することはなくなった。本塁打よりも、最もチームの勝利に直結する打点にこだわるようになり、MLB在籍10年間で4度も100打点以上を記録している。元MLBコラムニストのラリー・ロッカは「松井はゲームに勝つために必要なさまざまな武器をもっている。それはホームランを40本打つよりも重要なことだ」と評価している。
現役時代は度々本塁打へのこだわりを滲ませる発言もしており、2009年開幕前には本塁打にこだわる本来の姿に戻ることを明言していた。同年は本塁打にこだわる姿勢に戻り、MLB7年目にして16.3打数に1本という自己最高の本塁打率（リーグ7位）を記録し、プレーオフでも4本塁打を放つ活躍を見せた。これはMLB在籍期間が長くなり、MLBの投手が投げる球の軌道にも慣れ、再び体の前でボールを捉えることが出来るようになってきたからだという。しかし翌2010年は衰えを見せ、本塁打数・本塁打率共に悪化。2011年は、怪我で長期離脱した2006年と2008年を除いてMLB移籍後最低の12本に終わり、2012年はMLB昇格後7打席で2本塁打を放ち意地を見せたものの、その後は戦力外通告を受けるまでの96打席で本塁打が出なかった。
ヤンキース時代は打者有利とされるヤンキー・スタジアムを本拠地としていたが、球場に関係なく本塁打を放っていた。2009年は28本塁打のうちヤンキー・スタジアムで放ったのは半分以下の13本塁打で、残りの15本塁打はビジターで放った。前述のように、右投左打の打者であることから「どうしても左手が弱い」と自己分析しており、左方向へ流し打つ打球はあまり伸びがない。ヤンキース時代7年間で放った140本塁打のうち、左方向への本塁打は10本にも達しない。不調時には打球が上がらずに、内野ゴロが増える傾向にある。日本時代の2001年や2002年の前半も打球が上がらずに苦しんだ経験がある。最新のセイバーメトリクスなどを扱う米国の大手記録サイトFangraphs  によれば、シンキングファストボールに苦しんだ2003年のGB/FB（全ゴロ数÷全フライ数）は2.30に達し、全打球に占めるゴロの割合は54.7パーセントに達した。一方で、フライの割合は23.8パーセントに過ぎなかった。これはゴロが多いことで知られるイチローとほぼ同じ数字であった。しかし、メジャーに対応した翌年からは打球が上がることが多くなりフライ性の割合が増え、GB/FBも0.89〜1.36の範囲で推移している。

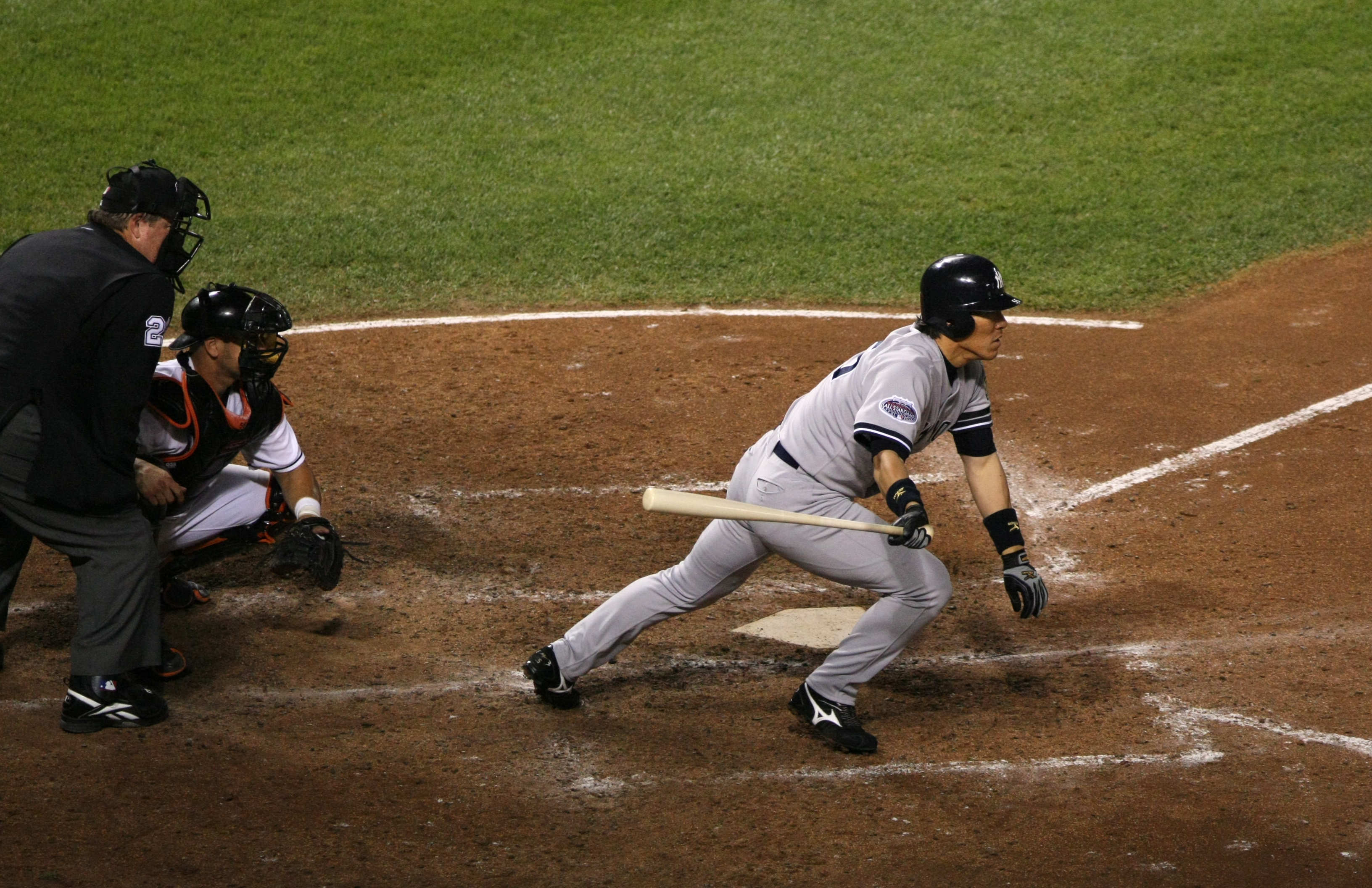
打席に立つ松井（2008年）

打率についてもNPB時代の通算打率は3割を超え、2001年には首位打者のタイトルも獲得している。MLBでも2005年に打率.305を記録、この年はイチローの打率を上回った。それ以外の年も2008年までは3割前後の打率を残している。選球眼に優れており、打席ではしっかりとボールを見極め、無闇に早打ちはしない。早いカウントでのボール球に手を出すことは少なく、2ストライクに追い込まれても簡単にはあきらめない。三振の数もあまり多くない。「全ての打者に共通するのは打率」という意識を持っており、本塁打数よりも打率を調子・相性の判断基準にしている。特に苦手としているコースが無いことも安定した打率を残せる要因であったが、2009年は外角球の打率が大幅に低下し、ヒットゾーンが限られたコースに狭まった。また、引っ張る打球の率が上昇し、いわゆるプルヒッターとしての度合いが強まった。そのため、夏場以降は相手チームから右方向への打球に備えた守備シフトを敷かれるようになった。2009年はそれまで得意にしてきた速球に対する成績も低下し、外角球への対応と併せて打率低下の要因になったと見られている。
基本的にスロースターターであり、4月、5月は低打率に苦しむこともあったが、後半戦には調子を上げた。MLBでの通算成績も、4月、5月のOPSは.700台であり、6月以降は.800を超えている。特に、7月は通算打率.309、OPS.916と得意にしている。
左打者ではあるが、対左投手も苦にしないことで知られた。MLB1年目の2003年は、対右投手と対左投手の打率は共に.287であり、翌2004年こそ対右投手が.314、25本塁打、対左投手が.265、6本塁打とバラつきが目立ったが、2005年は対右投手が.281、15本塁打の成績だったのに対し、対左投手では.354、8本塁打と打ち込んだ。2009年も左投手から本塁打を量産し、左打者としてはプリンス・フィルダーと並んで両リーグ最多タイとなる13本塁打を左投手から放った。しかし、2010年は対左投手の打率が低迷し、シーズン後半は相手先発が左投手の時はベンチを温めることが多くなった。2011年は対右投手の4本塁打、OPS.654に対し、対左投手は8本塁打、OPS.795と再び強さを発揮した。MLB10年間の通算では、対右投手は3534打席で打率.281、119本塁打、OPS.831、対左投手は1532打席で打率.284、56本塁打、OPS.802となっている。

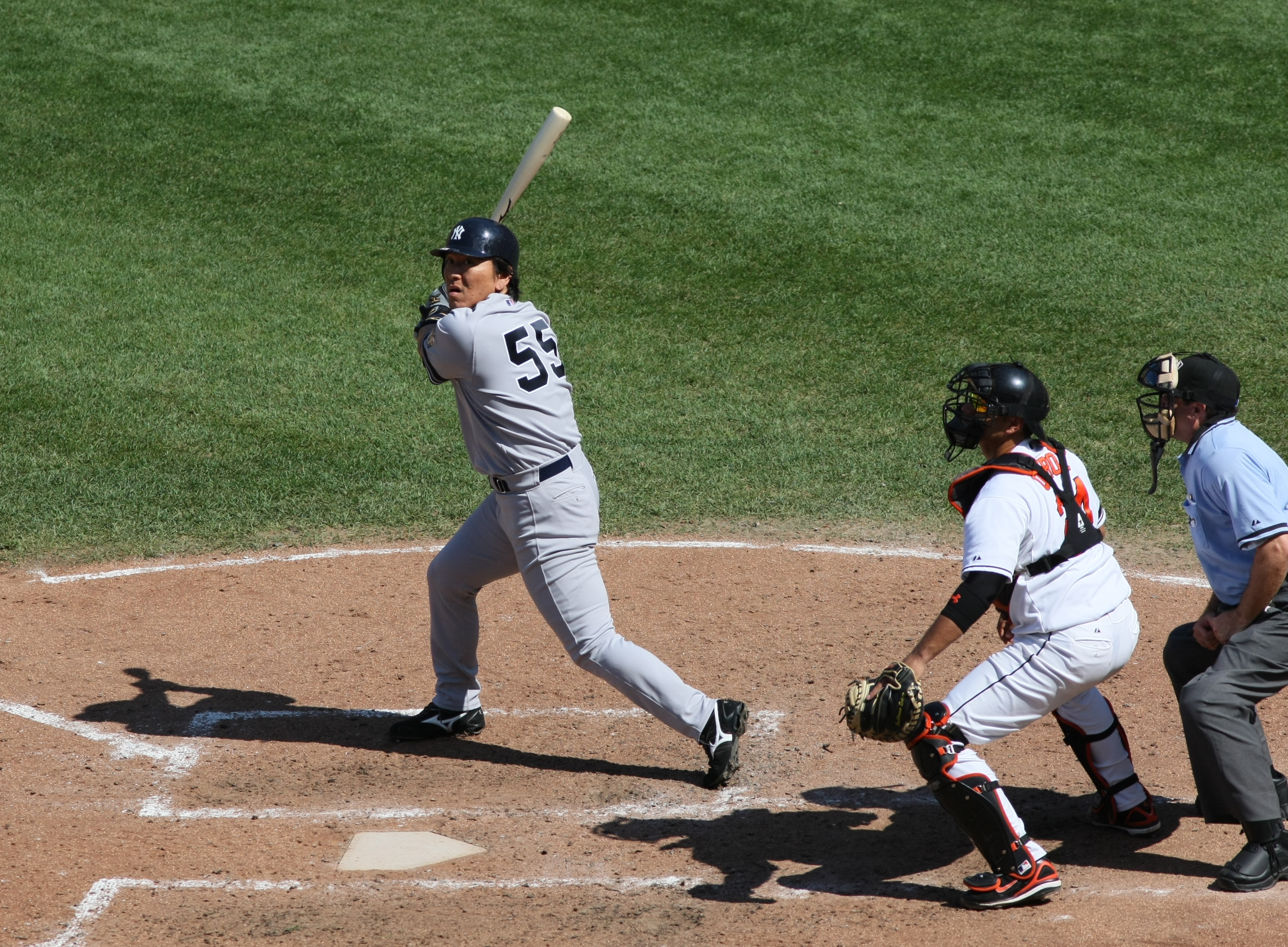
打球を見つめる松井（2008年）

投手との相性については「相手との相性は考えない。投手によって、ある程度狙い球を絞って打席に入るだけ」と語っている。対戦する投手を「どんな球種を持っているか」、「何を使って空振りさせようとしてくるか」、「どういう感じで術中にはめようとしてくるか」といった大枠でタイプ分けし、球種の代表的な使い手として知られる有力投手や対戦機会の多い投手に当てはめて対戦に臨んでいたという。「いわゆる魔球と言われるような緩い球速で変化の大きい変化球よりも、カッター系やシンカー系といったムーヴィング・ファスト系の芯を外す球種の方が厄介」と述べており、こうしたムーヴィングファスト系の球種を操ったペドロ・マルティネスとロイ・ハラデイを『最高の投手』として挙げている。
NPB時代には、石井一久を苦手にしていた。1999年には遠山奬志に13打数無安打に抑えられたが、翌2000年に遠山から本塁打を含む3安打を放つと、2001年以降は逆に打ち込んだように、努力・工夫を積み重ねて苦手投手を克服する忍耐強さを持っている。
MLBに在籍した10年間で計782人の投手と対戦したが、30打席以上対戦している投手は24人である。その中で対戦成績のOPSが1.000を超えている投手は、デレク・ロウ（1.213）、ヨハン・サンタナ（1.189）、ジェレミー・ボンダーマン（1.118）、バートロ・コローン（1.033）、エドウィン・ジャクソン（1.009）の5人である。それ以外では、ジェームズ・シールズ（26打席で1.542）、ダグ・ウェクター（24打席で1.378）、ブロンソン・アローヨ（23打席で1.379）、ブライアン・タレット（21打席で1.521）と特に相性がいい。逆に分が悪いのがジェレッド・ウィーバー（.454）、ブルース・チェン（.502）、スコット・カズミアー（.531）、ジェレミー・ガスリー（.552）である。それ以外では、B.J.ライアン（24打席で.439）、グスタボ・チャシーン（24打席で.426）、スコット・ショーエンワイス（21打席で.267）と特に相性が悪い。また、全投手中最多の69回対戦しているボストン・レッドソックスのナックルボーラー、ティム・ウェイクフィールドに対しても苦手意識を持っていた。ウェイクフィールドに対しては、通算62打数13安打の打率.210、OPS.645であり、「あの球は打てない。だって、あんな球を投げられる投手がいないんだから、練習のしようがないんだもの」と感服している。
また、MLB初安打を放った相手であり「最高の投手」と敬意を払ったロイ・ハラデイとはウェイクフィールドに次いで2番目に多い67回の対戦があり、63打数14安打の打率.222ながら、ジェームズ・シールズと並んで全投手中最多の4本塁打を放っている。当初はハラデイを大の苦手にしていたが、晩年は苦手を克服した。対戦機会が多いハラデイに対しても、対戦する時は狙い球を絞るようにしているという。
打撃妨害での出塁が一般的な打者に比べて多い。2010年は4度の打撃妨害を受けたが、これはMLB全体でカール・クロフォード（5度）に次いで2番目に多い数字だった。
打撃フォームは毎年微妙に変えていた。プロ初年度はグリップを低くして構えていたが、1年程で首の付け根の高さに修正。30本以上の本塁打を量産しだした1996年頃は、投手に対してバットを垂直に立たせた状態。50本で本塁打王を獲得した2002年には、それまでより少しバットを傾けて腰のねじりも大きくなっていた。メジャー移籍後もこの習慣は続き、左手首の骨折から復帰した2007年以降はがに股に立って尻を突き出したようになり、2010年からは左方向へ打つことを意識するために、グリップを首の付け根より高く構えて外角の球でも体の近くでミートするようにしていた。落合博満は2022年7月の動画で、サミー・ソーサの軸足回転打法を真似ずに回転軸を体の中心に持って行く打法を行えば、もっと通算本塁打数は伸びたと残念がっている。

### 走塁
2桁盗塁を記録したことはないが、NPB時代から足はそこまで遅い方ではなく、ヤンキース移籍当初も一塁到達4.15秒と左打者としては平均のタイムだった。晩年は相次ぐ脚の故障により満足な走塁を行うことが難しくなったため、走塁と守備は「三流」という声も上がった。一方で両膝を痛めた晩年でも、全力疾走は怠らなかったため、ヤンキースの同僚からは「ポサダよりは速い」と評された。
走塁中のアクシデントを防ぐために、日頃から足の爪の手入れを熱心に行っていた。

### 守備

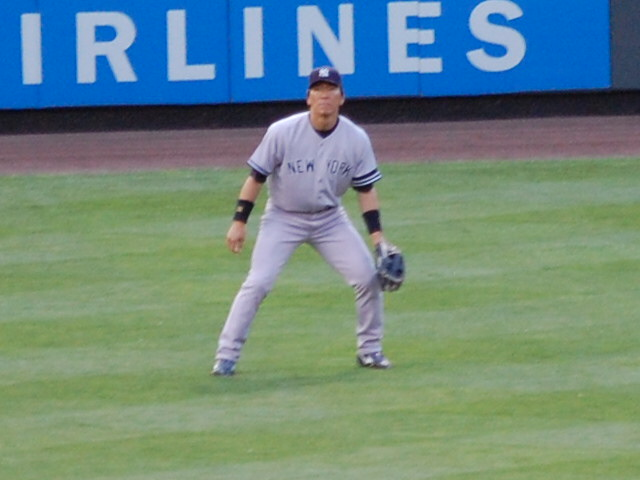
左翼守備に就く松井（2007年）

アマチュア時代は捕手や投手を務めていたこともあったが、高校入学後は内野手に固定され、最終的に三塁手を務めた。本人は三塁手にこだわりがあったが、プロ入り直後に外野手へのコンバートを命じられる。新人時の1993年は左翼だったが、翌年のオープン戦で新外国人のダン・グラッデンとヘンリー・コトーの守備と肩がまずかったこともあり、開幕直前の4月2日から右翼に転向して定着し、シェーン・マックが抜けた1997年から中堅手として固定された。2000年から2002年まで3年連続でゴールデングラブ賞を獲得した。巨人時代もある時期までは三塁手復帰を熱望し、再コンバートが度々話題となったが実現しなかった。1998年にはJA全農Go・Go賞・強肩賞を受賞するなど、日本時代は肩は強い方であると言われてきたが、ヤンキース移籍後は「しっかりとした姿勢から投げる時は力強い送球を見せるものの、安定したツールを持つ中で唯一の弱点」と評されるようになったことに加え、ヤンキース移籍後は中堅のレギュラーにバーニー・ウィリアムスがいたため、主に左翼手として起用されるようになった。2011年シーズンまでの9年間で、左翼手として609試合、中堅手として77試合、右翼手として7試合に先発出場している。メインの守備位置である左翼では5163.1イニングで24失策、守備率.983、Range Factor（RF、9イニング当たりのアウト達成数）2.05、補殺39という数字を残している。メジャー移籍後は左翼手へのコンバートもあり、最初の2年間は苦戦したが、それ以降は多くの守備指標を向上させた（詳細は後述）。メジャー移籍後は巨人時代とは打って変わって守備でも派手なプレーをするようになり日本時代の関係者を驚かせたが、本人は人工芝の東京ドームでは無理なプレーができなかっただけであり、日本でも甲子園や広島市民球場では同じようなプレーをしていたつもりだと説明した。
2007年以降、ヤンキースが守備重視の方針を掲げたこともあり、故障がちになった松井に代わって、ジョニー・デイモンが左翼手のレギュラーとして起用されることが増えたため、指名打者での出場が増えた。2008年6月に左膝を痛めてからは指名打者専任となっており、同年6月16日のアストロズ戦で左翼を守ったのが、ヤンキース時代では最後の守備機会となった。一時は一塁手へのコンバート案も出されたが、ヤンキースGMのブライアン・キャッシュマンに却下された。特に2009年はプロ入り後初めて一度も守備に就く機会がなく、2010年4月8日の対ミネソタ・ツインズ戦で2年ぶりの公式戦守備に就いた。

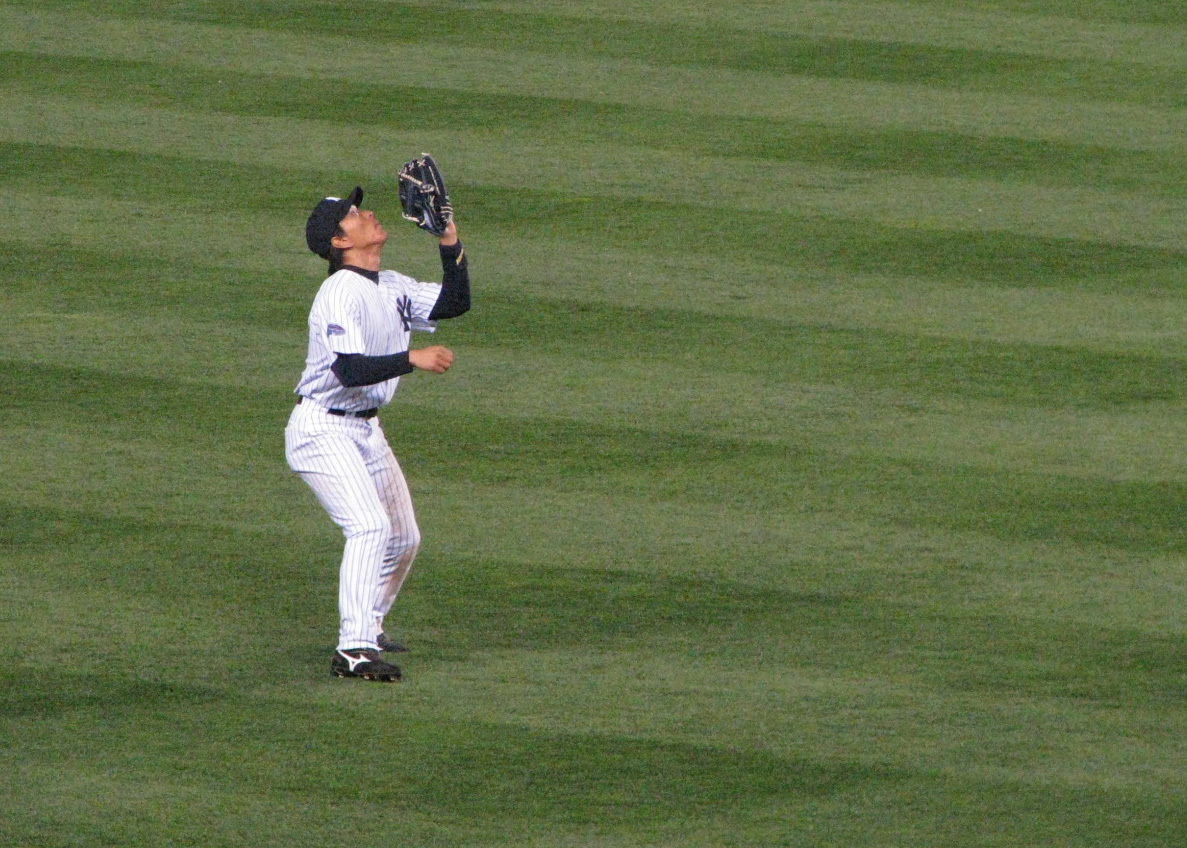
フライを捕球する松井

守備に関する技術では、2004年に『スポーティング・ニュース』誌の記事で捕球後の送球を絶賛された。補殺数はリーグの左翼手の中でも多いほうであり、本人は本塁での補殺を「外野手として最高の見せ場」と捉えている。セイバーメトリクスのシンクタンク「Hardball Times」が各外野手の送球をKill+（補殺ポイント）、Hold+（走者を先の塁に進ませなかったポイント）、Runs/200（200イニングあたりに防がれた失点数）などの各数値により総合的に評価した「Best Outfield Arms」では、MLBの正左翼手30人中6位と上位にランクインした。
一方で、守備範囲などを含めた総合守備指標では評価が低かった。ミッチェル・リクトマンが考案し、現在米国で最も広範に用いられている守備指標の1つ「UZR（Ultimate Zone Rating）」（同一シーズンの同一リーグにおいて同一ポジションにおける平均的な選手と比較し、失点をどのくらい防いだかを示す指標）は通算で-77.3（左翼で-65.5、中堅で-10.6、右翼で-1.2）という低い数値を喫し、ESPN記者のロブ・ネイヤーがUZRを基準に選んだ2000年代のワーストグラブ（左翼手）に選出されてしまった。守備防御点でも外野手として通算-27、左翼手として通算-18と平均を下回った。
上述のUZRやDRSのように比較的ポピュラーな総合守備指標では通算で平均を大きく下回る数値を喫したが、守備指標によっては意外な結果も表れることもあった。例えば、「Baseball Musings」のDavid Pintoが考案した「PMR（Probabilistic Model of Range）」によると、2007年は好守で知られるカール・クロフォードと大差がなく、正左翼手の中ではトップクラスという分析結果が出た。

### 連続試合出場
連続試合出場は、2006年の故障で記録が途切れるまで、NPBで1250試合、MLBで518試合（MLBでデビュー以来518試合連続出場は、日本人選手としては歴代1位）、日米通算1768試合を数えた。2005年には「本塁打より、むしろ連続試合出場」と話すなど、連続試合出場には並々ならぬこだわりを持ち、「遠いところからわざわざ来てくれるファンのために」という考えによって休養日にも代打や代走、守備交代でわずかな時間でも出場し、2006年の骨折まで記録を維持した。しかし、地元ニューヨークのメディアからは「記録より、疲れた時には休んだ方がチームのためになる」と、連続試合出場に懐疑的な声が上がったこともあり、監督のジョー・トーリも「連続試合出場記録を途切らせて悪者にはなりたくないからな」と発言したこともある。このように、連続試合出場に並々ならぬこだわりを持っていたが、2006年の骨折直後には、「心の中で怯える自分がいた」と記録がいつか途切れるかもしれないことに大きなプレッシャーを感じていたことを明かした。それと同時に、連続出場をサポートしてくれたトーリ監督に感謝の意を示した。

### 評価

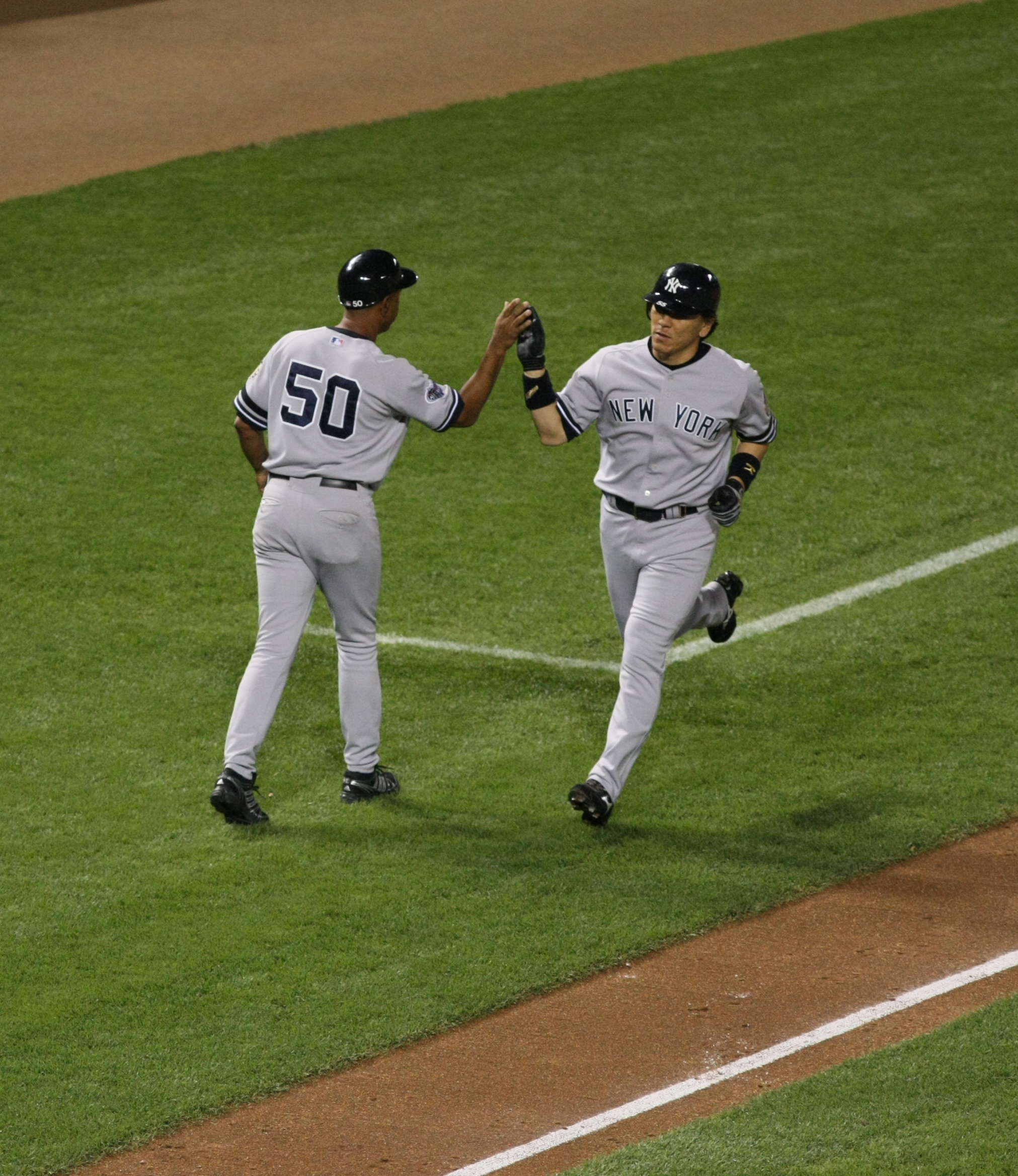
本塁打を放ち三塁ベースを回った松井（2008年）

打撃についてはメジャー移籍後も概ね高い評価を受けている。フリーエージェント（FA）移籍の際、MLB機構とMLB選手会の労使協定に基づいて選手評価の資料として使われるPLAYER RANKINGS評価（米大リーグ公認の記録専門会社「エライアス」が過去2年間の成績を独自の算出方法で計算して得点を付けたもの）では、2003-2004シーズン、2005-2006シーズンのいずれもイチローらを抑えて日本人打者ではトップの評価であった。その全てで「A」ランクの高評価を受けており、ア・リーグ全体での一塁手・外野手・指名打者部門での順位は7位（2003-2004）、14位（2005-2006）、16位（2007-2008）であった。
塁打、四球、盗塁などを点数化し、選手個人の得点生産能力を測る指標である「XR（extrapolated runs）」では、NPB在籍10年ながらNPB歴代10位につけている。しかし、渡米直前3年間と渡米後の1打席当たりXRを比較すると、リーグのレベルの違いが影響し、実に35パーセントダウンしている。攻撃力を評価する指標OPS（出塁率+長打率）は、MLB在籍7年間で通算.852を記録しており、総合打撃指標「XR27」（XRの改良版）は同7年間で6.28を記録した。これはいずれも日本人メジャーリーガーの中ではトップの数値である。
近年、普及しつつある打撃・走塁・守備を組み合わせた総合的指標「WAR」（Wins Above Replacement。同じポジションの控え選手に比べて上積みした勝利数）では、+21.3を記録している。なお、WARの守備評価については、その精度を巡る議論も続いている（詳しくはWAR (野球)を参照）。たとえば、「Baseball-Reference.com」版WARでは、通算+18.6となっている。2004年に記録したキャリアハイの+4.6はリーグ10位の数字だった。
2008年2月21日、スポーツ専門誌『スポーティング・ニューズ』は、「成績の割りに高年俸を得ていると思われる選手」のワースト5をカテゴリ別に発表した。その中で、前年度までの契約期間が2年以下である「契約期間の短い打者」の部門で松井が2位にランクインした（1位はJ・D・ドリュー）。同誌は年俸800万ドル以上の選手のうち、前年度以前から複数年契約を結んでいる86人を抽出し、100万ドルあたりで何勝に貢献したかを査定した。その結果、松井は過去2シーズンで0.9勝分しか貢献できていないとされた（平均は1.4勝分）。同誌は、「松井はかつて『鉄人』だった」としながらも、近年は度重なる故障により出場試合数が減少していることを指摘した。
張本勲は自著『最強打撃力』（ベースボール・マガジン新書発行）において、「松井はまだ自分自身のボールを捉えるポイントを掴んでおらず、小細工でごまかしているところがある。だから好調時は素晴らしい働きをするものの、調子を崩すとなかなか抜け出せない」と指摘した。例えば2005年の開幕4試合で3本のホームランを放った後、202打席ホームランなし、という事実からそれが裏付けられる。さらに、「松井にとって自己最高の成績を残した2002年の50本を打ったときでも、私から見るとポイントを掴んでいなかった」と記している。王貞治は「アメリカで30本以上のホームランを打ったんだから、素晴らしいと思う。日本の野球界で50本打ったことと、アメリカで30本打ったことを比較する必要なんかない」「本数も中身も図抜けてすごいホームランを打っていた」と称賛した。
各種の人気調査などでは常に上位にランクインしてきたが、2005年以降は相次ぐ故障やそれに伴う成績低迷、WBC辞退などの影響で陰りが見えつつあった。中央調査社が実施している「人気スポーツ」調査における「最も好きなスポーツ選手」の項目では、2003年、2004年に2年連続で2位以下に圧倒的な差を付けた1位となったが、故障に苦しんだその後は支持率が下降し、2009年には4位に下がった。バンダイが実施している「お子さまの憧れのスポーツ選手は？」では2004年に1位であったが、2009年には圏外であった。
他選手や監督などからの評価は軒並み高い。長嶋茂雄は松井の現役引退発表後に「現代で最高のホームランバッター」と評した。原辰徳は「強い精神力、頑健な体、そして類いまれなパワーに対しては度肝を抜かれた」と印象を語った。阿部慎之助は「体も大きいし打球の飛距離も群を抜いていた。重圧を見せずに黙々とプレーする姿勢に超一流選手としてのあるべき姿を見た」、上原浩治は「裏表がなく、人間的にも野球選手としても、あの人以上の選手はいないと思う」と、実力だけでなく人間性にも敬意を示している。佐々木主浩は「雰囲気があったし、対戦しても怖かった。他の打者とは違う、特別クラスの選手」と評したが、巨人時代の松井にとって佐々木は大の苦手投手だった。清原和博は「松井以上のパワーヒッターはどこにもいなかった」と語り、負けていても全ての打席を同じ集中力で立てるため数字として残るとも評価していた。金本知憲は2001年のインタビューで「（松井君は）目標ですね。ライバルじゃないです。彼はすごい。あのスイングといい、当たりの強さといい、あいつにはかなわん」と脱帽していた。辛口で知られる野村克也はON砲以降の巨人の4番打者で松井を最も高く評価している他、「監督として指導したかった」とも語っている。また、残した数字は松井より高いイチローや落合博満がマスコミ嫌いで通したのに対して、松井は常にどのマスコミにも分け隔てなく対応していることも高く評価しており、「人格的にも素晴らしい」「将来は監督になれる器だ」と絶賛している。
元チームメイトでヤンキース主将のデレク・ジーターは、「マツイはお気に入りの選手。いいスイングをしているし、好調時は手がつけられない」「彼が考えているのはチームが勝つこと。まさしくプロだ」と語っていた。同じくアレックス・ロドリゲスは「ヒデキは野球をよく知っている。打つだけではなく走塁などのレベルも高い」と評価し、アンディ・ペティットは「マッティ（松井の愛称）は出会ったときからずっと勝負強い選手であり続けた。とにかく勝負強いんだ」と絶賛した。ボビー・アブレイユは「マツイは本当に好人物で、プロフェッショナル」と松井の人柄を高く評価し、トリー・ハンターは、自身のブログで「マツイは日本の伝説の“ゴジラ”。打撃のバランスが素晴らしく、滑らかで、無理のないスイングをする。そして、左投手とチャンスにとても強い」と絶賛した。2002年に松井を獲得するように進言したヤンキースのスカウトのジョン・コックスは、同年50本塁打を放った松井の打撃だけでなく守備にも注目し、「松井は野球をよく知っていて、メンタルミスをしない」と評価していた。

## 特筆

### 人物
実家は、祖母・松井瑠璃寿が設立した宗教法人「瑠璃教会」である。二代目司教である父・昌雄の存在は、松井の人格形成に大きな影響を与えた。
「子供も大人と同じように一人前に扱う」という瑠璃教会の方針から、「ひでさん」と呼ばれて育てられた。小学3年生の時に父から贈られた「努力できることが才能である」という言葉を大切にしており、父がその言葉を筆で書いた紙を勉強机の前に貼っていた。試合や練習、取材の対応からプライベートの過ごし方に至るまで、グラウンド外でも若手の手本となる選手である。松井は自身の性格について、「けっこう冷めているところがあるんです、何ごとにも！ 物事に動じない？ うん、よく言えばねっ（笑）。だからいつもボケッとしているんですよ（笑）。一人でいるのが好きなんです。」 と評している。非常に温厚な性格であり、野球以外の場で怒ることは少ない。ヤンキースのチームメイトであったCC・サバシアは、「松井は普段は大人しいけど、でもとてもいいヤツだよ」と人間性を高く評価している。
本人いわく「他人の悪口を言わない」ということが松井の信条の一つである。中学2年生時の家族との夕食の際、松井が何気なく友人の悪口を言ったところ、父が箸をおいて「他人の悪口を言うような醜いことはするな。ここで二度とそんなことはしない、と約束しなさい」と注意した。松井は「父との約束ですから、あれ以来他人の悪口を言ったことはありません」と語った。
グラブやスパイクなど、野球用具をとても大事に扱っている。特にグラブは毎日磨いており、松井本人は「野球を始めたときからずっとしています」と話している。ジョー・トーリも、「彼ほど道具に対してリスペクトを持っている選手は見たことがない」と評価している。ヤンキース用具係のルー・カクーザは、他の選手が平気で帽子やグラブを放り投げることに対し、いつも帽子とグラブを丁寧に並べてから準備体操に入る松井を見て、「マツイは素晴らしい。いつまでもあの気持ちを忘れないでほしい。ほかの選手も見習ってほしいよ」と称賛している。道具を大切にする姿勢については、“道具を大切にしなさい”という子どもの頃の教えを忠実に守っており、グラブ磨きは「僕の野球の原点」だと語っている。また、「一本のバット、一つのグラブは、いろいろな人の苦労によって出来上がっている」ことを強く意識しており、用具作りに携わった人々への感謝の気持ちを常に抱いている。
本業の野球以外にもCM撮影やTV出演など激務にもかかわらず、練習後にファンにサインをねだられても断らず、記者への対応も丁寧である。こうした振る舞いから、2005年度の小学校、2006年度の中学校の道徳副読本に登場、甲子園で5連続敬遠四球を受けた時の対応など、「誠実さ」「明朗さ」が取り上げられた。
星稜高校時代、「居眠りしても死角になるから」という理由で窓際の一番前の席が教室での「指定席」となっていたが、山下は「（松井の）授業態度はよかった」と打ち明けている。野球部の練習が大変で通学に時間もかかるため、授業で全てを覚えようと心掛けていたため、成績も良好であった。野球部の活動以外での欠席は1日もなかった。星稜高校の卒業式では、野球部での活躍が評価され星稜高校を経営する学校法人稲置学園から「総長賞」を贈られた。
父の影響で、幼少期から阪神タイガースのファンである。
高校時代、日本選抜に選ばれアメリカで試合を行っている間は、ロサンゼルス在住の日本人一家の元にホームステイしており、メジャーリーグの試合にも観戦に連れて行ってもらっていた。交流は現在でも続いており時々スポーツニュースでも放送されている。松井は一家の主人のことをアメリカのお父さんと呼び慕っている。
松井の中で一番印象に残っている巨人の4番打者は落合博満であり、2000年に初めて4番に定着しチームも優勝を果たした時に松井は報知新聞の手記に「あの人は4番らしかった。雰囲気を持っていた。自分の世界があったんだ。チームが苦しい時に矢面に立っていた。いわば風除け。それが信頼感にもつながった。」と書いている。
長嶋茂雄はドラフトで松井の入団が決まったところから、3年間で松井を球界を代表する選手に育てるための「1000日計画」を立ち上げた。東京ドームの試合ならドーム内練習場で、遠征先ならホテルの長嶋の部屋で、松井に素振りをさせ付きっ切りで指導をしていたという。その場で長嶋はスイングの音で、松井のスイングの良し悪しを判断していたとのこと。プレッシャーがかからないようにするため、松井を下位打線で気楽に打たせて実戦経験を積ませる配慮もしたという。
赤木ひろこの著書「ひでさん 松井秀喜ができたわけ」には、青年期までの松井の統率力には、ずば抜けたものがあったことが記されている。小学校時はクラスのいじめられっ子が松井の後ろに隠れただけで問題は解決し、リトルリーグに所属していた5年生の時には、新たに赴任した監督が既にキャプテンは決定済みだったにもかかわらずそれを白紙にし「松井君には統率力があるから、頼む」と言わしめるほどの存在感を見せた、中学校時代には「松井君さえ味方につければこのクラスは大丈夫」と担任教師に評価されたほどで。星稜高校では前述されているとおり、山下監督により部員間投票の慣例を覆し、直々にキャプテンに指名された。
以上のように真面目な性格であるが、遅刻魔としても有名である。2004年のオールスター戦でも遅刻し、ア・リーグ32選手中最後に球場入りしている。巨人時代から、遅刻するとなぜか本塁打を打つことが多い。2009年のワールドシリーズ第2戦の試合前には渋滞に巻き込まれて集合時間に30分遅刻したが、試合では決勝本塁打を放った。デレク・ジーターは「俺も明日から遅れてくるさ。まあ、本塁打を打ってくれるなら、毎日遅刻しても気にしないよ」と冗談交じりに語った。米メディアでも、松井が遅刻すると何故かホームランを打つ「ジンクス」が報道された。一方で、松井本人は「遅刻したつもりないんで、わからない（笑）」「え、反省？昔からしてない」と応えている。なお、巨人在籍時はほとんど遅刻しなかったとも言われ、その理由として集合時間30分前に全選手が揃う「ジャイアンツタイム」と呼ばれる時刻に遅れたことが遅刻ととられたからだという証言がある。
3歳からピアノを習い始め、小学校4年生で「マイ・ウェイ」を連弾できるほどの腕前だった。当時モーツァルトを愛聴していたこともあり「根上のモーツァルト」とも呼ばれていた。現在もクラシック音楽を好んで聴く。
巨人在籍当時から花粉症を患っている。MLB移籍後は4月から5月にかけて調子を落とすことが多く、特に2010年は遠征時の打率が非常に低くなっているが（同年4・5月の打率は本拠地では.278なのに対し、遠征では.165と1割以上低い）、これについても花粉症の影響が指摘されることがある。実際2005年には、本人自らメディアに「花粉症がつらかったんです」と語り、序盤の不調の原因が花粉症だったことを認めている。シーズン中の睡眠時間は7時間。視力は両目とも1.5で、足のサイズは29。
引退後の2014年春季キャンプで巨人の臨時コーチを務めた際は、右打ちでノックを行ったが空振りが目立ち、どん詰まりでバットが折れる事態まで発生し、ノックが不得手であることが露呈した。ノックの名手として知られる高代延博によれば、すごい打者でもノックができないことはよくあり、スイングの問題ではなくトスがうまく上げられないためであるという。また、通常は左打ちの松井が右打ちでノックをしていたのは、本人が「右でないとトスを上げられない」ためであったという。

#### 英語力
公の場で英語を話すことはあまりなく、東北地方太平洋沖地震（東日本大震災）直後の2011年3月19日に、当時所属していたアスレチックスの公式サイトで被災者支援を呼びかける30秒にわたるメッセージを読み上げた際など数少ない。球団のイベント等で英語を読み上げるときも「流暢ではないので単語をひとつひとつはっきりと発音した」と謙遜している。インタビューなどの公式の場では、専属通訳のロヘリオ・カーロンを通して受け答えをしている。メジャー移籍時は中学2年生の英語教科書「ニューホライズン」を持参して渡米したというエピソードもある。
難しい英語でない限り日常会話に問題がなくなる程度に英語力が上達してからは、チームメイトとの会話も英語で行っていた。ヤンキース時代のチームメイトのCC・サバシアは、松井の英語力について「松井はいい英語を話すよ。こちらの言っていることは全て理解しているし、会話するには十分だ。」と評している。ニューヨークの記者によると、松井のリスニング能力には「不自由を感じたことはない。こちらの話していることは十分に理解している」という。英語力が上達してからも通訳を通して受け答えをしていた理由については「僕の拙い英語で万が一、誤解が生まれると困るから」と語っている他、「（カーロン通訳の）仕事を奪ってはかわいそうだからね」とも語っている。現役引退後もニューヨークで週に数回英語のレッスンを受けているという。2014年に外国特派員で行われた記者会見では、「英語が得意ではない」との理由から、スピーチ、質疑応答を全て通訳を介して行っている。

#### 愛称
ニックネームは「ゴジラ」。初めてマスコミが松井に対して「ゴジラ」の愛称を用いたのは、当時星稜高校3年生になる1992年の春の選抜大会前の日刊スポーツであった。名付け親は同紙記者で高校野球を担当していた赤星（現姓・福永）美佐子で、「下半身が大きくて犬歯が特徴的」という理由で「ゴジラ」の名前を付けたと語っている。当初、松井は「ゴジラなんて勘弁して下さいよ。もっと可愛いニックネームはないんですか？」と不満気だったが、名付け親の赤星は「あら、ゴジラだってカワイイじゃない？私は似合ってると思うのよ」と一蹴。高校2年生の秋に選ばれたオールジャパンのチーム内では、既に「怪獣」というあだ名が付けられていた。容姿から発想されたこのニックネームは、松井の打撃成績が築かれ不動のものとなっていく中で、その破壊力にぴったりのものとして広く定着した。
これ以降、甲子園大会での活躍で全国に「ゴジラ松井」の愛称が一気に知れ渡ることになる。その後も、街を歩いていた時に子供達から「あっ、ゴジラがいるぞ！」と声をかけられたことで、松井自身「もうゴジラでいいや」と、そのあだ名を快く受け入れるようになった。巨人入団直後には、スポーツ紙で「ゴジラは嫌だ。新しいニックネームを募集中」とも報道されたが、松井は「それは全く違う。野球ファンの皆さんに『ゴジラ』で親しまれているなら、僕は大歓迎」と自身の著書に記している。また、打席に入る際のBGMにも「ゴジラのテーマ」を使用していたが、20代半ば頃にはクイーンの「ウィー・アー・ザ・チャンピオンズ」に変更している。「アメリカ人も覚えやすいから良いんじゃないですか」とも語っており、現在では自らの愛称を気に入っている様子である。
2002年の映画『ゴジラ×メカゴジラ』、2009年の缶コーヒー「キリン ファイア」のテレビCMでは、本物のゴジラと共演をした。米国へ移ってからも「ゴジラ」の愛称はヤンキースファンに受け入れられ、ヤンキー・スタジアムで松井が本塁打か適時打を打つと、ゴジラの咆哮音が流された。また、ヤンキース移籍直後の2003年にはブルー・オイスター・カルトの「ゴジラ」を入場曲に使用した。英語ではニックネームを名前の間に挟むのが通例のため、『ヒデキ・ガッズィーラ・マッツーイ（Hideki "Godzilla" Matsui）』と呼ばれることもある。ヤンキースの公式サイトにあったファンフォーラムでは「mats」、または好機に強いことから「Clutchzilla」と呼ばれ、ヤンキースのチームメイトは「mats」と呼ぶことが多かったが、2008年からヤンキース監督に就任したジョー・ジラルディやアンディ・ペティットは「matty」、巨人時代の監督である原辰徳は「ゴジ」と呼んでいた。先述のように、2007年にはチーム内で「パックマン」という渾名を付けられたことがある。エンゼルスでは、トリー・ハンターが「ザ・クワイエット・アサシン（静かな殺し屋）」という新ニックネームを命名した。
インターネット掲示板「2ちゃんねる」の一部では、松井のことを「にしこり」と表現している。これは、松井を最も少ない文字数で表現した顔文字である。元々は「にっこり」であったが、改良を加えられて「にしこり」に落ち着いた。松井は記者からこのことを教えられ、「何これ、オレ?」「へえー、面白いじゃん。誰が考えたんだろうね」とほほ笑んだ。

#### 背番号

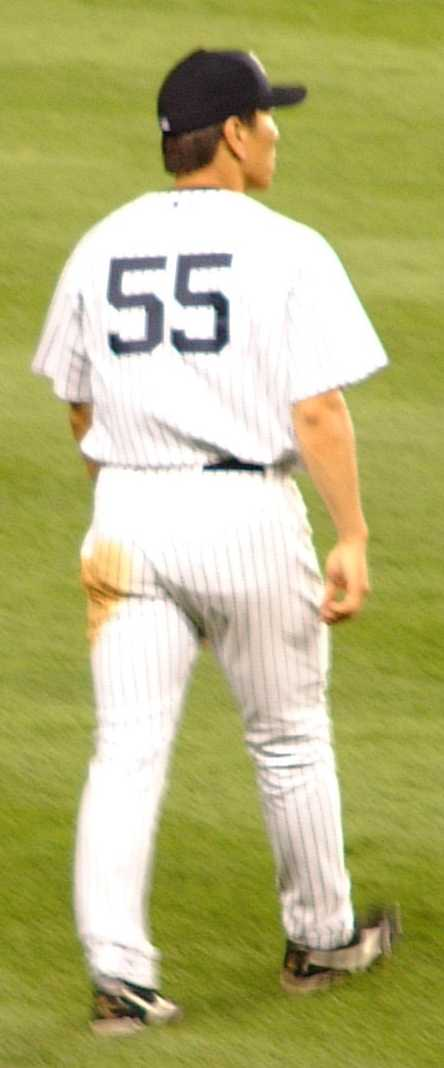
ヤンキースでの背番号55
（2006年）

背番号は巨人・ヤンキース・エンゼルス・アスレチックス在籍時代には一貫して55番をつけていた。巨人に入団当時、本人は高校時代につけていた5を希望していたが、当時は在籍していた岡崎郁が着用していた。岡崎引退後に5番を譲ってくれると思っていたものの、FA移籍した清原が着けることになった時には非常にガッカリしたことを述懐している。巨人時代に年間最多本塁打55本を打った同球団OBでの王貞治の記録に肖って付けられたというのは「新聞社のやらせ」と本人が否定している。ヤンキースに移籍した時には「背番号は何番でもいい」という発言をしていたが、前年までヤンキースに在籍し背番号55をつけていたラミロ・メンドーサがレッドソックスに移籍したため、ヤンキースでも55番をつけることができた。
松井が入団した当時の日本プロ野球には、ほかに55番をつけた主力打者として大豊泰昭（中日）がおり、二人の活躍とともにそれまで背番号としては格下視されていた55番の価値を上げるとともに、互いに左打ちで長距離打者であったことから55番イコール左打ちのパワーヒッターというイメージが強まった。
松井がヤンキースへ移籍した後の巨人では、2008年シーズン終了時まで誰も55番をつける選手が現れず、事実上準永久欠番になっていた。しかし2009年シーズンから2008年度ドラフト会議で巨人に1巡目指名された大田泰示がつけることになった。この際、実績皆無の高卒新人に55番を継承させることについては、「松井に失礼」だという非難の声も上がった。案の定大田はほとんど成績を残せず、2014年に44番に変更。2015年以降しばらくの間は誰も55番を背負っていなかったが、2021年のオフに秋広優人が背番号を68番から55番に変更することを発表した。
エンゼルス移籍時は、在籍中のショーン・オサリバンが背番号55をつけていたが、松井に配慮する形で背番号を譲り受けることとなり、ヤンキースでは2010年シーズンは背番号55は名誉番号として1年間欠番とされた。
2012年にタンパベイ・レイズへ移籍、5月29日にメジャー昇格した際には、レイズの若手有望株であるマット・ムーアが背番号55をつけていたため、松井は空き番号（22、25、35、44、66、88など）の中から背番号35を選択。翌年にムーアが初選出された2013年のMLBオールスターゲームのテレビ中継で解説を務めた際には、当時ムーアから背番号を譲る話を受けていたが断ったことを明かした。35を選んだ理由については「空いていたから。5番も残したかった。一番の理由は師匠（長嶋茂雄）の番号を一ついただいた。年齢を重ねても素晴らしい数字を残した（ヤンキース時代のチームメイトの）マイク・ムシーナにあやかれるようにしたいというのも一つ」と語った。
金沢カレーとしてチェーン展開するゴーゴーカレーは創業者・社長の宮森宏和が同じ石川県出身で、松井が満塁打を放ったことに刺激を受けて起業を決意したということもあり、松井を応援。店名のゴーゴーは背番号の55に由来している。松井が現役時代に本塁打を打った日には、トッピング券配布のサービスを行っていた。レイズで35番に変わった後も何事もなかったように（HP等でもそのことには触れず）トッピング券配布サービスを継続した。

#### 趣味・好物
独身時代はアダルトビデオ（AV）鑑賞が趣味であることを公言していた。AV鑑賞は本人曰く「自分流ストレス解消」で、多忙な中にあっても「月に数本」のペースでAV鑑賞に勤しんできた。好みのジャンルは「ストーリーのしっかりした単体もの」で、特に浅倉舞や有賀美穂を好んでいた。巨人在籍中は東京スポーツが松井のスクープを連発していたが、これは東スポの記者が頻繁にAVを差し入れしていたためとされている。2007年には東京スポーツとソフト・オン・デマンドが共催した『AV OPEN』の特別審査員も務めるなど、業界との関係も深い。2007年頃から「AV封印」を度々口にするようになり、2008年の結婚に伴い「保有していた1000本を超えるAVコレクションを全て処分した」と語っている。しかし、2010年にはAV鑑賞を再開していることを示唆した。55,000本のコレクションを所有しているとも報じられている。
大好物は寿司、焼肉、コーヒー。高校時代から練習帰りに地元の焼肉店へ通っており、当時からその大食漢ぶりは周囲を驚かせていた。現在も記者との会食やバーベキューパーティーを欠かさない。故郷・石川の名産品であるカニも好物の1つで、アメリカでもシーフードで有名なボルチモアに遠征で訪れる際には頻繁にカニ料理を食べに行っている。メジャー移籍後は日本食を中心に、韓国料理、中華料理、インド料理、タイ料理など、アジア料理の店を順番に通っていた。「スポーツ選手は食べるのも仕事」と語っており、熱心に美味しいレストランを探し続けた結果、今では全米各都市のレストランリストが頭の中に入っている。しかし結婚後は外食が減り、自宅があるニューヨークでは妻の手料理中心の生活をしている。スプリングトレーニングで滞在するタンパでは、タイ料理やベトナム料理、中華料理を中心に外食することが多いが、滞在先のコンドミニアムでは、石川県産コシヒカリを主食にしている。ヤンキース時代にヤンキー・スタジアムで試合がある時は、妻が握ったおにぎりを持参していた。なお、日本時代は酒は付き合いでビール1杯程度とほとんど飲まなかったが、渡米してからワインセラーを購入し、シーズン中でも赤ワインを嗜むワイン通となっている。
打席に入る際の登場曲は、主に友人でもある布袋寅泰の「BATTLE WITHOUT HONOR OR HUMANITY」を使用していたが、他にはレッド・ツェッペリンの「移民の歌」、ビートルズの「ゲット・バック」「ペイパーバック・ライター」、井上陽水&奥田民生の「にじむ虹」、AC/DCの「T.N.T.」、ザ・フーの「Who Are You?」、コールドプレイの「Clocks」などの楽曲も使用していた。
読書家で知られ、試合前や雨の日にはよく読書をしている。オフに入ると他チームのプレーオフも見ずに読書に耽るほどである。野球選手を引退したら、本に関わる仕事をしたいとも語っている。一番好きな作家は三島由紀夫で作品は全て読んでおり、特に「午後の曳航」が好きだという。歴史上の人物で傾倒しているのは空海で、関連の書籍を多く読んでいるという。著書『告白』の中では、最澄より空海に惹かれる所以を切々と語っている。
元相撲少年ということもあって、大の大相撲ファンである。貴乃花光司（元横綱・貴乃花）とは現役時代に同じ施設でトレーニングに励んでいた間柄。高見盛の隠れファンでもある。八百長メール問題が発覚した際には、「一相撲ファンとして残念」とコメントを出した。また、石川県出身の同郷ということもあり、大鳴戸親方とも親しい。

#### 慈善活動
1997年の重油流出事故では100万の義援金を寄付。2004年12月26日に発生したインドネシア・スマトラ島沖地震の際には義援金として5000万円を、2007年3月25日に発生した能登半島地震の際には1000万円を寄付した。ジャイアンツ時代から天災やテロでの被災者・被災地等へ一度に数千万円の義援金を寄付している。ベトナムの孤児として暮らす20人ほどの子供たちに対しても、経済的里親として支援金を送っている。2011年3月に発生した東北地方太平洋沖地震では5000万円以上の義援金を寄付すると共に、MLBの公式サイトに英語で被災地への支援を呼び掛ける動画メッセージを掲載した。

### 交友関係

#### 記者・マスコミ
「マスコミと良好な関係を築けないようでは、どんなに成績を挙げても選手として失格だ」と自ら話すように、専属広報の広岡勲や、サンケイスポーツ記者の阿見俊輔をはじめとする各スポーツ紙の記者などマスコミとの関係は親密で、ヤンキース移籍後も毎試合後に会見を行い、記者たちの質問にも真摯に答える。延長などで時間が遅くなってしまった場合、取材を優先してユニフォーム姿のまま会見を受けることもある。雑誌や写真週刊誌の取材も分け隔てなく受ける。シーズン終了後に、番記者や通訳らをメンバーに加えて行われる「草野球」は毎年の恒例行事であり、松井本人も楽しみにしているイベントである。その際松井は投手を務めるため、変化球の練習を密かに行っている。投手としての松井は、推定120km/hの直球とカーブを投じる。なお打席に立つ際にはハンディキャップとして、上述の小学生時代に振り返って右打席でバットを振る。記者と食事やキャッチボールを行うことも多く、度々記事になっている。遠征先でも、チームバスに同乗せずに報道陣のマイカーで球場に向かうことがある。また、記者とのバーベキューパーティーも毎年の恒例行事であり、他にも常日頃から焼肉、ステーキ、しゃぶしゃぶなどで記者との親睦を深めている。
日本テレビアナウンサーの河村亮とは野球選手と取材するアナウンサーとの間柄で知り合い、"新潟県出身""石川県出身"と言う同じ日本海側で、ざっくばらんに腹を割って話せる仲でプライベートで交流がある。
松井が打撃不振に苦しんでいたメジャー1年目の2003年6月2日には、報道陣が「バーベキューでもやって落ち込んでいる松井を励まそう」と遠征先のシンシナティでバーベキューパーティーを開催した。かつてないほど落ち込んでいた松井だったが、このバーベキューにより気分転換に成功。その3日後、26試合119打席ぶりの4号本塁打を含む4安打3打点と大爆発し、スランプを脱した。この出来事は「リメンバー、シンシナティ」として松井の心に深く刻まれ、その後は打撃不振に陥った時でも暗さを表に出すことなく乗り越えられるようになった。
食事を共にした記者に対し、「たまにはいい記事かけよ」、「皆、もう僕の守備のこと悪く書けないね」と発言したというエピソードがある。「メディアの後ろに、ファンがいる」という考えを巨人時代から持っており、ニューヨークの地元記者からの信頼も厚い。ロバート・ホワイティングによれば、松井は初年度のキャンプにおいて、地元NYメディアの番記者たちを食事に招待したが、このようなことをする選手はヤンキースの長い歴史の中でも初めてだったという。しかもその折、松井は自ら所蔵するアダルトビデオを記者たちにプレゼントした。そのこともあり、先述の打撃不振の際も地元メディアの反応は比較的穏やかだったという。初年度オフには、全米野球記者協会（Baseball Writers' Association of America）NY支部が取材に最も協力的だった選手を表彰する「グッドガイ賞」にも輝いている。
このように報道陣からの評判はすこぶる良かった松井であるが、二者択一の問いに対しては「どちらとも言えない」という曖昧な答えを返すことが多く、記者を悩ますこともあった。

#### チームメイト
唯一の高卒同期入団である村田善則とは、ともに現役を退いた後も食事に出かけるなど親しい関係である。
川相昌弘は巨人在籍中10年間ずっとロッカールームで隣同士だった。
上原浩治も関係は悪くなく、殊に共に巨人を退団して以降は良好である。松井にとって上原は「弟のような存在」であり、メジャー移籍後も電話やメールで連絡を取り合っている。オフには一緒に食事にも出掛けることもある。2009年に上原がヤンキースと同地区のボルチモア・オリオールズに移籍が決まると、「おめでとう、対戦するのが本当に楽しみ」と、自分のことのように喜んだ。上原にとっても松井は特別な存在であり、オリオールズ入団後は「一番興味のある打者は松井さん」と強く意識し、対戦を心待ちにしていた。シーズンでは、上原が右肘の怪我で離脱するまでに6度対戦し無安打に終わった。
巨人時代に共に第一線で活躍した清水隆行や高橋由伸は松井に対して強い尊敬と信頼を寄せていたと松井の引退後に語っており、同時にチームメイトからの信頼も絶大だったと証言している。高橋は、松井と初めて出会ったのは大学生時代にドラフトで巨人入りを決めた後であり、とても一つ上に見えなかったと述べ、「パワーの次元が違う、自分とは年々差がついていたと思う」とも発言している。また、堂々としていて動じないためそういう風になりたいと思っていたと発言している。

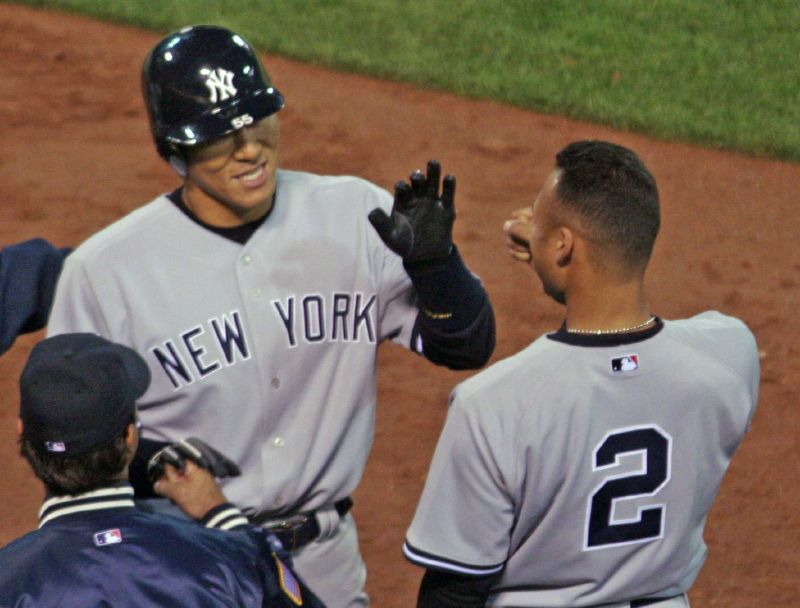
ジーター（右）とハイタッチを交わす松井（2006年）

メジャーリーグでは、同い年でヤンキースの主将であるデレク・ジーターとの交流が数多く知られていた。独身時代にはジーターと同じマンションに住んでおり、初めて出会った2003年2月以来、食事を共にしたり自宅でのホームパーティーに参加したりするなどして親睦を深めてきた。天才肌ではなく努力でのし上がったジーターに、自らと似た境遇を感じ尊敬の念を抱いているといい、「ジーターともっと話したい」という理由から英会話を熱心に勉強するようになった。「同い年だけど、ジーターのリーダーシップには感心する」と語っており、主将を務めるジーターをサポートする役割を果たしたいという思いが強かった。ジーターも個人の記録よりもチームの勝利を最優先にプレーするという点で松井と共通している為、松井を高く評価しており、2005年シーズン開幕前には、同シーズン限りで3年契約が切れる松井に対し、「一緒に黄金時代を築きたい」という思いを込めて松井の残留を熱望したという。2006年に松井が骨折で戦線を離脱した際には、「彼の代わりは存在しない」と発言し、早期復帰を願った。2009年のワールドシリーズで松井がMVPを獲得した際にも、ジーターは松井の活躍を誰よりも喜び、松井も「勝てない時代もチームを引っ張ってきた彼には特別な思いがある」と語った。ジーターは、松井に教わった「トシヨリ」という言葉を様々な場面で好んで使っている。
2009年からヤンキースに加入したマーク・テシェイラはキャッチボールのパートナーであり、毎日試合前にキャッチボールを行っていた。ヤンキースのみならずメジャーリーグを代表するスーパースターであるアレックス・ロドリゲスのステロイド使用が発覚した際には、「残念ではあるが、過去はどうしようもない。大切なのはこれから」だとし、ロドリゲスに対する見方は変わらないと語った。

#### その他
野球以外の著名人とは幅広い交友関係を持つ。特にギタリストの布袋寅泰との親交は深く、自身の登場曲にも布袋の楽曲を使用している。また、作家の伊集院静との関係は特別なものがあり、シーズン中にもかかわらずニューヨークで行われた伊集院の出版会見に出席したことがある。伊集院は松井の人柄を高く評価しており、「松井秀喜はアメリカに送り出した『もっとも美しい日本人！』」と著作の帯に記している。既に1995年のプロ野球aiによるインタビューの中で、松井は最近読んだ面白い本として、伊集院の「受け月」を挙げているが、1999年に新潮社が松井に対談の企画を持ちかけたところ、松井は作品を愛読していた伊集院を相手に指名した。伊集院は驚いたが、若いスターの野球選手と会うと失望することが多かったため躊躇した。しかし実際に対談を行なって、逆に松井の人柄に惚れ込み、現在に至る交友関係が始まった。
KAT-TUNの亀梨和也、キャスターの草野仁、歌舞伎役者の松本幸四郎、女優の松たか子、歌手の大友康平らとは公私にわたって親交がある。
俳優のリチャード・ギアとは旧知の仲であり、会った時はいつも英語で談笑をしている。ヤンキース往年の名捕手ヨギ・ベラは、良き相談相手であった。2011年9月19日には、映画『マネーボール』でオークランド・アスレチックスのビリー・ビーンGMを演じたブラッド・ピットとプレミア試写会で初対面。「とてもクールだったよ（ピット）」「素晴らしい人だった（松井）」とお互いを褒め合った。
また独身時代は原田徳子、草野満代、松たか子、早坂好恵、酒井美紀、戸田菜穂らとの交際や滝川クリステルとの「お見合い」も報じられた。特に、パリへの旅行が報道されるなど、戸田とは親密な仲であり、2005年に父・松井昌雄が結婚を示唆したことで、結婚間近とも言われたが、翌年破局に終わった。交際発覚後も報道陣に対し松井が曖昧なコメントを繰り返したことに対し、戸田は「松井さんは守ってくれなかった」と不信感を募らせていったという。
第85代・第86代内閣総理大臣・森喜朗は松井の実家の隣の集落出身（森によると実家同士が500mの距離）で、同じ能美市立浜小学校の卒業生でもある。森は松井の後援会名誉会長を務めており、ニューヨークまで激励に訪れることもある。
2006年の大晦日にオーケストラ・アンサンブル金沢の演奏による松井応援歌「栄光（ひかり）の道」（宮川彬良作曲、詞は一般公募による）が初演された。オーケストラ・アンサンブル金沢の音楽監督・岩城宏之の企画によるもので、岩城は同年5月に松井へエールを送っていた。岩城は同年6月に逝去したため、生前に出した最後の手紙となった。

### ジョー・トーリとの信頼関係
2007年までヤンキース監督を務めたジョー・トーリは松井の入団当初、松井を「ブンブン振り回すホームランバッター」という印象だったが、シーズンが終わる頃には「場面に応じたバッティングが出来る頭のいい選手だ」と評価した。松井はルーキーイヤーのトーリの気遣いに感謝していると語っている。入団1年目の2003年5月には松井が全く打てない時期があり、ニューヨークの新聞やオーナーのジョージ・スタインブレナーがこぞって松井を批判する中でもトーリは松井を擁護し続け、「打てなくても気にするな。守備や進塁打でも立派に貢献しているよ」と励ましの言葉をかけた。松井は後に、スランプ脱出のきっかけをくれたのがトーリであり、トーリを信頼していたからこそアドバイスを受け入れることが出来たと語っている。なお、トーリは松井のことを「マツ」と呼んでいる。
松井はトーリについて、自らが寄せる信頼を繰り返し語っていた。トーリもまた、契約更改時に「世界中の金を集めてでもヤンキースは松井と契約すべきだ」との賛辞を送っていた。さらに「松井はウチで最も頼れる男なんだ。彼にはいつだって責任感とかキャプテンシーを要求するよ」と断言し、ジーターと並ぶチームの精神的柱になるように求めていた。
松井のチームの勝利を最優先する献身的な姿勢については、トーリも「日本では50本塁打を打つスーパースターだったのに、こちらでは何でも嫌がらずにやってくれる」と賞賛している。
2007年限りでトーリがヤンキースの監督を退き、ドジャースに移ってからも、信頼関係が揺らぐことはなかった。2008、2009年は対戦機会がなかったが、エンゼルスに移籍した2010年3月のオープン戦で久々に対面。その後も、ドジャースとの対戦の際には挨拶を交わしている。同年11月、松井がニューヨークで行われたトーリ主催の慈善基金パーティーに出席した際、トーリは「マツイがどのチームに行っても応援できる」と語った。
2012年に松井が現役引退を発表すると、トーリは「彼の監督だったことを誇りに思う」とコメントした。

### イチローとの関係
1990年代中盤以降、松井とイチローはタイプが全く違う選手だが、強打・巧打のそれぞれでずば抜けた実力を持つ2人は同じ時期に日本に在籍しメジャーリーグでもプレーをしていたため、ことあるごとに比較の対象となった。ワールドシリーズMVPを受賞した翌日の朝日新聞「天声人語」は、「イチロー選手がカミソリなら、ゴジラはナタの切れ味だろうか」と評した。同日の産経新聞「産経抄」は、2人を「記録のイチロー」「記憶の松井」として対比した。漫画家のやくみつるは「クールなイチローは現代風ヒーロー。素朴な感じの松井は、長嶋さんや王さんのような昔の選手を思い出させる」と分析している。しかし、松井自身はイチローと比較され続けることについて、「正直、何とも思っていません。比較するのは2人以外のメディアやファンで、自分がコントロールできることではない。僕自身も、自分をイチローさんと比べることはしませんから」と語っている。
1歳年上のイチローは中学時代には既に松井の名前を知っていたという。1990年6月24日に星稜高校のグラウンドで行われた愛工大名電との練習試合で2人は初めて顔を合わせた。その時に一塁ベース上で会話をしたことをイチローは覚えていた。イチローは「一人、でかい選手がいて、振りがすごく速い。それが松井君でした」と語っている。松井は「イチローさんの打撃はうまかった。左へ右へきれいに打ち分けていたなあ」と述懐している。翌年に愛工大名電の合宿所で再び顔を合わせた際には、風呂で偶然一緒になり、その後2人きりで将来のプロ入りについての会話をしている。松井はこの時のことは鮮明に覚えているという。共に高校野球界で頭抜けた存在だった2人は、当時から既に互いを意識していた。
1996年のオールスターゲーム第2戦では、9回裏二死走者なし、打者松井の場面で全パの仰木彬監督がイチローをマウンドに送ったが、全セ監督の野村克也は松井に代打高津臣吾を送ったため、両者の対戦は実現しなかった。松井は「野村（監督）さんに『どうする』と聞かれたんで『どっちでもいいです』と答えたら、『なら代われ』と言われた」とコメント。また、「仰木さんの遊び心が出たんでしょうけど、自分が監督ならやらないと思う。野手には野手、投手には投手の役割がありますから」と語っている。
日本時代は異なるリーグに所属していたため、交流する機会はほとんどなかったが、マリナーズと同じアメリカンリーグに所属するヤンキースに移籍後は、対戦の際にしばしば松井の方からイチローへ挨拶に赴いていた。2003年5月7日のマリナーズ対ヤンキース戦では、4回一死三塁（走者は松井）の場面で、フェンス手前への大飛球をキャッチしたイチローが、本塁へノーバウンドの大返球をみせた。到底間に合わないタイミングであったが、イチローは「松井を刺せばネタになるでしょ。100パーセント意識しましたよ」と語った。同年のオールスター戦では、試合前にはイチローから「一緒にやろうよ」と声をかけられ、2人でキャッチボールを行った。シーズンオフには、テレビ番組の企画で2時間にも及ぶ対談を行っている。しかし、2005年を最後に、両者の接触はほとんどなくなった。このことを巡って、2006年のWBC前後には、複数のタブロイド紙や週刊誌などでWBC出場辞退の経緯を巡る「イチローの陰謀」説や2人の不仲説が伝えられた。ニューヨーク・タイムズ紙は2009年に松井の去就問題を特集した記事の中で、「松井はイチローと友達ではないので、マリナーズで共にプレーすることを望まないだろう」と述べた。2009年12月に松井のエンゼルス入団が決まると、途絶えていた両者の交流も復活。イチローは「ウェルかめ to west Division」「バディを鍛えてお互いがんばろうぜ!」と、独特の言い回しで同地区への移籍を歓迎した。同地区に所属することになった2010年、オープン戦で5年ぶりの会話が実現した。シーズン中にも松井とイチローが試合前に談笑する様子が報じられている。
2004年には、イチローは松井の印象について「愛嬌のある雰囲気というか、プレーそれぞれに憎めなさがある」と語っていた。一方で、「松井とイチローという2人は、考え方もやり方も対極にあると思っている」とも語っている。
2009年9月にイチローが史上初の9年連続200本安打を達成した際には、松井は「球をバットの芯でとらえる技術は大リーグでもトップクラス」、「イチローさんは常にファンを魅了することを意識しているのがすごい」とイチローを賞賛するコメントを出した。
2012年7月、イチローがヤンキースに電撃移籍した折には、アメリカでも二人の比較論が盛んに交わされた。イチローのヤンキース入りについて松井は、「ヤンキースは常に戦力を厚くしようとしている。驚き？それはなかった」とコメントした。一方イチローは「ヤンキースで長く過ごしていたこと自体が、松井の選手としてのみならず人間としての偉大さを示している」と、ヤンキースの先輩に対して最大限の賛辞を送った。
2012年12月、松井が現役引退を発表すると、イチローは「中学生の時から存在を知る唯一のプロ野球選手がユニホームを脱ぐことが、ただただ寂しい」と感傷的なコメントを出した。
2024年9月23日に行われたイチロー選抜のKOBE CHIBENと高校野球女子選抜戦のエキシビジョンマッチには松井の参戦が実現し、それに伴い行われたインタビューでイチローは松井と再会するならユニフォームを着て再会したいと考えていたこと、また共に野球界を盛り上げた存在がいたことは非常に幸せだったと発言している。
イチローに密着取材したドキュメンタリー「情熱大陸」で対談した時には、最近のメジャーリーグをデータ偏重の退屈な野球としてセイバーメトリクスを批判している。

### ヤンキースGM特別アドバイザー
実務としてはマイナーリーグ全カテゴリの巡回コーチであり、直接の打撃指導をしながらその傍らでルーキーリーグなら1A、3Aならメジャーのように、上のカテゴリでも活躍できるであろう打者を見抜いてそれぞれの監督に進言する役もこなしていた。そうしてメジャー昇格を果たした選手の中にはアーロン・ジャッジ、ゲーリー・サンチェスらがいる。

### WBC辞退
ワールド・ベースボール・クラシックには、2大会連続で日本代表としての出場が期待されたが、いずれも辞退している。

#### 第1回大会
2005年オフ、翌年3月に開催される第1回ワールド・ベースボール・クラシック日本代表の4番打者としての出場要請を受けた。
11月27日の段階では、「何も考えていません」と答えていたが、29日の段階では、「みんなが『WBCに出てください』という感じになれば、そりゃ、出ますよ」と発言するなど、前向きな姿勢を示すようになっていた。しかし、12月2日、監督の王貞治から正式に出場要請を受けた後は「（4番や主将など）そういうふうに言ってくれるのは光栄ですが、それ以上のことは言えません」として返答は保留した。7日には、ヤンキースのキャッシュマンGMが松井のWBC出場を容認する意向を示したと報じられたが、松井本人は慎重な姿勢を崩さなかった。その後、1次候補選手に名前が入るという情報を知らされると、「返事してないのに、俺の名前を入れちゃうわけ！？」と困惑しきりであった。さらに3日後の11日には、「（WBCに）出たくない」という松井の本音が報じられた。
14日にはヤンキースへの貢献を優先することと、商業主義が見え隠れするWBCの開催に賛同しかねたことを主な理由として出場辞退の意向を固めた。さらに、一部メディアではヤンキースのキャッシュマンGMからWBC欠場を要請する“親書”が届けられていたことが報じられた。しかし、地元紙ニューヨーク・デーリーニューズの報道によると、ヤ軍がWBC事務局に不参加を要請した選手は年齢や故障が理由とされた先発投手マイク・ムシーナ、捕手ホルヘ・ポサダなど4名のみであり、松井への不参加要請などはなく、一部メディアの虚報であることが明らかになった。約2週間後には、ヤンキースのスモール球団代表もそのような文書の存在を否定した。この“親書”報道について、2008年にキャッシュマンGM自身も「まったくのデタラメ」だと語っている。また、一部報道による、「イチローに騙された」といった類いの、根拠に乏しい憶測が書きたてられることもあった。このような過程による松井の出場辞退に関して、日本ばかりでなく米国、メジャーリーグ選手会やWBC関係者からも大きく批判の声が上がった。
王側はなおも松井の参加を模索し続けたが、結局出場要請から約1か月後となる12月26日、正式にWBC辞退を表明した。その際には、「王貞治殿」と宛名を書いた便箋15枚の手紙を記者を通じて王の元へ送り、辞退の理由を説明した。熟慮を重ねた結果としての苦渋の決断であることや、返答まで1か月近くもかかってしまったことへの謝罪の言葉などを綴ったという。
大会期間中、松井は日本代表の試合をテレビ観戦していた。しかし、既にWBC辞退とそこに至るまで二転三転した経緯から、松井への批判が強まり激しいバッシングも受けた。米国の全国紙USAトゥデイは、紙上で「WBCでイチローは勝利し、松井は“ルーザー（負け犬）”になってしまったようだ」と評した。このことを振り返って、松井の広報を担当する広岡勲は、後に自らの広報戦略の失敗を認めている。
また、同年4月14日付け『フライデー』誌上のインタビューでは、辞退の理由を「この時期にベストパフォーマンスを見せられる自信がない」とした上で、次回大会以降も開催時期が変わらないようであれば出場は難しいとの見解を明らかにした。
2006年の年末には、テレビ東京系列『日経スペシャル カンブリア宮殿』内の企画でサッカー元日本代表の三浦知良と対談した際、WBC辞退について、「サッカーに比べると野球はまだナショナリズムが弱いスポーツ。それが強くなっていった時、チャンスがあればやりたいし、国の誇りを感じられるんじゃないかと思う」と話した。
3年後の2009年シーズン開幕前には、『Number』誌上のインタビューにおいて「あのときはあのときの事情があったから。決して後悔はしていません。」と語っている。

#### 第2回大会
2008年シーズン中盤から予定されていた左膝の手術を9月22日まで引き伸ばした時点で、WBC出場の可能性は無くなったとされた。だがオフには一転して出場が取りざたされ、前回大会直後は第2回大会への出場にも消極的であった松井本人も意欲を見せたと報じられた。しかし、ヤンキースは手術明けの松井に対して出場許可を出さない方針を打ち出し、手術した左膝の回復を優先させるためとして11月末には辞退の意向を明らかにした。辞退の際には監督の原辰徳に直接電話をかけ、「申し訳ない気持ちで一杯」であったという。それでもなお、原は暫定ロースター登録締め切りまで松井の参加を待ち続けたが、膝の回復が間に合わなかったとの理由で、翌年1月16日になって正式に招集を断念した。
専属広報の広岡勲によると、松井が出場を希望したのは、大型契約を結んだばかりでヤンキースでじっくりキャンプを過ごしたかった前回とは違い、今回は年齢的に日本代表として戦える最後のチャンスという意識が強かったためだという。また、今回は膝の手術と所属チームの反対という理由が存在し、広岡が国内の空気や流れを読んでタイミングを図って辞退を発表したため、前回のようなバッシングは起こらなかった。日本の二連覇が決まると、松井は「日本の野球が、それだけ世界に通用するということだと思う」とのコメントを発表した。
『Number』誌上のインタビューでは、身体の状態が万全でなかったことが辞退の直接の理由となったことを改めて明言。さらに、4年後の第3回大会には、年齢的な理由から出場の可能性が低いことを認め、「それは仕方ない。（日本代表には）縁がなかったということでね。」と語っている。

#### 第3回大会
日本代表の監督に就任した山本浩二が2012年10月10日の就任会見でメジャーリーガーの代表入りについて問われた際、「ダル、イチロー、青木、黒田…。そういう選手が軸になるわけやから。松井もブランクはあるけど、練習はやっていると聞いている。大リーグ経験者には当然出てほしい。松井の動向は気にしている？　そうだね。松井もイチローも、それだけの実績を残している選手は、力強いものを持っている」と述べていた。しかしレイズを戦力外となって以来、長らく実戦から離れていることがネックとなり、11月6日に招集見送りが決まった。結局、松井は一度も日本代表のユニフォームを着ることはなかった。

### その他
かつて中央競馬に「ヨバンマツイ」なる競走馬が在籍していた。2006年10月1日に中京競馬場で行われたレースで安藤勝己騎乗で中央競馬での初勝利を挙げ、その時の馬番は4番だった。
学生時代、松山ホステス殺害事件の犯人で整形手術をして逃亡中だった福田和子が石川県根上町の和菓子屋の内縁の座にいた際、松井は客としてよく菓子を買いに来て福田と会っていたエピソードがある。福田逮捕後のインタビューでは「とても綺麗で優しいおばさんという印象だった」と語っている。

## 詳細情報

### 年度別打撃成績
| 年 度     | 球 団     | 試 合 | 打 席 | 打 数 | 得 点 | 安 打 | 二 塁 打 | 三 塁 打 | 本 塁 打 | 塁 打 | 打 点 | 盗 塁 | 盗 塁 死 | 犠 打 | 犠 飛 | 四 球 | 敬 遠 | 死 球 | 三 振 | 併 殺 打 | 打 率 | 出 塁 率 | 長 打 率 | O P S |
| --------- | --------- | ----- | ----- | ----- | ----- | ----- | -------- | -------- | -------- | ----- | ----- | ----- | -------- | ----- | ----- | ----- | ----- | ----- | ----- | -------- | ----- | -------- | -------- | ----- |
| 1993      | 巨人      | 57    | 203   | 184   | 27    | 41    | 9        | 0        | 11       | 83    | 27    | 1     | 0        | 0     | 0     | 17    | 0     | 2     | 50    | 1        | .223  | .296     | .451     | .747  |
| 1994      | 巨人      | 130   | 569   | 503   | 70    | 148   | 23       | 4        | 20       | 239   | 66    | 6     | 3        | 1     | 4     | 57    | 1     | 4     | 101   | 12       | .294  | .368     | .475     | .843  |
| 1995      | 巨人      | 131   | 569   | 501   | 76    | 142   | 31       | 1        | 22       | 241   | 80    | 9     | 7        | 2     | 2     | 62    | 1     | 2     | 93    | 12       | .283  | .363     | .481     | .845  |
| 1996      | 巨人      | 130   | 569   | 487   | 97    | 153   | 34       | 1        | 38       | 303   | 99    | 7     | 2        | 0     | 7     | 71    | 1     | 4     | 98    | 5        | .314  | .401     | .622     | 1.023 |
| 1997      | 巨人      | 135   | 596   | 484   | 93    | 144   | 18       | 0        | 37       | 273   | 103   | 9     | 3        | 0     | 6     | 100   | 10    | 6     | 84    | 5        | .298  | .419     | .564     | .984  |
| 1998      | 巨人      | 135   | 603   | 487   | 103   | 142   | 24       | 3        | 34       | 274   | 100   | 3     | 5        | 0     | 4     | 104   | 2     | 8     | 101   | 7        | .292  | .421     | .563     | .984  |
| 1999      | 巨人      | 135   | 573   | 471   | 100   | 143   | 24       | 2        | 42       | 297   | 95    | 0     | 4        | 0     | 6     | 93    | 3     | 2     | 99    | 3        | .304  | .416     | .631     | 1.047 |
| 2000      | 巨人      | 135   | 590   | 474   | 116   | 150   | 32       | 1        | 42       | 310   | 108   | 5     | 2        | 0     | 7     | 106   | 5     | 2     | 108   | 1        | .316  | .438     | .654     | 1.092 |
| 2001      | 巨人      | 140   | 611   | 481   | 107   | 160   | 23       | 3        | 36       | 297   | 104   | 3     | 3        | 0     | 7     | 120   | 6     | 3     | 96    | 9        | .333  | .463     | .617     | 1.081 |
| 2002      | 巨人      | 140   | 623   | 500   | 112   | 167   | 27       | 1        | 50       | 346   | 107   | 3     | 4        | 0     | 3     | 114   | 17    | 6     | 104   | 4        | .334  | .461     | .692     | 1.153 |
| 2003      | NYY       | 163   | 695   | 623   | 82    | 179   | 42       | 1        | 16       | 271   | 106   | 2     | 2        | 0     | 6     | 63    | 5     | 3     | 86    | 25       | .287  | .353     | .435     | .788  |
| 2004      | NYY       | 162   | 680   | 584   | 109   | 174   | 34       | 2        | 31       | 305   | 108   | 3     | 0        | 0     | 5     | 88    | 2     | 3     | 103   | 11       | .298  | .390     | .522     | .912  |
| 2005      | NYY       | 162   | 703   | 629   | 108   | 192   | 45       | 3        | 23       | 312   | 116   | 2     | 2        | 0     | 8     | 63    | 7     | 3     | 78    | 16       | .305  | .367     | .496     | .863  |
| 2006      | NYY       | 51    | 201   | 172   | 32    | 52    | 9        | 0        | 8        | 85    | 29    | 1     | 0        | 0     | 2     | 27    | 2     | 0     | 23    | 6        | .302  | .393     | .494     | .887  |
| 2007      | NYY       | 143   | 633   | 547   | 100   | 156   | 28       | 4        | 25       | 267   | 103   | 4     | 2        | 0     | 10    | 73    | 2     | 3     | 73    | 9        | .285  | .367     | .488     | .855  |
| 2008      | NYY       | 93    | 378   | 337   | 43    | 99    | 17       | 0        | 9        | 143   | 45    | 0     | 0        | 0     | 0     | 38    | 6     | 3     | 47    | 10       | .294  | .370     | .424     | .795  |
| 2009      | NYY       | 142   | 526   | 456   | 62    | 125   | 21       | 1        | 28       | 232   | 90    | 0     | 1        | 0     | 2     | 64    | 1     | 4     | 75    | 4        | .274  | .367     | .509     | .876  |
| 2010      | LAA       | 145   | 554   | 482   | 55    | 132   | 24       | 1        | 21       | 221   | 84    | 0     | 1        | 0     | 4     | 67    | 6     | 1     | 98    | 10       | .274  | .361     | .459     | .820  |
| 2011      | OAK       | 141   | 583   | 517   | 58    | 130   | 28       | 0        | 12       | 194   | 72    | 1     | 1        | 0     | 9     | 56    | 3     | 1     | 84    | 10       | .251  | .321     | .375     | .696  |
| 2012      | TB        | 34    | 103   | 95    | 7     | 14    | 1        | 0        | 2        | 21    | 7     | 0     | 0        | 0     | 0     | 8     | 1     | 0     | 22    | 5        | .147  | .214     | .221     | .435  |
| NPB：10年 | NPB：10年 | 1268  | 5506  | 4572  | 901   | 1390  | 245      | 16       | 332      | 2663  | 889   | 46    | 33       | 3     | 46    | 844   | 46    | 39    | 934   | 59       | .304  | .413     | .582     | .996  |
| MLB：10年 | MLB：10年 | 1236  | 5056  | 4442  | 656   | 1253  | 249      | 12       | 175      | 2051  | 760   | 13    | 9        | 0     | 46    | 547   | 35    | 21    | 689   | 106      | .282  | .360     | .462     | .822  |

- 各年度の太字はリーグ最高

### 年度別打撃成績所属リーグ内順位
| 年 度 | 年 齢 | 機 構 | リ ｜ グ   | 打 率 | 本 塁 打 | 打 点 | 盗 塁 | 安 打 | 出 塁 率 |
| ----- | ----- | ----- | ---------- | ----- | -------- | ----- | ----- | ----- | -------- |
| 1993  | 19    | NPB   | セ・リーグ | -     | -        | -     | -     | -     | -        |
| 1994  | 20    | NPB   | セ・リーグ | -     | 9位      | -     | -     | 6位   | -        |
| 1995  | 21    | NPB   | セ・リーグ | -     | 5位      | 4位   | 10位  | 6位   | -        |
| 1996  | 22    | NPB   | セ・リーグ | 7位   | 2位      | 4位   | -     | 6位   | 7位      |
| 1997  | 23    | NPB   | セ・リーグ | -     | 2位      | 2位   | -     | 10位  | 2位      |
| 1998  | 24    | NPB   | セ・リーグ | -     | 1位      | 1位   | -     | 8位   | 1位      |
| 1999  | 25    | NPB   | セ・リーグ | 9位   | 2位      | 5位   | -     | -     | 3位      |
| 2000  | 26    | NPB   | セ・リーグ | 3位   | 1位      | 1位   | -     | 9位   | 1位      |
| 2001  | 27    | NPB   | セ・リーグ | 1位   | 2位      | 3位   | -     | 5位   | 2位      |
| 2002  | 28    | NPB   | セ・リーグ | 2位   | 1位      | 1位   | -     | 3位   | 1位      |
| 2003  | 29    | MLB   | ア・リーグ | -     | -        | 10位  | -     | -     | -        |
| 2004  | 30    | MLB   | ア・リーグ | -     | -        | 10位  | -     | -     | 10位     |
| 2005  | 31    | MLB   | ア・リーグ | 7位   | -        | 8位   | -     | 9位   | -        |
| 2006  | 32    | MLB   | ア・リーグ | -     | -        | -     | -     | -     | -        |
| 2007  | 33    | MLB   | ア・リーグ | -     | -        | -     | -     | -     | -        |
| 2008  | 34    | MLB   | ア・リーグ | -     | -        | -     | -     | -     | -        |
| 2009  | 35    | MLB   | ア・リーグ | -     | -        | -     | -     | -     | -        |
| 2010  | 36    | MLB   | ア・リーグ | -     | -        | -     | -     | -     | -        |
| 2011  | 37    | MLB   | ア・リーグ | -     | -        | -     | -     | -     | -        |
| 2012  | 38    | MLB   | ア・リーグ | -     | -        | -     | -     | -     | -        |

- - は10位未満（打率、出塁率は規定打席未到達の場合も-と表記）
- 太字年度は規定打席到達年度、年度背景色金色は最優秀選手賞（MVP）受賞年度
- NPBに於ける打撃タイトルは、首位打者、最多本塁打、最多打点、最多盗塁、最多安打、最高出塁率
- MLBに於ける打撃タイトルは、首位打者、最多本塁打、最多打点、最多盗塁

### MLBポストシーズン打撃成績
| 年 度     | 球 団     | 試 合 | 打 席 | 打 数 | 得 点 | 安 打 | 二 塁 打 | 三 塁 打 | 本 塁 打 | 塁 打 | 打 点 | 盗 塁 | 盗 塁 死 | 犠 打 | 犠 飛 | 四 球 | 敬 遠 | 死 球 | 三 振 | 併 殺 打 | 打 率 | 出 塁 率 | 長 打 率 | O P S |
| --------- | --------- | ----- | ----- | ----- | ----- | ----- | -------- | -------- | -------- | ----- | ----- | ----- | -------- | ----- | ----- | ----- | ----- | ----- | ----- | -------- | ----- | -------- | -------- | ----- |
| 2003      | NYY       | 17    | 72    | 64    | 6     | 18    | 4        | 0        | 2        | 28    | 11    | 0     | 0        | 0     | 1     | 6     | 0     | 0     | 8     | 2        | .291  | .347     | .438     | .785  |
| 2004      | NYY       | 11    | 57    | 51    | 12    | 21    | 7        | 1        | 3        | 39    | 13    | 0     | 0        | 0     | 1     | 5     | 1     | 0     | 8     | 0        | .412  | .456     | .765     | 1.221 |
| 2005      | NYY       | 5     | 22    | 20    | 4     | 4     | 1        | 0        | 1        | 8     | 1     | 0     | 0        | 0     | 0     | 2     | 0     | 0     | 3     | 2        | .200  | .273     | .400     | .673  |
| 2006      | NYY       | 4     | 16    | 16    | 1     | 4     | 1        | 0        | 0        | 6     | 1     | 0     | 0        | 0     | 0     | 0     | 0     | 0     | 2     | 0        | .250  | .250     | .313     | .563  |
| 2007      | NYY       | 4     | 16    | 11    | 1     | 2     | 0        | 0        | 0        | 2     | 0     | 0     | 0        | 0     | 0     | 5     | 1     | 0     | 2     | 0        | .182  | .438     | .182     | .619  |
| 2009      | NYY       | 15    | 52    | 43    | 5     | 15    | 2        | 0        | 4        | 23    | 13    | 0     | 0        | 0     | 0     | 9     | 0     | 0     | 10    | 8        | .349  | .462     | .674     | 1.136 |
| 出場：6回 | 出場：6回 | 56    | 235   | 205   | 32    | 64    | 15       | 1        | 10       | 111   | 39    | 0     | 0        | 0     | 2     | 27    | 2     | 1     | 33    | 12       | .312  | .391     | .541     | .933  |

- 太字年度はワールドシリーズMVP受賞年度

### 年度別守備成績
巨人時代
| 年 度 | 球 団 | 外野  | 外野  | 外野  | 外野  | 外野  | 外野     |
| 年 度 | 球 団 | 試 合 | 刺 殺 | 補 殺 | 失 策 | 併 殺 | 守 備 率 |
| ----- | ----- | ----- | ----- | ----- | ----- | ----- | -------- |
| 1993  | 巨人  | 48    | 68    | 1     | 1     | 0     | .986     |
| 1994  | 巨人  | 130   | 238   | 6     | 5     | 1     | .980     |
| 1995  | 巨人  | 131   | 260   | 10    | 3     | 2     | .989     |
| 1996  | 巨人  | 130   | 215   | 10    | 6     | 2     | .974     |
| 1997  | 巨人  | 135   | 287   | 10    | 7     | 4     | .977     |
| 1998  | 巨人  | 135   | 277   | 12    | 4     | 1     | .986     |
| 1999  | 巨人  | 134   | 240   | 3     | 1     | 1     | .996     |
| 2000  | 巨人  | 135   | 278   | 7     | 2     | 1     | .993     |
| 2001  | 巨人  | 140   | 278   | 4     | 6     | 2     | .979     |
| 2002  | 巨人  | 140   | 262   | 5     | 2     | 0     | .993     |
| 通算  | 通算  | 1258  | 2403  | 68    | 37    | 14    | .985     |

- 太字年はゴールデングラブ賞の受賞

MLB時代
| 年 度 | 球 団 | 左翼手（LF） | 左翼手（LF） | 左翼手（LF） | 左翼手（LF） | 左翼手（LF） | 左翼手（LF） | 中堅手（CF） | 中堅手（CF） | 中堅手（CF） | 中堅手（CF） | 中堅手（CF） | 中堅手（CF） | 右翼手（RF） | 右翼手（RF） | 右翼手（RF） | 右翼手（RF） | 右翼手（RF） | 右翼手（RF） |
| 年 度 | 球 団 | 試 合        | 刺 殺        | 補 殺        | 失 策        | 併 殺        | 守 備 率     | 試 合        | 刺 殺        | 補 殺        | 失 策        | 併 殺        | 守 備 率     | 試 合        | 刺 殺        | 補 殺        | 失 策        | 併 殺        | 守 備 率     |
| ----- | ----- | ------------ | ------------ | ------------ | ------------ | ------------ | ------------ | ------------ | ------------ | ------------ | ------------ | ------------ | ------------ | ------------ | ------------ | ------------ | ------------ | ------------ | ------------ |
| 2003  | NYY   | 118          | 210          | 11           | 7            | 3            | .969         | 46           | 110          | 2            | 1            | 1            | .991         | -            | -            | -            | -            | -            | -            |
| 2004  | NYY   | 160          | 303          | 8            | 7            | 2            | .978         | 3            | 2            | 4            | 0            | 0            | 1.000        | -            | -            | -            | -            | -            | -            |
| 2005  | NYY   | 115          | 219          | 7            | 3            | 1            | .987         | 28           | 54           | 0            | 0            | 0            | 1.000        | 4            | 6            | 0            | 0            | 0            | 1.000        |
| 2006  | NYY   | 36           | 82           | 1            | 1            | 1            | .988         | -            | -            | -            | -            | -            | -            | -            | -            | -            | -            | -            | -            |
| 2007  | NYY   | 112          | 213          | 6            | 3            | ９           | .986         | -            | -            | -            | -            | -            | -            | -            | -            | -            | -            | -            | -            |
| 2008  | NYY   | 21           | 40           | 2            | 1            | 1            | .977         | -            | -            | -            | -            | -            | -            | 3            | 2            | 0            | 0            | 0            | 1.000        |
| 2010  | LAA   | 18           | 16           | 1            | 0            | 0            | 1.000        | -            | -            | -            | -            | -            | -            | -            | -            | -            | -            | -            | -            |
| 2011  | OAK   | 27           | 53           | 3            | 1            | 2            | .982         | -            | -            | -            | -            | -            | -            | -            | -            | -            | -            | -            | -            |
| 2012  | TB    | 9            | 6            | 0            | 0            | 0            | 1.000        | -            | -            | -            | -            | -            | -            | 6            | 8            | 0            | 0            | 0            | 1.000        |
| 通算  | 通算  | 616          | 1142         | 39           | 23           | 10           | .981         | 77           | 168          | 2            | 1            | 1            | .994         | 13           | 16           | 0            | 0            | 0            | 1.000        |

- 各年度の太字はリーグ最高

### タイトル
NPB
- 首位打者：1回（2001年） ※史上3人目のフルイニング出場での獲得
- 本塁打王：3回（1998年、2000年、2002年）
- 打点王：3回（1998年、2000年、2002年）
- 最高出塁率：3回（1998年、2000年、2002年）

### 表彰
NPB
- 最優秀選手：3回（1996年、2000年、2002年）
- ベストナイン：8回（1995年 - 2002年） ※外野手部門を8年連続は歴代2位タイ（他に山本浩二、秋山幸二）で、山本と並ぶセ・リーグ最長
- ゴールデングラブ賞：3回（2000年 - 2002年）
- 野球殿堂競技者表彰（2018年）
- 正力松太郎賞：1回（2000年）※選手として表彰
- 月間MVP：7回（1994年4月、1996年7月・8月、1998年5月、2001年9月、2002年7月・8月）
- 最優秀JCB・MEP賞：5回（1994年、1996年、1997年、2000年、2002年）
- 優秀JCB・MEP賞：1回（1998年）
- JA全農Go・Go賞（強肩賞）：1回（1998年9月）
- IBMプレイヤー・オブ・ザ・イヤー賞：4回（1996年 - 1998年、2000年）
- ゴールデンスピリット賞：1回（1999年）
- オールスターゲームMVP：3回（1995年 第2戦、1998年 第2戦、1999年 第1戦）
- 出身地別東西対抗戦優秀選手：2回（1999年、2001年）
- 日本シリーズMVP：1回（2000年）
- 東京ドームMVP：3回（1996年、1997年、2002年）
- ヤナセ・ジャイアンツMVP賞：4回（1996年、1998年、2000年、2001年）
- センチュリーベストナイン（外野手）[486]

MLB
- ワールドシリーズMVP：1回（2009年）
- 月間MVP：1回（2007年7月）
- 週間MVP：4回（2003年6月、2004年5月、2005年6月、2011年7月）
- 月間新人MVP：1回（2003年6月）
- インターリーグ首位打者：1回（2003年）
- クラッチ・パフォーマー賞：1回（2009年8月）
- Baseball Digest ルーキーオールスターチーム（2003年）[487]

その他表彰
- グッドガイ賞：1回（2003年）※全米野球記者協会（BBWAA）のニューヨーク支部が取材対象である選手の人柄を評価する賞[488]
- 日本プロスポーツ大賞・内閣総理大臣杯
  - 大賞：2回（2000年、2003年）
  - 殊勲賞：1回（2002年）
- 報知プロスポーツ大賞：3回（1996年、2000年、2002年）
- 毎日スポーツ人賞：3回（2002年、2003年、2009年）※2002年はファン賞、2003年は国際賞、2009年は特別賞での受賞
- 新語・流行語大賞 特別賞（2003年、「Godzilla」）
- ナンバーMVP賞（2003年）
- 在ニューヨーク日本総領事館在外公館長表彰[489]（2009年）
- ビートたけしのエンターテインメント賞
  - 50周年特別賞（2009年）
  - 特別賞（2012年）
- ビッグスポーツ賞特別功労賞（2013年）
- 根上町民栄誉賞（1998年）
- 能美市市民栄誉賞（2014年）※受賞者第1号
- 石川県県民栄誉賞（2000年）※受賞者第1号
- 国民栄誉賞（2013年）
- プライド・オブ・ザ・ヤンキース（2016年）※ヤンキースがチームに貢献したOBの功績を称える賞

### 記録
NPB記録
- 通算本塁打：332（1993年 - 2002年） ※実働10年間、歴代34位
- 年間最高出塁率：.463（2001年） ※読売ジャイアンツ球団記録
- 年間最多塁打：346（2002年） ※読売ジャイアンツ球団記録
- フルイニング連続試合出場：574（1995年5月30日 - 1999年7月22日） ※読売ジャイアンツ球団記録
- 7年連続シーズン30本塁打以上（1996年 - 2002年） ※歴代4位タイ
- 5年連続シーズン100得点以上（1998年 - 2002年） ※日本プロ野球記録
- 5試合連続本塁打（1999年6月5日 - 6月10日）
- 65試合連続出塁（2001年5月5日 - 8月3日） ※セ・リーグ記録。
- 1250試合連続出場（1993年8月22日 - 2002年10月11日） ※歴代3位。読売ジャイアンツ球団記録
- 通算出塁率：.413（1993年 - 2002年） ※歴代3位（4000打数以上）
- 通算長打率：.582（1993年 - 2002年） ※歴代3位（4000打数以上）
- 通算四球数：844（1993年 - 2002年） ※実働10年間にも関わらず歴代31位
- リーグ外野手レンジファクター（RF/G）1位：1回（2000年：2.11）[490]
- オールスターゲーム出場：9回（1994年、1995年、1996年、1997年、1998年、1999年、2000年、2001年、2002年）
- オールスターゲーム3試合連続本塁打（2001年） ※史上初。中村紀洋と同時に達成。
- 4試合での日本シリーズ5四球（2002年） ※山内和弘と並んでシリーズタイ記録
- レギュラーシーズン、日本シリーズ、オールスターゲームでMVP選出 ※川上哲治、大下弘、福本豊、トーマス・オマリー、古田敦也に次いで史上6人目（後に内川聖一、阿部慎之助が達成）
- リーグ最多得点：3年連続5回 ※ともに王貞治に次ぐセ・リーグ歴代2位

MLB記録
- シーズン新人最多出場：163（2003年）
- デビューからの最多連続試合出場：518試合（2003年3月31日 - 2006年5月10日）
- ワールドシリーズ1試合最多打点：6（2009年第6戦） ※タイ記録
- リーグチャンピオンシップシリーズ最多安打：14（2004年） ※タイ記録
- リーグチャンピオンシップシリーズ最多二塁打：6（2004年）
- リーグチャンピオンシップシリーズ最多塁打：28（2004年） ※タイ記録
- リーグチャンピオンシップシリーズ1試合最多安打：5（2004年第3戦） ※タイ記録
- リーグチャンピオンシップシリーズ1試合最多得点：5（2004年第3戦） ※タイ記録
- MLBオールスターゲーム選出：2回（2003年、2004年）

NPB/MLB通算記録
※歴代記録はMLBの記録を含めているため参考記録。（順位は2023年現在）
- 通算出場試合数：2504 ※日本人13位[注釈 15]
- 通算打席数：10562 ※日本人6位[注釈 16]
- 通算打数：9014 ※日本人7位[注釈 17]
- 通算得点数：1557 ※日本人4位[注釈 18]
- 通算安打数：2643 ※日本人7位[注釈 19]
- 通算二塁打数：494 ※日本人4位[注釈 20]
- 通算本塁打数：507 ※日本人7位
  - 通算満塁本塁打数：12 ※日本人9位タイ
  - 通算サヨナラ本塁打数：8 ※日本人4位タイ
- 通算長打数：1029 ※日本人3位
- 通算塁打数：4714 ※日本人5位[注釈 21]
- 通算打点数：1649 ※日本人5位
- 通算犠飛数：92 ※日本人5位
- 通算四球数：1391 ※日本人3位
- 通算出塁数：4094 ※日本人5位[注釈 21]
- 通算三振数：1623 ※日本人12位タイ[注釈 22]
- NPB/MLB通算1768試合連続出場（1993年8月22日 - 2006年5月11日） ※これを超える記録はNPBで衣笠祥雄、鳥谷敬、MLBでカル・リプケン・ジュニア、ルー・ゲーリッグのみ
- NPB/MLB通算2000安打（2007年5月6日）
- NPB/MLB通算2500安打（2011年4月4日）

NPB初記録
- 初出場・初先発出場：1993年5月1日、対ヤクルトスワローズ2回戦（東京ドーム）、7番・左翼手で先発出場
- 初打席：同上、2回裏に西村龍次から二ゴロ
- 初安打・初打点：同上、5回裏に西村龍次から右翼フェンス直撃適時二塁打
- 初本塁打：1993年5月2日、対ヤクルトスワローズ2回戦（東京ドーム）、9回裏に高津臣吾から右越2ラン

NPB節目の記録
- 100本塁打：1997年4月27日、対広島東洋カープ6回戦（東京ドーム）、5回裏に山﨑健から右越同点2ラン ※史上188人目
- 150本塁打：1998年7月28日、対ヤクルトスワローズ21回戦（明治神宮野球場）、8回表に川崎憲次郎から右越ソロ ※史上107人目
- 200本塁打：1999年9月21日、対阪神タイガース25回戦（東京ドーム）、3回裏に舩木聖士から右越2ラン ※史上71人目（841試合での達成は歴代11位）
- 1000安打：2000年7月12日、対広島東洋カープ16回戦（札幌市円山球場）、4回裏に澤崎俊和から右翼線へエンタイトル二塁打 ※史上202人目
- 1000試合出場：2001年4月12日、対中日ドラゴンズ2回戦（ナゴヤドーム）、4番・中堅手で先発出場 ※史上366人目
- 250本塁打：同上、5回表にメルビン・バンチから右越同点ソロ ※史上41人目
- 300本塁打：2002年7月9日、対広島東洋カープ15回戦（広島市民球場）、9回表に黒田博樹から右中間へソロ ※史上27人目

### 背番号
- 55（1993年 - 2011年）
- 35（2012年）

## 関連情報

### 著書

#### 単著
- 『ゴジラの青春』（学習研究社、1994年、ISBN 978-4054003934）
- 『語る：大リーグ1年目の真実』（朝日新聞社、2003年12月、ISBN 4022578904）
  - 『大リーグの真実』（『語る：大リーグ1年目の真実』の改題、朝日文庫、2005年4月、ISBN 4022614641）
- 『僕のメジャー日記』（文藝春秋、2004年3月、ISBN 416365710X）
- 『不動心』（新潮新書、2007年、ISBN 978-4106102011）

2007年12月時点で、売り上げは33万部を超えた。「不動心」というタイトルについて松井は、2006年の怪我の療養中に長嶋茂雄に会った際、2つあった候補の中から「不動心」を選んでもらったという。その時に長嶋は、特に何も語らず「これ」と一言述べただけですぐに決められたという。
- 『告白』（PHP研究所、2007年、ISBN 978-4569696607）
  - 『壁を打ち破る100%思考法』（『告白』の改題、PHP文庫、2011年4月、ISBN 9784569676463）
- 『信念を貫く』（新潮新書、2010年、ISBN 978-4106103551）
- 『エキストラ・イニングス――僕の野球論』（文藝春秋、2015年、ISBN 978-4163942087）

#### 共著
- （松井昌雄）『翔ぶ：今日より明日』（実業之日本社、2004年7月、ISBN 4408017256）
- （ビートたけし）『野球小僧：少年たけしと少年マツイ』（ぴあ、2004年9月、ISBN 483560959X）
- （松井昌雄）『父から学んだこと、息子に教えられたこと』（実業之日本社、2007年7月、ISBN 9784408008172）

### 連載
- 松井秀喜 エキストライニングズ（中日新聞/西日本新聞/スポーツニッポン他、2013年3月 - 2014年11月）※隔週木曜掲載

### 関連書籍
- 『巨人軍の救世主55松井秀喜』（松井秀喜を愛する担当記者グループ 編、ラインブックス、1993年4月、ISBN 4847011740）
  - 『松井秀喜王者の伝説』（2000年9月、ISBN 4898090621）
- 『松井秀喜：星とバットと』（松下茂典著、東京書籍、1994年）
- 『松井秀喜物語：少年時代から今日までの、すべてを明かす』（広岡勲文、学習研究社（学研のノンフィクション）、1998年6月、ISBN 4052009908）
- 『松井秀喜：ゴジラパワーの秘密』（広岡勲著、講談社（火の鳥人物文庫）、2002年3月、ISBN 4062712067）
- 『松井秀喜物語：愛猫ナナとたどったホームラン・ロード』（高橋功一郎漫画、市田実プロット、てんとう虫コミックススペシャル、2002年11月、ISBN 4091497527）
- 『ひでさん：松井秀喜運命の糸をたどって』（赤城ひろ子著、光文社、2002年12月、ISBN 4334973698／講談社文庫、ISBN 9784062762663）
- 『心が変われば：山下智茂・松井秀喜を創った男』（松下茂典著、朝日新聞社、2003年9月、ISBN 402257853X）
- 『松井秀喜僕には夢がある』（広岡勲著、学習研究社、2004年3月、ISBN 4054020038）
- 『松井秀喜：メジャーにかがやく55番』（2004年4月刊）
- 『松井秀喜メジャー物語：ゴジラ・松井は世界の頂点を目指す!』（2005年4月刊）
- 『松井秀喜：大リーグの真実』（2005年4月刊）
- 『松井秀喜：日本を飛び出しメジャー・リーグで大活躍する野球選手』（2005年7月刊）
- 『ヒデキマツイ』（朝田武蔵著、日本経済新聞社、2005年12月、ISBN 4532165520）
- 『松井秀喜55の言葉』（松下茂典著、東京書籍、2006年6月、ISBN 448779921X）
- 『松井秀喜バイオグラフィ』（広岡勲著、ディック・ベルチャー訳、オフィスルリ監修、IBCパブリッシング (やさしい英語を聴いて読むIBCオーディオブックス)、2008年7月、ISBN 9784896848144）
- 『巨人軍5000勝の記憶』（読売新聞社、ベースボール・マガジン社、2007年） p. 78 他多数 ISBN 9784583100296
- 『松井秀喜に学ぶ壁をブチ破る「心の持ち方」』（児玉光雄著、東邦出版、2008年3月、ISBN 9784809406904）
- 『七割の憂鬱：松井秀喜とは何か』（村松友視著、小学館、2009年3月、ISBN 9784093878500）
- 『イチローvs松井秀喜：相容れぬ2人の生き様』（古内義明著、小学館101新書、2010年4月、ISBN 4098250780）
- 『松井秀喜困難を乗り越える言葉』（「松井秀喜困難を乗り越える言葉」編纂委員会編、ぴあ、2010年7月、ISBN 9784835617657）
- 『松井秀喜あきらめない心：夢の頂点へ』（広岡勲著、学研教育出版、2010年7月、ISBN 9784052032691）
- 『松井秀喜：夢への扉を開け!』（ベースボールマガジン社編、ベースボール・マガジン社（スポーツスーパースター伝 1）、2010年8月、ISBN 9784583102665）
- 『松井秀喜試練を力に変えて：5打席連続敬遠20年目の真実』（ベースボール・マガジン社、2012年7月、ISBN 9784583104867）
- 『ありがとう松井秀喜：全試合、全507ホームランDATA完全収録』（北國新聞社（『月刊北國アクタス』臨時増刊））、2013年1月、ISBN 9784833019187）
- 『松井秀喜の言葉』（鷲田康著、廣済堂出版、2013年3月、ISBN 9784331517130）
- 『松井秀喜の言葉力』（週刊ベースボール編、ベースボール・マガジン社、2013年3月、ISBN 9784583105444）
- 『逆風に立つ：松井秀喜の美しい生き方』（伊集院静著、角川書店（角川グループパブリッシング）、2013年3月、ISBN 9784041104477）
- 『松井秀喜：献身力：逆境を力に変えて』（古内義明著、大和書房、2013年4月、ISBN 9784479793809）
- 『MLBに挑んだ7人のサムライ：イチロー/松井秀喜/黒田博樹/ダルビッシュ有/上原浩治/田沢純一/松坂大輔』（杉浦大介著、楓書店、2014年4月、ISBN 9784861138225）

他多数。

### 関連映像
- 『ホームラン神話』（VHS、1996年11月21日）
- 『松井秀喜2000 〜最強の4番打者〜』（VHS、2000年11月5日）
- 『GLORIOUS 松井秀喜〜10years of homerun memories〜』（CD、2002年12月4日）
- 『松井秀喜 完全版 〜夢と感動をありがとう』（DVD、2002年12月11日）
- 『ライジング・サンズ 2』（DVD、2003年12月17日）

### 関連楽曲
- 「はばたけメジャーリーガー」[492]
  - プロデュース：石坂まさを、作詞：平博、作曲：さいとう聖子、歌：たけし&りよ。2003年発売。
- 「翔け世界の頂点へ〜松井秀喜応援歌〜」（父2）（CD、2006年9月27日）
- 公式応援歌「栄光（ひかり）の道」（CD、2007年3月1日）

### 出演

#### ドキュメンタリー
- BSジャパン開局15周年特別企画 松井秀喜カリブを行く（BSジャパン、2015年1月3日）[493]
- 独占!長嶋茂雄の真実〜父と娘の40年物語〜（TBS、2015年1月3日）
- 池上彰×松井秀喜 in キューバ（テレビ東京系、2020年5月6日）

#### テレビ番組
- カンブリア宮殿 「ヒーローは走り続ける」（テレビ東京、2007年1月8日）- ニューヨーク・ヤンキース在籍時に出演[494]

#### 映画
- 『ゴジラ×メカゴジラ』（2002年） - 本人役で出演[1]。

#### 配信映画
- Shohei Ohtani - Beyond the Dream（Disney+・ESPN+、2023年配信）[495][496] - 大谷翔平のドキュメンタリー。日本語版ナレーションも担当[497]。

#### ラジオ
番組はすべてニッポン放送で放送している。
- 松井秀喜 ワールドチャンピオンへの道
- 独占大リーグ情報・GO!GO!松井秀喜（本人のプレーのみを紹介）
- コマツ・メジャーショウアップ（本人がタイトルコール及び提供読みをしている）

#### CM
- ソニー・コンピュータエンタテインメント 『MLB 2003』（2003年）
- 日本航空（2003年） - 国内線機材のボーイング747-400とエアバスA300にスペシャルマーキング「松井ジェット」として写真が使われた。
- 2006 FIFAワールドカップ日本代表応援CM（2006年）
- アサヒビール「アサヒスーパードライ」
- 雪印乳業→ロッテスノー「WAVE」「シェ・ミルク」「トルコ風アイス」
- NTTDoCoMo北陸
- 富士通「オアシス・LX-S5000」
- 大塚製薬「オロナミンC ロイヤルポリス」
- 花王「ヘルシアコーヒー」（2014年）
- カゴメ「野菜生活100」
- IDOM「ガリバー」
- キャリアデザインセンター「Type」
- キッコーマン「赤だれ」「黒だれ」
- キリンビバレッジ「FIRE」
- コマツ - 地元の石川県発祥及び父・昌雄が以前勤めていたという縁からCMキャラクターに。ヤンキースタジアムで放ったメジャー第1号本塁打がコマツの看板近くに球が飛んだため、広告効果が倍増した。
- サントリー「マグナムドライ」
- 東芝「Qosmio」「REGZA」「VARDIA」
- 久光製薬「エアーサロンパスEX」
- ミサワホーム 「SMART STYLE」 - 兄・利喜がミサワに勤務していることから出演。吹石一恵と共演もあり。
- ミズノ
- 明治安田生命「ライフアカウントL.A.ダブル」
- 吉野家
- 日本野球機構・日本ソフトボール協会・日本野球連盟（2015年）
- バイク王&カンパニー「バイク王」（2015年）[498]
- テンピュール・シーリー・ジャパン（2018年 - ）

### 漫画
- 『ドカベン プロ野球編』 オールスター戦、日本シリーズでも登場。
- 『かっとばせ!キヨハラくん』 主要選手の一人。
- 『ゴーゴー!ゴジラッ!!マツイくん』 主人公。
- 『マツイ日記は知っている!』 主人公。
- 『実録スポーツヒーロー列伝 松井秀喜物語』 1999年のマガジンで掲載された、松井の半生を描いた前後編の読み切り漫画。
- 『まんが人物館』 松井秀喜（2005年、小学館） 生誕から大リーグでのチームの最初の敗退までを漫画で追ったもの。巻末には松井のインタビューも収録されている。